# ロケみつ
『ロケみつ』は、毎日放送で2008年10月9日から2015年3月27日まで放送されていたバラエティ番組である。2012年春までは『ロケみつ〜ロケ×ロケ×ロケ〜』、2014年3月までは『ロケみつ ザ・ワールド』というタイトルになっている。2014年4月からは『ロケみつ フライデー』のタイトルに変わると同時に、番組内容がリニューアルされた。

## 概要

### ザ・ワールド時代まで
司会は前番組『なまみつ』から引き続き、タレントの月亭八光。番組は『なまみつ』後期の流れをくんだ内容となっており、吉本興業所属の若手お笑いタレント がそれぞれ定められたルールの下で「ブログ旅」と呼ばれる旅ロケを行いながら、旅をする本人がその経過などを番組公式サイト内のブログで紹介。放送翌日正午までに対象のブログ記事へ寄せられた視聴者コメントが1000件に満たない場合、その企画は即座に打ち切りとなり、収録済みのVTRもお蔵入りとなるルール。放送では、旅ロケのVTR映像を流しながら同時にスタジオ出演者たちが語り合うワイプ形式で進行していく。
番組タイトルは八光の名前からと、放送されるロケ企画が3本、つまり「ロケ3つ」から付けられている。しかし2009年以降は、常にコメント投稿数の多い桜 稲垣早希のブログ旅企画（「四国一周ブログ旅」→「目指せ!鹿児島 西日本横断ブログ旅」→「目指せ!ポルトガル ヨーロッパ横断ブログ旅」）以外の2企画は隔週交代でコメント数を発表およびロケ内容を放送しており、また1企画を1時間放送するケースもあるため、最大でも2つのロケ企画しか放送されないことがほとんどである。
各ブログ旅の収録は、旅をする出演者のスケジュールなどの都合で連日ではなく断続的に行われており、収録の再開は前回中断した地点から行っている。中断期間中もブログの更新は行われ、その記事に対するコメントも募集・掲載されている。
番組は関西ローカルだったが、2009年10月1日からは新潟放送、2010年4月以降は山陰放送、中国放送、大分放送、山陽放送が同時ネットに加わり、2009年11月からTBSテレビでも遅れネットでの放送が始まった。さらに2010年秋からは熊本放送、テレビ山梨、2011年からはテレビ高知、あいテレビがネットに加わるなど、JNN系列でネット局を増やしている（→詳細は後述）。
2010年6月、「関西縦断ブログ旅」編DVD2巻と、ロケみつ本第1弾「桜 稲垣早希のブログ旅 完全補完計画 -関西縦断&四国一周編-」が発売された。DVD2巻とも発売直後に販売本数10,000本を超えたことから、第2弾として四国一周ブログ旅編DVD4巻（計5枚）が2010年12月から順次発売された。
2010年7月8・15日の放送はJTBとのタイアップによる「上海スペシャル」として放送。2010年8月26日の放送は、毎日放送開局60周年を記念し、『ロケみつ〜ロケ×ロケ×ロケ〜大生放送SP』と題し、前番組『なまみつ』以来となる生放送を行った。翌週の9月2日放送も『ロケみつ〜ロケ×ロケ×ロケ〜生放送SP』と題して、生放送された。
2010年4月放送分よりデータ放送を開始。また『Take Me Out』の放送終了ならびに『NEWS23X』の放送開始に伴い、放送時間が5分繰り上げとなり、23:50 - 24:50となった。
2010年10月7日放送分から、毎日放送・新潟放送・山陰放送・山陽放送にてミニ番組『もうすぐロケみつ』の放送を開始（実際は23:51 - ）。これに伴い本編の放送時間は、23:55 - 24:55に戻された。『もうすぐロケみつ』は当初は本編の見所を紹介するものだったが、2011年2月以降、事実上本編の一部となり、本編は最初の旅ロケ企画のコメント数チェックから始まるようになった。
2011年には「ロケみつ〜ロケ×ロケ×ロケ〜桜 稲垣早希の四国一周ブログ旅」DVD発売記念イベントとして、番組初となる公開収録とトークショーが3月11日に京橋花月、4月1日に品川ステラボールで行われた。しかし、東北地方太平洋沖地震（東日本大震災）の影響により、3月12日分よりすべての旅ロケ企画のブログ更新が一時休止された。また、京橋花月での公開収録の放送日は3月17日から4月14日に変更された。この場で、西日本横断ブログ旅のDVDが発売されることが発表された。
2011年8月4・25日の放送は、JTBとのタイアップによる「韓国・済州島スペシャル」として放送された。
2012年4月12日からは番組タイトルを『ロケみつ ザ・ワールド』に改め、日本国内に限らず世界にもブログ旅を展開する方針や、外国人が日本国内でブログ旅をする企画も発表された。
2012年7月5日から約1カ月の間は、これまで前半で放送されていた企画と後半で放送されていた「目指せ!ポルトガル ヨーロッパ横断ブログ旅」の放送順が入れ替えられた。またこれ以降、オープニングで2つの旅ロケ企画のコメント数を同時にチェックするようになり、CMは番組開始から40分前後は一切入らず、後半に集中的に入るようになった。
2012年8月16日放送分から『もうすぐロケみつ』はなくなり、本編が23:50に始まり終了後に『もうちょっとロケみつ』が放送された。
2012年11月22日は、シンガポール航空とのタイアップによる「シンガポールスペシャル」として放送された。
2012年12月に、ヨーロッパ横断ブログ旅のDVDが発売されることが発表された。
2013年3月16日には、最も早くからネット受けを実施している新潟放送の本社で当番組の公開収録を実施。同月21日にその模様が放送された。
2013年4月からは同時ネットの局が23:58からの放送になるとともに、『もうちょっとロケみつ』はなくなり、本編のみの放送となった。
2013年12月5日、アジア太平洋地域の優れたテレビ番組を表彰する『アジア・テレビジョン・アワード』の総合エンターテインメント部門で、『目指せ!ポルトガル ヨーロッパ横断ブログ旅』の特番『涙のイタリア宿探しで奇跡が!SP』（英語版）が奨励賞を受賞した。毎日放送のバラエティ番組が日本国外の賞を受賞したのはこれが初となる。
2014年3月6日、同年3月27日の放送で番組を終了することが番組内で発表された。しかし、これは『ザ・ワールド』としての最終回であり、実際は4月から放送日を木曜日から金曜日に移し、『ロケみつ フライデー』の番組タイトルで30分番組としてリニューアルされた。

### フライデー時代
『フライデー』ではローラ・チャンに代わって稲垣が「名誉顧問」の肩書で八光・宇都宮まきと共にスタジオMCを務めていた。MCのコスプレも動物の着ぐるみから幼稚園児に変更され、緑の全身タイツを着用した上から、黄色の学童帽子を被って、首からは小さなスモックをかけて、その両腕についている棒を操り人形のように動かしていた。なおTBSなど、本番組を遅れネットで金曜日深夜以外に放送する地域ではタイトルを『ロケみつ ミッドナイト』に改題して放送していた。ただし番組のオープニングで表示されるタイトルとハガキの宛て先が違うだけで、セットの表記や出演者の発言は「ロケみつフライデー」のままであった。また、『ザ・ワールド』まで実施されていた文字多重放送による字幕放送は『フライデー』では行っていない。ゲスト枠も廃止された。ただし稲垣がロケ企画出演で欠席の場合のみ、八光が招いたよしもと若手芸人が顧問を代行する形で出演するケースがあった。
『フライデー』ではそれまでの「ブログ旅」企画に代わり、「暇リサーチ」というロケ企画になった。これは、日常でふと気になる些細な疑問を解消するため「仕事がなくて暇な若手芸人に、時間のかかる調査ロケをやらせる」というものであった。また、ブログおよびコメント投稿制度は廃止され、ロケに出演してほしい芸人をはがきに書いてリクエストする形式になった。基本的にリクエスト要望が1000通集まった芸人からロケに参加させることができるというシステムであった。これは八光、宇都宮以外の全芸人 が対象で、事実上、稲垣をロケに出演させるよう誘導するような演出になっていた。1人で何通応募してもいいが、同一文面を多量に印刷して投書する例が現れたため、両面とも手書き以外は禁止になった。2014年6月20日放送分からは、ハガキが集まり過ぎたために「1000通を超えた芸人のロケがすべて終了するまで、1人1日10通までしか応募できない」という規制が設けられたがそれでも対処できない事態となったため、2014年7月26日放送分からは「夏休み中は絵はがきでしか応募できない」、2014年8月1日放送分からは「1人1日1通」、2015年の正月休み期間は年賀はがき限定で1人1通と、次々と場当たり的に後付ルールが変更されていった。また、1000通に達してもロケに呼ばれない芸人がいる一方、2014年下半期になってからは番組側が推している芸人はハガキの枚数関係なしに何度も出演する事態が起こることがしばしば見られており、はがきリクエスト自体も厳密に守られていなかった。
2015年3月27日の放送をもって番組終了、6年半の歴史にピリオドを打つこととなった。なお、TBSでは同月24日未明で放送終了となったが、この時点でMBSからは約1カ月ほどの遅れネットであったため、関東地区での未放送分を残したままで事実上の「打ち切り」だった。

## 出演
ザ・ワールド時代までは一部の例外を除き、出演者たちはゲストも含めて、全員動物の着ぐるみで出演していた。これは、“森の動物たちがこれ（旅ロケVTR）を見るために集まってきている”というコンセプトからであった。太字は着用していた着ぐるみ。またスタジオパートの収録は一部の回を除き、毎日放送本社内の機材倉庫で行われていた が、2012年12月13日以降は「無許可で使っていた機材倉庫を追い出された」という名目で、毎日放送本社ロビーなどで収録していたが、その一方で機材倉庫での収録が行われた回もあった。

### スタジオMC
旅ロケ芸人は後述。
- 月亭八光 - ザ・ワールド時代までの着ぐるみはトラ
- 宇都宮まき - ザ・ワールド時代までの着ぐるみはパンダ[14]
- 桜 稲垣早希 - 名誉顧問（フライデー時代から）

### 過去の出演者
- ローラ・チャン[14][15] - ウサギ

## ザ・ワールド時代までのクリアした企画

### 吉本ギャグ暗記24（トゥエンティフォー）ブログ旅
2008年12月4日 - 12月11日
- 密室に閉じ込められたローラ・チャンが吉本芸人のギャグを24個覚え、すべて覚えられたら密室から脱出でき、クリアとなるルール。暗記タイムは1回につき10分間。10分おきに穴埋め問題形式で出題され覚えているかチェックしていた。[68] 覚えていなければ、おしおきとして強烈な臭いの食料品を口にすることとなる（1回目・ノニジュース、2回目・ドリアン、3回目・豆腐餻）。
- 4回目のチャレンジで全問正解しクリア。脱出できた記念として、ローラ・チャンが考えたオリジナルギャグ「ローラ・チャン・ボン[69]」を披露した。
- レギュラー出演者が挑戦した初の旅ロケ企画となった。
- 「密室謎解24ブログ旅」同様、VTR全編はクイズの出題をはじめ、音楽や画面分割などの手法が『24 -TWENTY FOUR-』風のつくりとなっていた。

### 関西縦断ブログ旅
2008年10月9日 - 2009年1月8日
- 桜の稲垣早希が、関西最南端の和歌山県・潮岬から関西最北端の京都府・経ヶ岬まで、ブログを更新しながら旅を続ける企画。『なまみつ』末期から継続されており、基本的なルールは『なまみつ』放送時と同じだが、ブログへのコメントが1000件に満たない場合、企画そのものが中止となるルールが追加されるなどの変更もある。
- 各府県の通過ポイントは以下のとおり。

| 府県名   | 通過ポイント               |
| -------- | -------------------------- |
| 和歌山県 | 和歌山城                   |
| 大阪府   | 通天閣                     |
| 奈良県   | 奈良公園                   |
| 京都府   | 東映太秦映画村             |
| 滋賀県   | 彦根城（ひこにゃんに会う） |
| 兵庫県   | 有馬温泉                   |

- 稲垣は『なまみつ』放送時から惣流・アスカ・ラングレーのコスプレ（第3新東京市立第壱中学校の制服姿）で旅を続けていたが、制服が半袖のため、京都でパーカーを購入し、兵庫に入るまでの間着用していた。さらに、兵庫でダウンジャケットを購入後はそれを制服の上から着用している。この他、寒さ対策として、使い捨てカイロやストッキング、マフラーなども購入している。なお、各県ごとのガイドブックは支給される。
- 旅には原則、当時総合演出担当の森貴洋（番組内では『親玉』の通称で呼ばれる）がカメラマン兼務として同行し、顔は出さずに現地で稲垣らと会話をする声のみの出演を行なっていた。また、以降の稲垣のブログ旅企画[70] でも引き続き同行した。
- VTR冒頭での稲垣紹介のナレーションは、『なまみつ』放送時から第九話までは「エヴァンゲリオン漫才が一部のマニアに大ヒット」だったが、第拾話からは「エヴァンゲリオン漫才でブレイク間近」に変わっている。
- ゴール地点となる経ヶ岬灯台に到達した第拾八話は「関西縦断ブログ旅早希ちゃんゴールSP」として拡大放送され、ゴール地点では稲垣が旅でお世話になった人々からのお祝いメッセージがVTRで寄せられた。
- ゴールのご褒美として、稲垣の好きな餃子の王将で祝賀会が行われ、餃子の王将から3万円分の商品券が贈られた。デザートは稲垣の振ったサイコロの出目によって決められ（内容は下表のとおり）、結果は2でアイスプリンをゲット。

| サイコロの出目 | 1            | 2            | 3              | 4              | 5        | 6                 |
| -------------- | ------------ | ------------ | -------------- | -------------- | -------- | ----------------- |
| デザート       | デザートなし | アイスプリン | マンゴープリン | クリームソーダ | 杏仁豆腐 | 2-5のデザート全部 |

- さらに『新世紀エヴァンゲリオン』でアスカの声を担当する宮村優子も祝賀会場に駆けつけた。宮村からはアスカの声が録音された目覚まし時計が贈られた他、互いにアスカの声で「あんたバカァ!?」を言い合い、二人で記念撮影をした。
- この後、祝賀会場からスタッフが稲垣を自宅に送り届けるという名目で車を走らせ、翌朝、次の企画「四国一周ブログ旅」のスタート地点である徳島県・大鳴門橋で稲垣に「ブログ旅の第壱章終了」と新企画開始が伝えられた。
- 潮岬から経ヶ岬までの総移動距離は889km。ブログに寄せられた総コメント数は133875件。
- 各話のサブタイトルは本家『新世紀エヴァンゲリオン』のパロディになっている（『なまみつ』からの続きで第七話から放送）。

| 話数     | 放送日         | サブタイトル         | コメント数 AM：午前9時 PM：午後3時 | 獲得資金          | 備考                                                                     |
| -------- | -------------- | -------------------- | ---------------------------------- | ----------------- | ------------------------------------------------------------------------ |
| 第七話   | 2008年10月9日  | 人の眠りしところ     | 5日目AM・3232                      | 3→3232円          | 和歌山通過ポイントクリア                                                 |
| 第八話   | 2008年10月16日 | アスカ、来阪         | 5日目PM・1317                      | 6→13170円         | 和歌山から大阪入り                                                       |
| 第九話   | 2008年10月23日 | 瞬間、お金、数えて   | 6日目AM・2743                      | 1→274円           | 大阪通過ポイントクリア 大阪から奈良入り 奈良通過ポイントクリア           |
| 第拾話   | 2008年10月30日 | トリハダ イヤー      | 6日目PM・1345                      | 3→1345円          | 奈良から京都入り                                                         |
| 第拾壱話 | 2008年11月6日  | 静止した笑みの中で   | 7日目AM・3293                      | 1→329円           | パーカー購入・着用                                                       |
| 第拾弐話 | 2008年11月13日 | 奇跡のサイは         | 7日目PM・2762                      | 3→2762円          | 車折神社で2度目の1除け参り                                               |
| 第拾参話 | 2008年11月20日 | 滋賀、侵入           | 8日目AM・3845                      | 6→38450円         | 京都通過ポイントクリア 京都から滋賀入り 関西縦断ブログ旅獲得資金最高金額 |
| 第拾四話 | 2008年11月27日 | 膳所、楽しみの場     | 8日目PM・1033 9日目AM・4626        | 4→1033円 1→462円  | 滋賀通過ポイントクリア 関西縦断ブログ旅最多コメント数 滋賀から兵庫入り   |
| 第拾伍話 | 2008年12月4日  | 柚と豚骨             | 9日目PM・1878                      | 5→1878円          | ダウンジャケット購入・着用 兵庫通過ポイントクリア                        |
| 第拾六話 | 2008年12月11日 | 師に抱く想い、みやげ | 10日目AM・4172                     | 1→417円           | 兵庫から和歌山入り                                                       |
| 第拾七話 | 2008年12月18日 | 壱度目の達成者       | 10日目PM・2006 11日目AM・2969      | 4→2006円 4→2969円 | 和歌山から京都入り                                                       |
| 第拾八話 | 2009年1月8日   | 直ちに展開を         | ---                                | ---               | ゴール地点・経ヶ岬灯台到達                                               |

以下、「四国一周ブログ旅」に続く。

### GoGoご来光! 富士山利きカレーブログ旅
2009年9月3日 - 2009年9月17日
- グッドモーニングの吉田圭吾（放送当時、現・吉本新喜劇座員のもじゃ吉田）が挑戦する旅ロケ企画。吉田はこれが初ロケとなった。
- 富士山の5合目まで登り、商品名が伏せられた状態で10種類のカレーを試食し、それぞれの見た目や味を記憶した上で8合目まで登っていた[72]。そして8合目にある山小屋「白雲荘」で出されているカレーが、5合目で試食したカレーのうち、どのカレーだったかを当てていた。正解すればそのまま山頂まで登り、ご来光を迎えることができるが、不正解の場合はどんなに夜が更けていても、すぐに5合目まで引き返し、翌日再度試食した上で、改めて8合目に向かわなければならなかった。解答チャンスは3回までであった。
- 2回目の解答で正解し、山頂でご来光を迎えることができた。
- サブタイトルをはじめ、大岩大太（キレンジャー）風な吉田の服装やBGMなどが『秘密戦隊ゴレンジャー』を意識した作りとなっていた。ちなみに吉田が装着しているご来光ベルトはバンダイ「侍戦隊シンケンジャー 秘伝ディスクバックル（シンケンゴールド専用）」を改造したものであった。
- 総登山距離は15.3km、総登山時間は19時間20分、試食したカレーの数は21食。

| 話数   | 放送日        | サブタイトル               | 備考                   |
| ------ | ------------- | -------------------------- | ---------------------- |
| 第一話 | 2009年9月3日  | -----                      | 1回目不正解            |
| 第二話 | 2009年9月10日 | 青い富士山! 死のロード計画 |                        |
| 第三話 | 2009年9月17日 | 大逆襲! 黄色い天然パーマ   | 2回目正解 ご来光クリア |

### 四国一周ブログ旅
2009年1月15日 - 2009年9月24日
- 「関西縦断ブログ旅」に続く、ブログ旅第弐章。桜の稲垣早希が徳島県・大鳴門橋をスタートして、香川県・愛媛県・高知県の順に四国を一周し、ブログを更新しながら旅を続ける企画。ゴール地点もスタート地点と同じ徳島県・大鳴門橋。基本的なルールは「関西縦断ブログ旅」と同じだが、今回改定されたルールは以下のとおり。
  - スタート時に与えられた「ネルカード」を使うとスタッフが宿を用意してくれる。ただし、この旅を通して使える「ネルカード」は全部で3枚。
  - 通過ポイントは各県につき2カ所あり、計8カ所を通過しなければならない。各県の通過ポイントは以下のとおり。

| 県名   | 通過ポイント | 通過ポイント                 |
| ------ | ------------ | ---------------------------- |
| 徳島県 | A            | 中華そば いのたに            |
| 徳島県 | B            | 祖谷渓の小便小僧             |
| 香川県 | A            | 小豆島・二十四の瞳像         |
| 香川県 | B            | こんぴらさん                 |
| 愛媛県 | A            | 道後温泉                     |
| 愛媛県 | B            | 宇和米博物館                 |
| 高知県 | A            | 足摺岬でホエールウォッチング |
| 高知県 | B            | 室戸岬・中岡慎太郎像         |

- 旅の資金はリセットされて0円からのスタートとなる（理由は後述）。午前9時と午後3時の一日2回集計される対象のブログ記事に書き込まれた応援コメントの件数に応じて支給され、コメント件数発表後に、稲垣が振ったサイコロの出目によって、コメント件数に対する支給額が変動する（小数点以下は切り捨て）のはこれまでどおりだが、今回は1を出すと旅の資金が全額没収となるため、「関西縦断ブログ旅」で1の目を7回出した稲垣にとっては、さらに過酷なルールとなった。

| サイコロの出目 | 1        | 2              | 3            | 4            | 5            | 6             |
| -------------- | -------- | -------------- | ------------ | ------------ | ------------ | ------------- |
| 支給額（円）   | 全額没収 | コメント数×0.1 | コメント数×1 | コメント数×1 | コメント数×1 | コメント数×10 |

- スタート時に、肌着（タイツ）、フリースジャケット、ロングダウンジャケットの防寒具がスタッフから提供された。ちなみに、これらの購入には「関西縦断ブログ旅」終了時の旅の資金がそのまま充てられた（足りない分はスタッフが負担）。また出発前には宮村優子からの激励の手紙が渡され、ルール改定で厳しくなったブログ旅にテンションが下がっていた稲垣を奮い立たせた。
- VTR冒頭での稲垣紹介のナレーションが、第弐拾話から「エヴァンゲリオン漫才で人気沸騰中」に変わっている。
- 良い出来事の後には必ずといってもいいほど1の出目が多く出ることから、スタッフがサイコロに細工しているのではという疑惑を抱く視聴者からのコメントがブログに多数寄せられたため、第弐拾六話ではスタッフが用意した2つのサイコロから稲垣が試し振りをして選んだ方を振った。
- 2009年4月2日に『四国一周ブログ旅総集編 早希ちゃん頑張れ笑えばいいと思うよSP』と題し、5日目までの旅の様子がダイジェストで放送された。2009年8月27日には『四国一周ブログ旅 総集編:破 私、笑えるんだSP』と題し、この旅で初となる6の目を出した8日目午前から高知県一つ目のチェックポイント・足摺岬でのホエールウォッチングをクリアした15日目午前までのダイジェストが放送された。2010年3月28日には『四国一周ブログ旅 怒涛の高知〜ゴールSP』と題し、高知県・中村駅に到着した11日目午後から鳴門大橋にゴールした瞬間までのダイジェストが放送された。
- ゴール地点となる鳴門大橋に到達した第伍拾話は「四国一周ブログ旅最終回SP」として拡大放送され、ゴール地点では稲垣が旅でお世話になった人々からのお祝いメッセージVTRと寄せ書きが贈られた。
- ゴールのごほうびとして、稲垣が釜玉バターうどんを食べた、高松市内にある讃岐うどんの店舗で祝賀会が行われ、うどんが30玉入った特製の釜玉バターうどんが用意された。さらに帰神後、有馬温泉の高級旅館（兆楽）で稲垣の両親と1泊した。しかしスタッフから感謝の手紙を渡され「またいつか一緒にロケしてもらっていいですか」と聞かれた時に、「こちらこそお願いします」と受諾の返事をしたため、翌朝、旅館をチェックアウトする際、稲垣の両親から「目指せ!鹿児島 西日本横断ブログ旅」のスタートが告げられた[74]。
- 各話のサブタイトルは本家『新世紀エヴァンゲリオン』のパロディになっている（「関西縦断ブログ旅」からの続きで第拾九話から放送）。第弐拾九話からは使徒の呼称名を含んだ（本家で襲来してきた順番どおり）サブタイトル、さらに第四拾七話からはテレビアニメ版のオープニング主題歌「残酷な天使のテーゼ」の歌詞をもじったサブタイトルになっている。
- 総移動距離は1200km以上。ブログに寄せられた総コメント数は454060件。

| 話数       | 放送日        | サブタイトル                          | コメント数 AM：午前9時 PM：午後3時 | 獲得資金          | 備考                                                                 |
| ---------- | ------------- | ------------------------------------- | ---------------------------------- | ----------------- | -------------------------------------------------------------------- |
| 第拾九話   | 2009年1月15日 | 女の戰い                              | 1日目PM・2969                      | 5→2969円          | スタート地点・大鳴門橋出発 妙見神社でお祓い                          |
| 第弐拾話   | 2009年1月22日 | 孤独のわたし イヴのわたし             | 2日目AM・2923                      | 1→0円             | 初の資金全額没収                                                     |
| 第弐拾壱話 | 2009年1月29日 | ビザン、山頂                          | 2日目PM・1469                      | 2→146円           |                                                                      |
| 第弐拾弐話 | 2009年2月5日  | せめて、芸人らしく                    | 3日目AM・3773                      | 1→0円             | 2度目の資金全額没収                                                  |
| 第弐拾参話 | 2009年2月12日 | 渓                                    | 3日目PM・978                       | 3→978円           | 徳島通過ポイントAクリア                                              |
| 第弐拾四話 | 2009年2月19日 | 最高のシ聴者                          | 4日目AM・5215                      | 4→5215円          |                                                                      |
| 第弐拾伍話 | 2009年2月26日 | 泊まる機会                            | 4日目PM・2057                      | 1→0円             | 徳島通過ポイントBクリア 3度目の資金全額没収                          |
| 第弐拾六話 | 2009年3月5日  | 祖谷渓の中心で サジを投げたけもの     | 5日目AM・5164                      | 3→5164円          | ネルカード初使用                                                     |
| 第弐拾七話 | 2009年3月12日 | Are!?                                 | 5日目PM・2169                      | 5→2169円          | 徳島から香川入り                                                     |
| 第弐拾八話 | 2009年3月19日 | サイコロをフイに                      | なし                               | なし              |                                                                      |
| 第弐拾九話 | 2009年4月16日 | アきらめをいダくム情                  | 6日目AM・4663 6日目PM・2418        | 5→4663円 5→2418円 | ブログ旅初のフェリー移動 香川通過ポイントAクリア                     |
| 第参拾話   | 2009年4月23日 | リリしいスがたをいつまでも            | 7日目AM・5204                      | 2→520円           |                                                                      |
| 第参拾壱話 | 2009年4月30日 | そのサキに見エル、真実                | 7日目PM・2161                      | 3→2161円          | 香川通過ポイントBクリア                                              |
| 第参拾弐話 | 2009年5月7日  | 感シャ ムくわれ 成シエルもの          | 8日目AM・4914                      | 6→49140円         | ブログ旅初の特急料金での移動 香川から愛媛入り                        |
| 第参拾参話 | 2009年5月14日 | 極ラくの地、富、エル者                | 8日目PM・2224 9日目AM・4799        | 5→2224円 2→479円  | ブログ旅初のタクシー移動 愛媛通過ポイントAクリア                     |
| 第参拾四話 | 2009年5月21日 | 皆ガ、ギ問に思エル味                  | 9日目PM・2351                      | 3→2351円          |                                                                      |
| 第参拾伍話 | 2009年5月28日 | あイスべき未ライ フェル事のない、お金 | 10日目AM・4454 10日目PM・2076      | 5→4454円 1→0円    | 愛媛通過ポイントBクリア 愛媛から高知入り 4度目の資金全額没収         |
| 第参拾六話 | 2009年6月4日  | サン道をくダル人、 フォンな夜         | 11日目AM・4166                     | 3→4166円          |                                                                      |
| 第参拾七話 | 2009年6月11日 | マち受けるト地、 リ解エル心           | 11日目PM・2712                     | 2→271円           |                                                                      |
| 第参拾八話 | 2009年6月18日 | サいハての地で ク労をィとわぬエールを | 12日目AM・5497                     | 6→54970円         |                                                                      |
| 第参拾九話 | 2009年6月25日 | イロ褪せる笑顔、 ウルおわない懐       | 12日目PM・2368 13日目AM・5925      | 1→0円 5→5925円    | 5度目の資金全額没収 （最高没収金額・-47987円） 2枚目のネルカード使用 |
| 第四拾話   | 2009年7月2日  | 群レ探す、 リ想のホエール見つけて     | 13日目PM・2667                     | 2→266円           | 鹿島神社でお祓い                                                     |
| 第四拾壱話 | 2009年7月9日  | 威バルディrector、 聞こエル雨音       | 14日目AM・4822 14日目PM・2625      | 5→4822円 2→262円  |                                                                      |
| 第四拾弐話 | 2009年7月16日 | ゼん進すル船、 見エてくル形           | 中止                               | 午後に延期        | 初の船上コメントチェック                                             |
| 第四拾参話 | 2009年7月23日 | アラ波に消エル尾びれ                  | 15日目AM・4984 15日目PM・2899      | 2→498円 5→2899円  | 高知通過ポイントAクリア                                              |
| 第四拾四話 | 2009年7月30日 | とアルミん宿を さサエル人、犬         | 16日目AM・5121                     | 1→0円             | 6度目の資金全額没収 （最低没収金額・-14円）                          |
| 第四拾伍話 | 2009年8月6日  | 久かタブリの、雨 スい滴つく窓         | 16日目PM・3577                     | 5→3577円          | ブログ旅初の自転車移動 午後最多コメント数 （関西縦断ブログ旅も含む） |
| 第四拾六話 | 2009年8月13日 | 繰リ返し、 降リンする奇跡の人々       | 17日目AM・6050                     | 6→60500円         | 四国一周ブログ旅獲得資金最高金額                                     |
| 第四拾七話 | 2009年9月3日  | ゼイタクな天使のように                | なし                               | なし              |                                                                      |
| 第四拾八話 | 2009年9月10日 | 少女よ 神話になれ                     | 17日目PM・3352 18日目AM・6249      | 2→335円 3→6249円  | 四国一周ブログ旅最多コメント数                                       |
| 第四拾九話 | 2009年9月17日 | 蒼い海の側                            | 18日目PM・3556                     | 5→3556円          | 高知通過ポイントBクリア                                              |
| 第伍拾話   | 2009年9月24日 | 最後のドアを叩いても                  | ---                                | ---               | ゴール地点・大鳴門橋到達                                             |

以下、「目指せ!鹿児島 西日本横断ブログ旅」に続く。

### デリバリー将棋 頂上決戦ブログ旅
2009年10月8日 - 2009年10月22日
- かりんとうの川畑雅秀（放送当時、現・カリントウ）が挑む旅ロケ企画。
- 川畑の額に付けて運ぶ王将を除いた、19個の駒が初期配置された状態で、重さが9.5kgある脚付き将棋盤[76] を持って山の頂上を目指して登山。頂上に着いたら、そこにいる登山客から対戦相手を選び、将棋対決をする。川畑が勝つことができればクリアとなるが、負けた場合は下山し、別の山で再度チャレンジしなければならなかった。ただし運んでいる途中で将棋盤から落ちた駒は没収となり、山頂での将棋対決では、その駒がない状態で対決しなければならなかった。
- スタートならびに休憩後に将棋盤を持ち上げる時には「Take Off」のテロップが表示された。
- 一つ目の山・六甲山の登山で、歩兵1枚を残して、すべての駒を落とし没収となったが、対戦相手のミスもあり果敢に攻め、勝利を収めクリアとなった。しかし川畑は最初にルールの説明を受けたにもかかわらず、次にどこに登るのかをスタッフに尋ね、そこで企画終了を伝えられた。なお対局中は古川圭子（毎日放送アナウンサー）が聞き手となり、尼崎将棋協会会長が解説を行っていた。
- サブタイトルは映画『トップガン』サウンドトラックの収録楽曲のタイトルをもじったものが付けられ、本編中にも使用されていた。

| 話数   | 放送日         | サブタイトル     | アタックする山 | 没収された駒                                             |
| ------ | -------------- | ---------------- | -------------- | -------------------------------------------------------- |
| その一 | 2009年10月8日  | -----            | 六甲山         | 歩兵×3、銀将×1                                           |
| その二 | 2009年10月22日 | 駒は枯葉のように | 六甲山         | 歩兵×5、香車×2、桂馬×2、 銀将×1、金将×2、角行×1、 飛車×1 |

### バンジージャンプでロウソクをさせ MBS開局60周年記念 おめでとう!バースデーケーキブログ旅
2010年9月2日 - 9月23日
- 『ロケみつ〜ロケ×ロケ×ロケ〜大生放送SP』にゲスト出演していたスマイルに、第8回MBS新世代漫才アワードの優勝記念として用意された旅ロケ企画で、『ロケみつ〜ロケ×ロケ×ロケ〜大生放送SP』の終盤で企画が発表された。旅ロケ行きを受諾したスマイルは、さっそくロケに出発した。
- 福井県の三国ワンダーランド内にあるアトラクション・バンジージャンプで、高さ23mのところからガッチャマンのコスプレをした二人が交替でバンジージャンプを行い、下に置いてある直径50cmのバースデーケーキにろうそくを刺すことができればクリア。三国ワンダーランドの営業時間・午前9時から午後6時までの間なら何度でも挑戦できるというルールであった。
- 営業時間が残り1時間となった時、通算13回目の挑戦で瀬戸が放ったろうそくがケーキの真ん中に刺さりクリアとなった。
- 万が一、スマイルが旅ロケに行かなかった場合は、モストデンジャラストリオのMr.Xが旅ロケに挑戦することになっていた。
- 『科学忍者隊ガッチャマン』を意識した作りとなっていた。

| 話数  | 放送日        | サブタイトル                         | 結果 |
| ----- | ------------- | ------------------------------------ | --- |
| 第1話 | 2010年9月2日  | 二人のガッチャマン対バースデーケーキ | 1回目・瀬戸× 2回目・よしたか× |
| 第2話 | 2009年9月23日 | 2人のガッチャマンの大航空ショー      | 3回目・瀬戸× 4回目・よしたか× 5回目・よしたか× 6回目・よしたか× 7回目・瀬戸× 8回目・よしたか× 9回目・よしたか× 10回目・よしたか× 11回目・よしたか× 12回目・瀬戸× 13回目・瀬戸○ |

### 桃太郎ドミノブログ旅 feat.イヌ・サル・キジ
2010年4月15日 - 2010年12月9日
- シャイニングスターズの岡田貴宏が挑む旅ロケ企画。岡田はこれが初ロケとなった。
- 桃太郎の扮装をした岡田がドミノ会場となる河原会館で、「桃太郎」のあらすじが1文字ずつ書かれたドミノ全2167個を24時間以内に並べ、ストーリーに合わせた6つのゾーン（どんぶらこゾーン、桃太郎誕生ゾーン、きびだんごゾーン、イヌ・サル・キジゾーン、目指せ!鬼ヶ島ゾーン、鬼退治ゾーン）をすべて失敗することなくドミノ倒しすることができればクリア、倒したドミノが途中で止まってしまった場合は制限時間内なら何度でも並べられるが、失敗した場合は、後日前回並べたところからの再挑戦となるというルールであった。
- ただし、桃太郎のお供であるイヌ・サル・ニワトリ（キジの代わり）[77] を世話しながらドミノを並べ、一日2回、3匹を散歩させなければならない。ロケ初日、岡田が自らイヌ・サル・ニワトリに、それぞれ「先生」・「キャプテン」・「監督」[78] と命名した。お供の動物たちのスケジュールの都合で、2日目は「先生」の代わりにアイリッシュ・ウルフハウンドの「ワンちゃん」、3日目は「監督」の代わりに2羽の合鴨の親子「たつお君」「たつお君Jr.」[79]、4日目は「監督」の代わりにガチョウの「ケイちゃん」[80]、5日目は「先生」の代わりにフレンチ・ブルドッグの「お嬢」（いずれも岡田が命名）がやってきた。6日目は1日目のお供だった「先生」[81]「キャプテン」「監督」に戻り、2010年8月26日放送の『ロケみつ〜ロケ×ロケ×ロケ〜大生放送SP』の中で一部生中継された。7日目もスタッフがお供たちのスケジュール調整に奮闘し、2回連続で「先生」「キャプテン」「監督」が揃った。そして6度目の挑戦で、ついにドミノ倒しに成功した。翌朝、これまでに登場したお供全員が集い、ドミノ成功の祝賀会が行われた。
- ドミノを並べた時間・152時間（通算）、殉職（24時間たっていないのに以後の作業を放棄）した回数・3回、撮影拒否をした回数・1回、温厚な岡田桃太郎がキレた回数・8回、ガチョウが飛ぼうとした回数・1回、お猿がタマゴを盗んだ回数・1回、総コメント数・35568件。
- 企画のオープニングタイトルをはじめ、TV版『踊る大捜査線』を意識した作りとなっていた。
- 短期間で成功せず、長期にわたって放送された上でクリアした旅ロケ企画は、桜 稲垣早希のブログ旅以外ではこれが初となった。
- TBSでは、第10話以降が放送されなかった。

| 話数   | 放送日         | サブタイトル                             |
| ------ | -------------- | ---------------------------------------- |
| 第1話  | 2010年4月15日  | ---                                      |
| 第2話  | 2010年4月29日  | イヌと友情の出前便                       |
| 第3話  | 2010年5月13日  | 潰されたドミノと三匹の事件               |
| 第4話  | 2010年5月27日  | 犬の小便と岡田（モモタロウ）のプライド   |
| 第5話  | 2010年6月10日  | 監督の悲鳴が聞こえない                   |
| 第6話  | 2010年7月1日   | 奪い合い 岡田の愛とお供                  |
| 第7話  | 2010年7月22日  | タイムリミットは24時間                   |
| 第8話  | 2010年8月5日   | さらば愛しき桃太郎（オカダ）             |
| 第9話  | 2010年8月12日  | 河原会館大パニック 岡田桃太郎 危機一髪   |
| 第10話 | 2010年10月7日  | 強風・風に消えた岡田の涙                 |
| 第11話 | 2010年10月21日 | 犬の先生よ永遠に                         |
| 第12話 | 2010年11月11日 | 頑張れ! 岡田桃太郎                       |
| 第13話 | 2010年11月25日 | 河原会館はドミノとの対決の場             |
| 第14話 | 2010年12月9日  | 後悔も誇りも岡田という桃太郎に出会った事 |

### もし高校野球の女子マネージャーがトンネルを使わずに向こう側へ行けたらブログ旅
2011年1月20日 - 8月18日
- ピン芸人のまる子が挑む旅ロケ企画。まる子はこれが初ロケとなる。
- ジャージ姿[82] のまる子が、あるトンネルの入口をスタート。トンネルをくぐらずに歩いて山を越えてトンネルの出口に行けたらクリアとなる。専門家は同行しているが、登山ルートはGPSやコンパスを使いながら自力で考えながら進まなければならない。登山中は山登りに必要なアイテムが入ったリュックと番号が書かれた9個の風船（野球部員の9人を表す）を背負わなければならず、コメント数をクリアしても、風船がすべて割れたら遭難とみなし、企画終了となる。しかし第7話で、風船が全部割れた場合は1アウトとなり、3回失敗して3アウトとなった時点でゲームセットで企画終了となるルールが説明され、AD宮原扮する審判が1アウトを宣告した。また第9話では風船がしぼんで自分の顔より小さくなったらアウトというルールが追加されていた。風船は新しいトンネルに挑戦する際および全部割れてアウトカウントが増え、同じトンネルに再挑戦する際、新たに9個からのスタートとなる。
- 第3話で中川トンネルをクリアした後に、スタッフから近畿2府4県にある6つのトンネルをクリアしなければならないルールが伝えられた。
- 第8・9話ではヒゲメガネが家に持ち帰ったGPSを忘れてきたため、コンパスと地図のみで梶原トンネル・天王山トンネルのクリアを目指さなければならなかった。また梶原トンネルクリア後の夜は、島本町の一般家庭の庭を借りてテントを貼り、夕食と朝食を提供してもらった。さらに第14話では 弓削牧場 で一泊し、翌朝前夜に綴った感謝の手紙を読んだ。
- 第10話ではロケ当日に台風2号が接近中だったため雨天ノーゲームとなり、後日再スタートとなった。
- 新神戸トンネルをクリア後、審判の足下にあったホームベースを踏んでゴールを果たした。その後閉会式が行われ、大会委員長のヒゲメガネから優勝旗が授与された。
- 歩いたトンネルの総距離・23209m、割った風船部員の数・54部員[83]、スタッフが割れた風船を撮り損ねた回数・4回、ヒゲメガネがGPSを忘れた回数・1回。
- タイトルは『もし高校野球の女子マネージャーがドラッカーの『マネジメント』を読んだら』から付けられ、BGMは映画『ロード・オブ・ザ・リング』のサントラから使用されている。
- TBSとテレビ高知では第5話から放送。

| 話数   | 放送日        | トンネル                                                                        | 割れた風船（割れた順に列記）                        |
| ------ | ------------- | ------------------------------------------------------------------------------- | --------------------------------------------------- |
| 第1話  | 2011年1月20日 | 国道162号：中川トンネル （京都府・全長1582m）                                   | 8番・7番・5番・1番・3番                             |
| 第2話  | 2011年2月3日  | 国道162号：中川トンネル （京都府・全長1582m）                                   | 2番                                                 |
| 第3話  | 2011年2月17日 | 国道162号：中川トンネル （京都府・全長1582m）                                   | 9番                                                 |
| 第4話  | 2011年3月3日  | 国道8号：藤ヶ崎トンネル （滋賀県・全長980m）                                    | 2番                                                 |
| 第5話  | 2011年4月14日 | 国道8号：藤ヶ崎トンネル （滋賀県・全長980m）                                    |                                                     |
| 第6話  | 2011年4月28日 | 国道311号：新逢坂トンネル （和歌山県・全長1402m）                               | 9番・3番・2番・7番・5番・1番・8番・4番・6番 1アウト |
| 第7話  | 2011年5月12日 | 国道311号：新逢坂トンネル （和歌山県・全長1402m）                               | 5番・8番・7番・3番・4番・6番                        |
| 第8話  | 2011年5月26日 | 名神高速道路：梶原トンネル・天王山トンネル （大阪府〜京都府・全長5079m）        | 3番                                                 |
| 第9話  | 2011年6月9日  | 名神高速道路：梶原トンネル・天王山トンネル （大阪府〜京都府・全長5079m）        | 6番・7番・1番・9番・8番・2番                        |
| 第10話 | 2011年6月23日 | 第二阪奈有料道路：阪奈トンネル （奈良県〜大阪府・全長5580m）                    | 3番 雨天ノーゲーム                                  |
| 第11話 | 2011年7月7日  | 第二阪奈有料道路：阪奈トンネル （奈良県〜大阪府・全長5580m）                    | 9番・5番・1番・4番・7番・6番・8番・2番 2アウト      |
| 第12話 | 2011年7月21日 | 第二阪奈有料道路：阪奈トンネル （奈良県〜大阪府・全長5580m）                    | 6番・5番・1番・3番・9番・8番・4番                   |
| 第13話 | 2011年8月4日  | 新神戸トンネル有料道路：新神戸トンネル・第2新神戸トンネル （兵庫県・全長8500m） | 5番・2番・7番・8番・1番                             |
| 第14話 | 2011年8月18日 | 新神戸トンネル有料道路：新神戸トンネル・第2新神戸トンネル （兵庫県・全長8500m） | 9番・6番・4番                                       |

### 目指せ!鹿児島 西日本横断ブログ旅
2009年10月1日 - 2012年3月29日
- 「四国一周ブログ旅」に続く、ブログ旅第参章。桜 稲垣早希が兵庫県・有馬温泉（旅館『兆楽』）をスタートし、中国地方の5県と、九州地方の7県をすべて通過した上で、鹿児島県にあるゴール地点を目指し、ブログを更新しながら旅を続ける企画。基本的なルールは「関西縦断ブログ旅」「四国一周ブログ旅」と同じだが、今回改定されたルールは以下のとおり。
  - 「四国一周ブログ旅」同様、使うとスタッフが宿を用意してくれる「ネルカード」がスタート時に3枚与えられたほか、振ったサイコロを一度だけ振り直すことができる「フルカード」が新たに1枚だけ与えられた。また、フルカードを消費した後の第八拾六話で立ち寄った大山の参道沿いにある土産店にフルカードが大量入荷され、この時点の所持金のほぼ全額である57400円で購入することができるようになっていて、第八拾七話でフルカードを購入した。また第壱百拾七話では、スタッフに導かれるまま訪れた、長崎市のショッピングセンター・夢彩都にあるゲームセンター、ナムコランド長崎店で、1回10000円のクレーンゲームの景品としてフルカードが入荷され、5回目の挑戦（50000円投資）で獲得。
  - 「四国一周ブログ旅」でスタッフから支給されたフリースジャケット、ロングダウンジャケットなど、過去のブログ旅で購入・支給されたものは使用できない（新たに購入しなければならない）。
  - 旅の資金は0円からのスタートとなる。午前9時と午後3時の一日2回集計される対象のブログ記事に書き込まれた応援コメントの件数に応じて支給され、コメント件数発表後に、稲垣が振ったサイコロの出目によって、コメント件数に対する支給額が変動する（小数点以下は切り捨て）。さらに今回は初号機（紫×黄緑）と弐号機（赤×橙）の2種類のサイコロ[86] が用意され、どちらかを選択してサイコロを振る[87]。ただし、2回連続で1の目が出た時はスタート地点の有馬温泉まで戻らなければならない[88]。ちなみに稲垣は「四国一周ブログ旅」では2回連続は出していないが、「関西縦断ブログ旅」では1を3回連続で出している。また第伍拾八話で、最多コメント数を更新したときには、スタッフから500円分のクオカードが贈られるルールが追加された。なお、1の目が出て資金が全額没収されても、クオカードは没収されない。さらに第七拾壱話では、コメント数が1万件を越え、サイコロ暴走モード突入となり、出目が3の時も「コメント数×0.1」に変更、一度暴走モードに突入するとその後のサイコロタイムでも適用となった。なお、サイコロ暴走モードのルールについては、「西日本横断ブログ旅」スタート時に提示された旅の資金のフリップの端に「応援コメント1万越えでサイコロ暴走」と薄い字で小さく書かれていたことになっている[89]。さらにサイコロ暴走モードの旅の資金のフリップの端にも同じように「応援コメント3万越えでサイコロ覚醒」と薄い字で小さく書かれていた。

| サイコロの出目 | サイコロの出目 | 1        | 2              | 3              | 4            | 5            | 6             |
| -------------- | -------------- | -------- | -------------- | -------------- | ------------ | ------------ | ------------- |
| 支給額（円）   | 通常モード     | 全額没収 | コメント数×0.1 | コメント数×1   | コメント数×1 | コメント数×1 | コメント数×10 |
| 支給額（円）   | 暴走モード     | 全額没収 | コメント数×0.1 | コメント数×0.1 | コメント数×1 | コメント数×1 | コメント数×10 |

- 出発前に麦わら帽子・バスローブ・ブルガリのお泊りセットが支給された。これらの購入には「四国一周ブログ旅」で残った旅の資金が充てられた。また宮村優子からは、VTRで応援メッセージが寄せられた。
- 「四国一周ブログ旅」同様、通過ポイントは各県につき2カ所あり、全部で24カ所を通過しなければならない。新たな府県の通過ポイントはこれまで県境を越えた時点で発表されていたが、島根県の通過ポイントAは移動経路の都合上[90]、鳥取県（倉吉駅前）で発表された。
  - 第八拾話で2回連続（フルカード使用による振り直しがあるため、実際は3回連続）で出目1を出し、スタート地点の有馬温泉に戻ったが、再スタートにあたり、サイコロのルールに変更はないものの、これまでクリアしたものとは異なる通過ポイント6カ所が新たに用意され、「自分の運命は自分で決めろ! 通過ポイントはいくつだ!? サイコロタイム」と題し、非常事態専用サイコロ伍号機（緑×黄緑）を振った出目により（内容は下表のとおり）、岡山県から島根県の通過ポイント数を決める救済措置が取られた。結果は出目3で、岡山県の通過ポイント2カ所と鳥取県の通過ポイント1カ所を目指すことになった。

| サイコロの出目   | 1          | 2          | 3                 | 4                 | 5                        | 6                        |
| ---------------- | ---------- | ---------- | ----------------- | ----------------- | ------------------------ | ------------------------ |
| 通過ポイントの数 | 1つ 岡山×1 | 2つ 岡山×2 | 3つ 岡山×2 鳥取×1 | 4つ 岡山×2 鳥取×2 | 5つ 岡山×2 鳥取×2 島根×1 | 6つ 岡山×2 鳥取×2 島根×2 |

| 県名     | 通過ポイント | 通過ポイント | 通過ポイント                                                                       |
| -------- | ------------ | ------------ | ---------------------------------------------------------------------------------- |
| 岡山県   | 1回目        | A            | 倉敷美観地区（提示された写真に写っている川舟に乗ればクリア）                       |
| 岡山県   | 1回目        | B            | 高梁市立吹屋小学校                                                                 |
| 岡山県   | 2回目        | C            | 食堂 かめっち。                                                                    |
| 岡山県   | 2回目        | D            | 蒜山高原                                                                           |
| 鳥取県   | 1回目        | A            | 鳥取砂丘でパラグライダー                                                           |
| 鳥取県   | 1回目        | B            | 三徳山（投入堂まで登ればクリア）                                                   |
| 鳥取県   | 2回目        | C            | 大山寺圓流院                                                                       |
| 島根県   | A            | A            | 隠岐諸島の摩天崖                                                                   |
| 島根県   | B            | B            | 島根県立しまね海洋館アクアス（シロイルカを観ればクリア）                           |
| 広島県   | A            | A            | しまなみ海道でサイクリング（橋10本（約59.4km）全て渡りきればクリア）               |
| 広島県   | B            | B            | 宮島・厳島神社の大鳥居（シーカヤックでくぐればクリア）                             |
| 山口県   | A            | A            | 秋吉台・秋芳洞（洞内にある黄金柱に到着すればクリア）                               |
| 山口県   | B            | B            | 角島大橋                                                                           |
| 福岡県   | A            | A            | 志賀島のアラカブ（釣り上げたらクリア）                                             |
| 福岡県   | B            | B            | らるきい                                                                           |
| 佐賀県   | A            | A            | 加部島・ツイタ鼻                                                                   |
| 佐賀県   | B            | B            | 清水の滝（修行を行えばクリア）                                                     |
| 長崎県   | A            | A            | 軍艦島                                                                             |
| 長崎県   | B            | B            | 大瀬埼灯台                                                                         |
| 大分県   | A            | A            | 耶馬溪アクアパーク（ウェイクボード上で5秒立てればクリア）                          |
| 大分県   | B            | B            | 原尻の滝                                                                           |
| 熊本県   | A            | A            | 阿蘇山中岳火口（上空から写真と同じ風景を見ればクリア）                             |
| 熊本県   | B            | B            | 球磨川でキャニオニング                                                             |
| 宮崎県   | A            | A            | 都井岬でとび魚すくい（とび魚をすくえたらクリア）                                   |
| 宮崎県   | B            | B            | 高千穂峡（ボートに乗って写真と同じ景色を眺められたらクリア）                       |
| 鹿児島県 | A            | A            | 釜蓋神社                                                                           |
| 鹿児島県 | B            | B            | 油井小島のテーブルサンゴ（スキューバダイビングでテーブルサンゴを見られたらクリア） |

- VTR冒頭での稲垣紹介のナレーションが第伍拾弐話から第壱百伍話までは「エヴァンゲリオンのアスカのものまねで、もはや全国区!? 3度目のブログ旅制覇を目指す、お笑い芸人・桜の稲垣早希」、第壱百六話以降は「エヴァンゲリオン・アスカのものまねで、一世を風靡!? 3度目のブログ旅制覇を目指す、お笑い芸人・桜の稲垣早希」に変わっている。また稲垣の紹介VTRも第伍拾弐話、第伍拾参話から第壱百伍話まで、第壱百六話以降で随時変更されている（いずれも第伍拾壱話はなし）。
- 各話のサブタイトルは「四国一周ブログ旅」から引き続き、第九拾四話までは本家のテレビアニメ『新世紀エヴァンゲリオン』のオープニング主題歌「残酷な天使のテーゼ」の歌詞をもじったサブタイトル、第九拾伍話から第壱百拾七話までは『新世紀エヴァンゲリオン』の登場人物名が含まれたサブタイトル、第壱百拾八話から第壱百参拾七話は『新世紀エヴァンゲリオン』の登場人物の声を担当した声優の名前が含まれたサブタイトル、第壱百参拾八話からは『新世紀エヴァンゲリオン劇場版 シト新生』の主題歌「魂のルフラン」の歌詞をもじったサブタイトルとなっている。
- 年末年始に毎日放送や系列局で「関西縦断ブログ旅」「四国一周ブログ旅」の総集編が放送されたためか、2010年1月7日放送分のコメント数が18209件となった。オンエア対象となるブログ記事のコメント数の10000件越えは初。ちなみに「ブログ旅」の総集編は年末年始の恒例行事となっており、毎年、年始めのコメント数は10000件越えを達成している。
- 2010年4月8日に『西日本横断ブログ旅総集編〜最初からフル稼働 最大戦速で行くわよSP〜』と題し、鳥取県一つ目の通過ポイントクリアまでの旅の様子がダイジェストで放送された（詳細は後述）。
- 2010年8月19日放送は『しまなみ海道 緊急1時間SP』と題し、大島までのサイクリングの模様が放送された。
- 2010年8月26日放送の『ロケみつ〜ロケ×ロケ×ロケ〜大生放送SP』では、しまなみ海道のサイクリングの続きと、「移動距離19000キロ 広島⇔パリ 最大戦速ブログ旅」の前編が放送された。
- 2010年9月30日放送は『西日本横断ブログ旅スペシャル〜早希ちゃん涙の投入堂編〜』と題し、鳥取県二つ目の通過ポイントクリアの模様がダイジェストで放送された。
- 2012年3月15日放送は『早希ちゃんついにゴールか!? 緊急1時間SP』として放送。ゴール地点が九州最南西端の与論島にある兼母海岸だと発表され、ゴール直前までの模様を放送。
- 2012年3月22日放送は『3年半にピリオド!? 早希ちゃん本当にゴールSP』として放送。ゴール地点では稲垣が旅でお世話になった人々からのお祝いメッセージVTRと寄せ書き、さらに「関西縦断ブログ旅」「四国一周ブログ旅」「西日本横断ブログ旅」で寄せられた274万903件のコメントをまとめた本3冊（1冊あたり約8kg）が贈られた。その後鹿児島空港からロケバスで有馬に戻りながら旅でお世話になった人々へのお礼参りを行い（この模様は、2012年4月5日放送の『2年半の感謝を込めて西日本お礼参りでありがとうSP』で放送された）、最後に関西国際空港からその足で宮村優子が現在暮らすオーストラリアへ向かう予定だったが、稲垣がパスポートを持っていなかったために出発日が変更されたことに伴い、スタッフが間違ってオーストリアのチケットを取ってしまったという名目で『目指せ!ポルトガル ヨーロッパ横断ブログ旅』を行うこととなった。この日の放送は、2012年6月7日に再放送された。

| 話数           | 放送日         | サブタイトル                                     | コメント数 AM：午前9時 PM：午後3時            | 獲得資金 初：初号機 弐：弐号機         | 備考 |
| -------------- | -------------- | ------------------------------------------------ | --------------------------------------------- | -------------------------------------- | --- |
| 第伍拾壱話     | 2009年10月1日  | 西日本だけをただ見つめて                         | なし                                          | なし                                   | スタート地点・有馬温泉出発                                                                              |
| 第伍拾弐話     | 2009年10月8日  | 微笑んでるめがみ                                 | 1日目PM・2065                                 | 弐・6→20650円                          | |
| 第伍拾参話     | 2009年10月15日 | そっとサイを振れる者                             | 2日目AM・5594                                 | 弐・6→55940円                          | ブログ旅初の2回連続6 ブログ旅初の新幹線移動 兵庫から岡山入り                                            |
| 第伍拾四話     | 2009年10月22日 | たべることに夢中で                               | 2日目PM・2873                                 | 弐・4→2873円                           | |
| 第伍拾伍話     | 2009年10月29日 | 運命のサイ まだ 壱出ない!?                       | 3日目AM・5204                                 | 弐・5→5204円                           | 岡山通過ポイントAクリア                                                                                 |
| 第伍拾六話     | 2009年11月5日  | いてないな人影                                   | 3日目PM・2844                                 | 弐・4→2844円                           | 岡山通過ポイントBクリア                                                                                 |
| 第伍拾七話     | 2009年11月12日 | だけどいつか傷付くでしょう                       | 4日目AM・6464                                 | 弐・5→6464円                           | 最多コメント数更新                                                                                      |
| 第伍拾八話     | 2009年11月19日 | その背丈には                                     | 4日目PM・3568                                 | 弐・5→3568円                           | 最多コメント数更新時のルール追加 フリースパーカー購入・着用 岡山から鳥取入り                            |
| 第伍拾九話     | 2009年11月26日 | 遥かスカイめざすための                           | 5日目AM・6787                                 | 弐・4→6787円                           | 最多コメント数更新                                                                                      |
| 第六拾話       | 2009年12月3日  | 金がないこと                                     | 5日目PM・3966                                 | 弐・2→396円                            | 鳥取通過ポイントAクリア                                                                                 |
| 第六拾壱話     | 2009年12月10日 | 残酷な賽の目のせいで                             | 6日目AM・5536                                 | 初・5→5536円                           | 西日本横断ブログ旅初の民泊                                                                              |
| 第六拾弐話     | 2009年12月17日 | 雲間からやがて降り出す                           | 6日目PM・3254                                 | 弐・4→3254円                           | |
| 第六拾参話     | 2010年1月7日   | 口走る熱いバトルで                               | 7日目AM・7454                                 | 弐・1→0円                              | 最多コメント数更新 西日本横断ブログ旅初の資金全額没収                                                   |
| 第六拾四話     | 2010年1月14日  | 是までを裏切るのか                               | 7日目PM・5082                                 | 初・2→508円                            | |
| 第六拾伍話     | 2010年1月21日  | その声を聞いて驚く                               | 8日目AM・8879                                 | 弐・2→887円                            | 最多コメント数更新                                                                                      |
| 第六拾六話     | 2010年1月28日  | 少女の親身になれ                                 | なし                                          | なし                                   | |
| 第六拾七話     | 2010年2月4日   | ずっと泣いている                                 | 8日目PM・4982                                 | 初・2→498円                            | 鳥取通過ポイントBクリア                                                                                 |
| 第六拾八話     | 2010年2月11日  | 皆の愛の揺りかご                                 | 9日目AM・9802                                 | 弐・3→9802円                           | 最多コメント数更新                                                                                      |
| 第六拾九話     | 2010年2月18日  | あなただけの夢の場所に                           | 9日目PM・5157                                 | 弐・4→5157円                           | ダウンジャケット購入・着用                                                                              |
| 第七拾話       | 2010年2月25日  | 暴れる朝がくる                                   | なし                                          | なし                                   | 鳥取から島根入り                                                                                        |
| 第七拾壱話     | 2010年3月4日   | 長い道筋を                                       | 10日目AM・20524                               | 弐・6→205240円                         | 初の船上コメントチェック 最多コメント数更新 サイコロ暴走モードのルール追加 ブログ旅史上獲得資金最高金額 |
| 第七拾弐話     | 2010年3月11日  | 月あかりが薄れてる                               | 10日目PM・4980                                | 弐・5→4980円                           | 島根通過ポイントAクリア                                                                                 |
| 第七拾参話     | 2010年3月18日  | 島根中の場所を探して                             | 11日目AM・13739                               | 弐・2→1373円                           | 島根から鳥取入り                                                                                        |
| 第七拾四話     | 2010年4月15日  | 保持したいけど                                   | 11日目PM・7716                                | 弐・5→7716円                           | 午後最多コメント数更新 鳥取から島根入り                                                                 |
| 第七拾伍話     | 2010年4月22日  | まさかイルカ逢えたあとに                         | 12日目AM・9302 12日目PM・7530                 | 弐・3→930円 弐・1→0円                  | 島根通過ポイントBクリア 2度目の資金全額没収                                                             |
| 第七拾六話     | 2010年4月29日  | 宿があるなら                                     | 13日目AM・12070                               | 初・3→1207円                           | |
| 第七拾七話     | 2010年5月6日   | 私はそう奇跡を知る                               | 13日目PM・7893                                | 弐・6→78930円                          | 午後最多コメント数更新                                                                                  |
| 第七拾八話     | 2010年5月13日  | たのむ サイコロ                                  | 14日目AM・12052                               | 弐・1→0円                              | 島根から広島入り 3度目の資金全額没収                                                                    |
| 第七拾九話     | 2010年5月20日  | 残酷な帰還のルール                               | 14日目PM・6546                                | 初・1→0円                              | クオカード初使用 初の2回連続出目1                                                                       |
| 第八拾話       | 2010年5月27日  | 悲しみがここではじまる                           | 14日目PM・6546                                | 初・1→0円                              | フルカード使用 スタート地点・有馬温泉に戻る                                                             |
| 第八拾壱話     | 2010年6月3日   | 抱きしめた皆のこころ                             | 15日目AM・13094                               | 弐・5→13094円                          | 非常事態専用サイコロ伍号機登場 有馬温泉を再スタート 兵庫から岡山入り                                    |
| 第八拾弐話     | 2010年6月10日  | その次に目指すところ                             | 15日目PM・4567 16日目AM・11542                | 弐・4→4567円 弐・3→1154円              | 岡山通過ポイントCクリア                                                                                 |
| 第八拾参話     | 2010年6月17日  | 何よりも曇りに腹立つ                             | 16日目PM・5761                                | 弐・5→5761円                           | 岡山通過ポイントDクリア                                                                                 |
| 第八拾四話     | 2010年7月1日   | 正念場 真剣になれ                                | 17日目AM・12349                               | 初・1→0円                              | 4度目の資金全額没収                                                                                     |
| 第八拾伍話     | 2010年7月8日   | 人は金をつむぎながら                             | 17日目PM・6709                                | 弐・6→67090円                          | 岡山から鳥取入り                                                                                        |
| 第八拾六話     | 2010年7月22日  | 出先できづく                                     | なし                                          | なし                                   | 鳥取通過ポイントCクリア                                                                                 |
| 第八拾七話     | 2010年7月29日  | お金なんて つかわぬまま                          | 18日目AM・11573                               | 弐・1→0円                              | フルカード購入 5度目の資金全額没収 （最低没収金額・-85円）                                              |
| 第八拾八話     | 2010年8月5日   | 私は祈る                                         | 18日目PM・6686                                | 弐・6→66860円                          | 鳥取から広島入り                                                                                        |
| 第八拾九話     | 2010年8月12日  | 残酷な天気のヨーニ                               | 19日目AM・11487                               | 弐・5→11487円                          | |
| 第九拾話       | 2010年8月19日  | 海辺から こころ 閉じ出す                         | 19日目PM・6948 20日目AM・10223 20日目PM・6155 | 弐・4→6948円 弐・2→1022円 弐・4→6155円 | 広島から愛媛入り                                                                                        |
| 第九拾壱話     | 2010年8月26日  | ひたはしる暑いバイクで                           | 21日目AM・9096                                | 初・4→9096円                           | 広島通過ポイントAクリア 愛媛から広島入り                                                                |
| 第九拾弐話     | 2010年9月9日   | 遅いでと 裏切るとは                              | 21日目PM・2521                                | 弐・3→252円                            | |
| 第九拾参話     | 2010年9月16日  | この宮島（しま）を漕いで輝く                     | 22日目AM・8469                                | 弐・5→8469円                           | 広島通過ポイントBクリア                                                                                 |
| 第九拾四話     | 2010年9月23日  | 豹変の人気に あれ!?                              | 22日目PM・5215                                | 弐・6→52150円                          | 広島から山口入り                                                                                        |
| 第九拾伍話     | 2010年10月7日  | シンジられない負の連鎖                           | 23日目AM・7129                                | 弐・1→0円                              | 6度目の資金全額没収                                                                                     |
| 第九拾六話     | 2010年10月14日 | レイ酷な旅のルール                               | 23日目PM・5083                                | 弐・1→0円                              | 2度目の2回連続出目1 フルカード使用                                                                      |
| 第九拾七話     | 2010年10月21日 | アスの命運がカかった一投                         | 23日目PM・5083                                | 弐・4→5083円                           | 山口通過ポイントAクリア                                                                                 |
| 第九拾八話     | 2010年10月28日 | 不穏な夜、だマリこむ朝                           | 24日目AM・9123                                | 初・3→912円                            | |
| 第九拾九話     | 2010年11月11日 | ミサかいの無い選択ト罰                           | 24日目PM・4914                                | 弐・3→491円                            | 山口通過ポイントBクリア （中国地方の通過ポイント全クリア）                                              |
| 第壱百話       | 2010年11月18日 | 凍リツく コころ                                  | なし                                          | なし                                   | |
| 第壱百壱話     | 2010年11月25日 | ゲン点回帰の行ドウの果て                         | 25日目AM・9483 25日目PM・5003                 | 初・1→0円 弐・4→5003円                 | 7度目の資金全額没収                                                                                     |
| 第壱百弐話     | 2010年12月2日  | フユ到来にツのるキもち                           | 26日目AM・9114                                | 弐・2→911円                            | |
| 第壱百参話     | 2010年12月9日  | 賽、マヤかしの効かない出目                       | 26日目PM・4669 27日目AM・7168                 | 弐・3→466円 弐・1→0円                  | 山口から福岡入り ネルカード使用 8度目の資金全額没収                                                     |
| 第壱百四話     | 2010年12月16日 | カジ場で渾身の一振り                             | 27日目PM・4130                                | 弐・5→4130円                           | |
| 第壱百伍話     | 2010年12月23日 | トウジつの宿 翌日の出目                          | 28日目AM・7625                                | 弐・3→762円                            | |
| 第壱百六話     | 2011年1月13日  | イイ訳できない きンチョウの時間                  | 28日目PM・4627                                | 弐・2→462円                            | |
| 第壱百七話     | 2011年1月20日  | ケン命に たスケ舟を求めて                        | なし                                          | なし                                   | |
| 第壱百八話     | 2011年1月27日  | ユれる心 イのる賽の目                            | 29日目AM・8388 29日目PM・4767                 | 弐・6→83880円 弐・3→476円              | 福岡通過ポイントAクリア                                                                                 |
| 第壱百九話     | 2011年2月3日   | ナオ更 慎重になるコう動                          | 30日目AM・7186                                | 弐・5→7186円                           | |
| 第壱百拾話     | 2011年2月10日  | キョウ力な意思 コう都合な衣装                    | 30日目PM・4272                                | 弐・4→4272円                           | |
| 第壱百拾壱話   | 2011年2月17日  | ロー費した レン日のツけ                          | 31日目AM・16929                               | 弐・1→0円                              | 9度目の資金全額没収                                                                                     |
| 第壱百拾弐話   | 2011年2月24日  | マち受ける コ独ト恐怖                            | 31日目PM・7745                                | 弐・4→7745円                           | 福岡通過ポイントBクリア 福岡から佐賀入り                                                                |
| 第壱百拾参話   | 2011年3月3日   | シゲきされ微妙にくルう掌                         | 32日目AM・13523 32日目PM・7157                | 弐・6→135230円 弐・1→0円               | 10度目の資金全額没収 （最高没収金額・-114255円）                                                        |
| 第壱百拾四話   | 2011年3月10日  | てっペンの景色 一ペンする態度                    | 33日目AM・13758                               | 弐・5→13758円                          | 佐賀通過ポイントAクリア                                                                                 |
| 第壱百拾伍話   | 2011年4月14日  | シる由もない後ロにウつりし物                     | 33日目PM・6906 34日目AM・10014                | 弐・6→69060円 弐・5→10014円            | |
| 第壱百拾六話   | 2011年4月21日  | ゼーたくした翌日の試レん                         | 34日目PM・5617                                | 弐・4→5617円                           | 佐賀通過ポイントBクリア 佐賀から長崎入り                                                                |
| 第壱百拾七話   | 2011年4月28日  | カぎられた資金ヲ繰ル者                           | 35日目AM・8704                                | 弐・1→0円                              | フルカード獲得 11度目の資金全額没収                                                                     |
| 第壱百拾八話   | 2011年5月5日   | オガむ橋のしタ メグミ乞う賽の目                  | 35日目PM・5731                                | 弐・3→573円                            | |
| 第壱百拾九話   | 2011年5月12日  | ハヤるシ線の先 バラ色に見えたメグミの映像        | 36日目AM・11156 36日目PM・5786                | 弐・5→11156円 弐・1→0円                | 長崎通過ポイントAクリア 12度目の資金全額没収                                                            |
| 第壱百弐拾話   | 2011年5月19日  | ミヤぶる灯台 ムラがる人のユウコと                | 37日目AM・8590                                | 弐・1→0円                              | 3度目の2回連続出目1                                                                                     |
| 第壱百弐拾壱話 | 2011年5月26日  | サカのぼることをモトめる マのアヤつり人形        | 37日目AM・8590                                | 弐・4→8590円                           | フルカード使用                                                                                          |
| 第壱百弐拾壱話 | 2011年5月26日  | サカのぼることをモトめる マのアヤつり人形        | 37日目PM・4081                                | 弐・6→40810円                          | フルカード使用                                                                                          |
| 第壱百弐拾弐話 | 2011年6月2日   | ミツけるイシ コトノ重大さ知る無謀な行動          | 38日目AM・8079                                | 弐・4→8079円                           | 長崎通過ポイントBクリア                                                                                 |
| 第壱百弐拾参話 | 2011年6月9日   | 進むヤマ和撫子にグチで ユさぶリで掛けるコえ      | 38日目PM・3879                                | 弐・4→3879円                           | 長崎から大分入り                                                                                        |
| 第壱百弐拾四話 | 2011年6月16日  | タチキえたかフ安 目をミヒらくほどの コうけい     | 39日目AM・8890                                | 弐・3→889円                            | |
| 第壱百弐拾伍話 | 2011年6月23日  | キヨき心をカよワすこと それをモトム              | 39日目PM・3856                                | 弐・2→385円                            | |
| 第壱百弐拾六話 | 2011年6月30日  | 夜のナガサ、 それワきミのキ望の光                | なし                                          | なし                                   | |
| 第壱百弐拾七話 | 2011年7月7日   | ヤ馬のやマデラっ観 そのコウイがチからを奪う      | 40日目AM・8033                                | 弐・4→8033円                           | 大分通過ポイントAクリア                                                                                 |
| 第壱百弐拾八話 | 2011年7月14日  | セまるキん張のトびら よモやの開カズの間          | 40日目PM・3397                                | 弐・5→3397円                           | |
| 第壱百弐拾九話 | 2011年7月21日  | イたずらなワナ やガテツたわる あヤしき行動       | 41日目AM・7726                                | 弐・5→7726円                           | 大分通過ポイントBクリア                                                                                 |
| 第壱百参拾話   | 2011年7月28日  | とドろくらイ鳴 ミえない視カい                    | 41日目PM・4293 42日目AM・8718                 | 弐・2→429円 弐・5→8718円               | 大分から熊本入り                                                                                        |
| 第壱百参拾壱話 | 2011年8月4日   | 言イワたされたオう凸の場 ジュン粋なコう景        | 42日目PM・3868                                | 弐・3→386円                            | |
| 第壱百参拾弐話 | 2011年8月11日  | カワるム情のそラ だマリこむアさ                  | 43日目AM・8615                                | 弐・6→86150円                          | |
| 第壱百参拾参話 | 2011年8月18日  | ムな騒ギのヒる下がりトべ                         | 43日目PM・3914                                | 弐・6→39140円                          | 熊本通過ポイントAクリア ブログ旅2度目の2回連続6                                                         |
| 第壱百参拾四話 | 2011年9月8日   | ユウキある決断 ヒロうする からだ                 | 44日目AM・8153                                | 弐・3→815円                            | |
| 第壱百参拾伍話 | 2011年9月15日  | コわれヤスい心 身のタケを知るヒトりの少女        | 44日目PM・4401 45日目AM・7674                 | 弐・3→440円 弐・1→0円                  | 13度目の資金全額没収                                                                                    |
| 第壱百参拾六話 | 2011年9月22日  | オオきな試練 ツカみたい幸運 ホウる賽にチュウ目を | 45日目PM・4365                                | 弐・2→436円                            | |
| 第壱百参拾七話 | 2011年9月29日  | かイシするさダめ アキラかな目標                  | 46日目AM・7366                                | 弐・4→7366円                           | |
| 第壱百参拾八話 | 2011年10月13日 | わたりで入りなさい                               | 46日目PM・3817                                | 弐・4→3817円                           | 熊本通過ポイントBクリア                                                                                 |
| 第壱百参拾九話 | 2011年10月20日 | ひかりをたどり                                   | なし                                          | なし                                   | |
| 第壱百四拾話   | 2011年10月27日 | 優しさと夢の宮崎へ                               | 47日目AM・6529                                | 弐・2→652円                            | 熊本から宮崎入り                                                                                        |
| 第壱百四拾壱話 | 2011年11月3日  | もいちど飯にひかれ                               | 47日目PM・3878 48日目AM・7664                 | 弐・5→3878円 弐・1→0円                 | 14度目の資金全額没収                                                                                    |
| 第壱百四拾弐話 | 2011年11月10日 | 泊まれるために                                   | 48日目PM・4140                                | 弐・4→4140円                           | |
| 第壱百四拾参話 | 2011年11月17日 | 悲しいノープラン                                 | 49日目AM・7354 49日目PM・3917                 | 弐・4→7354円 弐・5→3917円              | |
| 第壱百四拾四話 | 2011年11月24日 | 蒼い海に                                         | なし                                          | なし                                   | |
| 第壱百四拾伍話 | 2011年12月1日  | すくわれた姿が                                   | 50日目AM・7450 50日目PM・4486                 | 弐・2→745円 弐・4→4486円               | |
| 第壱百四拾六話 | 2011年12月8日  | 都井のなかで                                     | 51日目AM・7311                                | 弐・2→731円                            | 宮崎通過ポイントAクリア ネルカード使用                                                                  |
| 第壱百四拾七話 | 2011年12月15日 | 静かに固まってる                                 | 51日目PM・3768                                | 弐・5→3768円                           | |
| 第壱百四拾八話 | 2011年12月22日 | 祈りの行方を                                     | なし                                          | なし                                   | |
| 第壱百四拾九話 | 2012年1月12日  | 飛びはねるように                                 | 52日目AM・6994 52日目PM・3707                 | 弐・6→69940円 弐・5→3707円             | |
| 第壱百伍拾話   | 2012年1月19日  | 行き先を私はもとめる                             | 53日目AM・7064                                | 弐・1→0円                              | 宮崎通過ポイントBクリア 15度目の資金全額没収                                                            |
| 第壱百伍拾壱話 | 2012年1月26日  | 泣きぬれてた 運命のあなたは                      | 53日目PM・3932                                | 弐・4→3932円                           | |
| 第壱百伍拾弐話 | 2012年2月2日   | 奇跡を知る                                       | 54日目AM・6835 54日目PM・3636                 | 弐・4→6835円 弐・4→3636円              | 宮崎から鹿児島入り                                                                                      |
| 第壱百伍拾参話 | 2012年2月9日   | まるで泣かないかな                               | 55日目AM・8498                                | 弐・5→8498円                           | |
| 第壱百伍拾四話 | 2012年2月16日  | 希望の弐号機                                     | 55日目PM・4588                                | 弐・5→4588円                           | 鹿児島通過ポイントAクリア                                                                               |
| 第壱百伍拾伍話 | 2012年2月23日  | 胸に溢れて                                       | 56日目AM・9001                                | 弐・4→9001円                           | |
| 第壱百伍拾六話 | 2012年3月1日   | 乗り急ぐ あわてた姿で                            | 56日目PM・4544 57日目AM・8613                 | 弐・6→45440円 弐・3→861円              | ブログ旅初の船内泊                                                                                      |
| 第壱百伍拾七話 | 2012年3月8日   | 奄美に入りなさい                                 | なし                                          | なし                                   | 鹿児島通過ポイントBクリア （全通過ポイントクリア）                                                      |
| 第壱百伍拾八話 | 2012年3月15日  | 浮かれる前に                                     | 57日目PM・4341 58日目AM・6516                 | 弐・3→434円 弐・6→65160円              | ゴール地点発表                                                                                          |
| 第壱百伍拾九話 | 2012年3月22日  | あなたが目指した大地へと                         | ---                                           | ---                                    | ゴール地点・兼母海岸到達                                                                                |

以下、「目指せ!ポルトガル ヨーロッパ横断ブログ旅」に続く。

### 私を東京スカイツリーに連れてってブログ旅
2012年5月24日 - 7月5日
- 台湾在住の女子大生、リー・イージェー（李亦捷）[98] が挑む旅ロケ企画。ウェディングドレスを着た[99] イージェーが、通天閣をスタート地点として、東京スカイツリーを目指す。街行く人に声をかけ、一緒に行ってくれる人を探し、その人と別れた地点で次の人を探すことを繰り返す。旅の資金は番組が負担するが、人を探す時と寝る時以外は、連れて行ってくれる人とずっと手をつないで行動しなければならない。また宿泊先も、街行く人に声をかけ、1万円以内[100] のホテルを一緒に探さなくてはならない。旅の合間に綴ったイージェーの日記が旅ロケのVTR中に随時表示される。
- 第3話で東京スカイツリーにたどり着き、スカイツリーから1km離れた公園でゴールしたが、ゴールゲートの裏に「練習終了」と書かれており、スタッフから日本でのブログ旅に慣れるための練習企画だったことと、「日本縦断私をデートに連れてってブログ」の開始が告げられる。
- タイトルにちなみ、映画『私をスキーに連れてって』をはじめ、同じ1980年代後半の映画『ぼくらの七日間戦争』のサントラが使用されている。

| 話数  | 放送日        | 移動経路                |
| ----- | ------------- | ----------------------- |
| 第1話 | 2012年5月24日 | 通天閣→なんば→          |
| 第2話 | 2012年6月21日 | →新大阪駅→長野駅→東京駅 |
| 第3話 | 2012年7月5日  | →東京スカイツリー       |

### 当たれ! ラッキーお菓子!! テク・テク・モグ・モグ! ブログ旅→目指せ! 金のエンゼル テク・テク・モグ・モグ! ブログ旅 シーズンII 炎の大食い編
2011年9月15日 - 2013年4月11日
- 子役タレントの古和咲紀とトットの多田智佑が挑む旅ロケ企画。古和は旅ロケ企画挑戦者では史上最年少（旅ロケ企画開始時点で10歳）となる[101]。二人は『アルプスの少女ハイジ』のコスプレで、古和がハイジ、多田がペーターとなり、ユキちゃん役のヤギを連れて歩く。『マルモのおきて』のエンディングテーマ曲「マル・マル・モリ・モリ!」を歌う薫と友樹、たまにムック。同様、旅ロケ挑戦者が男女と動物の組み合わせとなっている。
- BGMは『となりのトトロ』をはじめ、スタジオジブリ制作の複数の長編アニメ作品のものが引用されている。また第2話以降のサブタイトルは『アルプスの少女ハイジ』のサブタイトルをもじったものが付けられている。

シーズンI
- JR大阪駅を出発し、東海道本線（JR京都線・琵琶湖線）に沿って東に歩きながら、線路沿いにあるコンビニで指定されたお菓子を購入し、「ラッキーお菓子」を探す。「ラッキーお菓子」とは、当たりくじ付きのものや、通常と違う形状で交ざっているシークレットのお菓子やアイスクリームを指す。レベルが上がるごとに出現率の低くなる5種類の「ラッキーお菓子」をすべて見つけることができればクリアとなる。クリアできない限り、東京駅まで歩き続けなければならない。
- コンビニで1回に買うお菓子の量に当初制限はなかったが、第3話からはコンビニでお菓子をいくつ購入できるか（最大10個）を決める「ラッキールーレット」（人生ゲームのルーレットを改造したもの）を回さなければならない（コンビニでルーレットで出た数より少ない数量しかお菓子が売っていなかった場合、足りなかった数は次のコンビニに繰り越しされない）。買ったお菓子をすべて開封しても「ラッキーお菓子」が出なかった場合は、次のコンビニで再度挑戦となる。また多田は買ったお菓子をすべて食べなければならず（クリアの時点で未開封のお菓子は除く。ただしアイスは食べなければならない）、お菓子の袋を捨てるかごを背負って歩かなければならない。古和もお菓子を食べたければ食べてよい。第5話で古和の提案により、お茶を飲んでもよいことになった。また東海道本線の次の駅に到着した時には、駅に設置されているスタンプを集めてくる。なお古和が小学生のため、ロケは日没までで終了となり、後日その続きからロケ再開となる。
- 第7話で、これまでのペースだと理論上レベル5のラッキーお菓子をクリアできるまでに3年半かかり、旅ロケ企画開始の時点で小学5年の古和が中学3年になり高校受験に影響を及ぼすというスタッフの判断により、1日最低20個のお菓子を食べなければならない新ルール「咲紀ちゃん高校受験合格祈願ルール」が追加された。日没までに20個食べられなかった場合は、受験勉強をするという名目で古和とユキちゃんは強制帰還となり、20個食べられるまで多田が一人でロケを続けなければならない。さらに第10話で、日の出までに20個食べられなかった場合はペーター役の旅人が交代となるルールも追加された。しかし多田が一人でロケを続ける部分で面白い部分がなく、ほとんどオンエアで使われないため、第13話からは古和とユキちゃんが帰還後、スタッフはルーレットとカメラを多田に渡してロケに同行しないこととなった。
- 第14話では、ユキちゃんが番組出演後人気が出て、移動動物園の仕事が多忙で旅に同行できなくなったため、ヤギのぬいぐるみ「ユキちゃんセカンド・エディション」が登場。しかしぬいぐるみの中身はスタッフがコーナンで購入した鉄アレイと鉛で、本家のユキちゃんに匹敵する10.6kgもある。また運気アップのために、事前にブログでゲンを担げるラッキースポットの情報を募集し、膳所にある 美富士食堂 でカツ丼を食べた（ただし多田と古和だけでは食べられない量だったため、ADの比嘉晴香も食べている）。第15話ではBABYFACE PLANET'S 南草津店でふわふわ帽子のオムライス 相撲レスラーサイズを食べたが、2人では食べきれず、残りを持ち帰りにし、日没後に多田が一人で食べた。
- 第7話までのコーナーの最後で『マルモのおきて』のエンディングのパロディが「マル・マル・モリ・モリ!」（ただし古和が歌唱）に合わせて流れる。二人の振り付けは「マル・マル・モリ・モリ!」と『アルプスの少女ハイジ』のオープニング映像を組み合わせたものとなっている。

シーズンII 炎の大食い編
- 第14・15話での大食いの反響が良かったため、第16話からはシーズンIに引き続き、チョコボールの金のエンゼルを探しつつ、大食いをメインに据えた「シーズンII 炎の大食い編」にリニューアル。東京に向けて東海道本線が通っている5つの都道府県（岐阜県・愛知県・静岡県・神奈川県・東京都）で各1軒の大食いに挑戦。番組で用意した3種類のデカ盛り料理の中から運命のラッキーBOXから抽選で一つ選ぶ。参考として残りの2つのデカ盛り料理を見ることができ、スタッフが食べるか、お土産として持ち帰る。食べ切った料理のカロリー数10Kcalにつき1箱のチョコボールを手に入れることができる。ただし制限時間2時間以内に食べ切れなかった場合は、チョコボールは手に入れることはできない。こうして手に入れたチョコボールから金のエンゼルが出ればクリアとなる。ここで開けた大量のチョコボールは、多田が自宅に持ち帰りすべて食べなければならず、多田が食べ終わるまで次のロケは行われない。第18話では、制限時間の2時間以内に完食できなくても古和が泣いた場合はロスタイムとして3時間追加されることとなった。なお、ユキちゃんはさらなる進化を遂げ、ロケバスの「ユキちゃん3rdエディション」として登場する。最後の東京都のみ、3日連続で3軒の大食いに挑戦し、その合計のカロリーに応じたチョコボールをもらうことができる。しかし3日目に、3日連続で完食しなければ、1日目・2日目のチョコボールも無しで失敗になることがスタッフから告げられ、古和の涙の訴えでスタッフ全員でかきあげ丼を食べることとなり、ロスタイム内で完食することができた。そして1285箱目（シーズンIからの通算で3618箱目）で念願の金のエンゼルを引き当て、レベル5もクリアとなった。古和には神奈川県までで引き当てた銀のエンゼル69枚で交換したキョロちゃん缶13缶、多田には東京都で開けたチョコボール2239箱が贈られた。
- ブログに寄せられた総コメント数は70142件。多田ペーターの総摂取カロリー数は716100kcal（番組調べ）。

| シーズンI               | シーズンI      | シーズンI                    | シーズンI | シーズンI                                                                                   | シーズンI                                                                                   | シーズンI                                                        |
| 話数                    | 放送日         | サブタイトル                 | レベル    | ラッキーお菓子                                                                              | 出現率                                                                                      | 食べたお菓子の数                                                 |
| ----------------------- | -------------- | ---------------------------- | --------- | ------------------------------------------------------------------------------------------- | ------------------------------------------------------------------------------------------- | ---------------------------------------------------------------- |
| 第1話                   | 2011年9月15日  | -                            | 1         | パウダー250%ハッピーターン （亀田製菓） ハート型                                            | 50%                                                                                         | 1袋                                                              |
| 第2話                   | 2011年9月29日  | ユキちゃんの小屋             | 2         | Pino （森永乳業） 星型                                                                      | 20%                                                                                         | 11箱（66個）                                                     |
| 第3話                   | 2011年10月20日 | コンビニで                   | 3         | ガリガリ君 （赤城乳業） 当たり棒                                                            | 5%                                                                                          | 14本                                                             |
| 第4話                   | 2011年11月3日  | もう1つのガリガリ君          | 3         | ガリガリ君 （赤城乳業） 当たり棒                                                            | 5%                                                                                          | 25本                                                             |
| 第5話                   | 2011年11月17日 | 消えた運気                   | 3         | ガリガリ君 （赤城乳業） 当たり棒                                                            | 5%                                                                                          | 7本                                                              |
| 第6話                   | 2011年12月1日  | ひびけ歓声                   | 4         | コアラのマーチ （ロッテ） バンザ〜イコアラくん                                              | 3%                                                                                          | 7箱                                                              |
| 第7話                   | 2011年12月15日 | 電車の走る音                 | 5         | チョコボール （森永製菓） 金のエンゼル                                                      | 0.05%                                                                                       | 20箱                                                             |
| 第8話                   | 2012年1月12日  | 咲紀ちゃんよ どこへ          | 5         | チョコボール （森永製菓） 金のエンゼル                                                      | 0.05%                                                                                       | -                                                                |
| 第9話                   | 2012年1月26日  | 白銀のエンゼル               | 5         | チョコボール （森永製菓） 金のエンゼル                                                      | 0.05%                                                                                       | 48箱                                                             |
| 第10話                  | 2012年2月9日   | チョコボールのあるコンビニへ | 5         | チョコボール （森永製菓） 金のエンゼル                                                      | 0.05%                                                                                       | 10箱                                                             |
| 第11話                  | 2012年2月23日  | 真冬の日に                   | 5         | チョコボール （森永製菓） 金のエンゼル                                                      | 0.05%                                                                                       | 10箱                                                             |
| 第12話                  | 2012年3月8日   | エンゼルの音                 | 5         | チョコボール （森永製菓） 金のエンゼル                                                      | 0.05%                                                                                       | 19箱                                                             |
| 第13話                  | 2012年5月3日   | 再び日没へ                   | 5         | チョコボール （森永製菓） 金のエンゼル                                                      | 0.05%                                                                                       | 11箱                                                             |
| 第14話                  | 2012年5月17日  | 悲しい別れ                   | 5         | チョコボール （森永製菓） 金のエンゼル                                                      | 0.05%                                                                                       | なし                                                             |
| 第15話                  | 2012年6月28日  | エンゼルちゃん               | 5         | チョコボール （森永製菓） 金のエンゼル                                                      | 0.05%                                                                                       | 43箱                                                             |
| シーズンII 炎の大食い編 |                |                              |           |                                                                                             |                                                                                             |                                                                  |
| 話数                    | 放送日         | サブタイトル                 | 県名      | 食べたデカ盛り料理                                                                          | 食べたデカ盛り料理                                                                          | 手に入れた、または 食べたチョコボールの数 （手に入れた数は太字） |
| 第16話                  | 2012年8月23日  | ---                          | 岐阜県    | アンビリーバブルパフェ （キャッツカフェ、8000kcal）                                         | アンビリーバブルパフェ （キャッツカフェ、8000kcal）                                         | 800箱 （1時間59分14秒で完食）                                    |
| 第17話                  | 2012年9月27日  | 金のエンゼルさま             | 岐阜県    | ---                                                                                         | ---                                                                                         | 800箱                                                            |
| 第18話                  | 2012年10月25日 | 食べれば 食べるほどに        | 愛知県    | 名古屋城ひつまぶし （うな善、8740kcal）                                                     | 名古屋城ひつまぶし （うな善、8740kcal）                                                     | 874箱 （ロスタイム〔2時間9分〕で完食）                           |
| 第19話                  | 2012年11月15日 | 名古屋城へ                   | 愛知県    | ---                                                                                         | ---                                                                                         | 874箱                                                            |
| 第20話                  | 2012年12月20日 | 新しい場所                   | 静岡県    | 富士山盛り焼きそば （味わい処 小粋、4980kcal）                                              | 富士山盛り焼きそば （味わい処 小粋、4980kcal）                                              | 498箱 （ロスタイム〔4時間55分〕で完食）                          |
| 第21話                  | 2013年1月31日  | 自由に食べたい               | 静岡県    | ---                                                                                         | ---                                                                                         | 498箱                                                            |
| 第21話                  | 2013年1月31日  | 自由に食べたい               | 神奈川県  | ジャンボ麻婆麺 （おやじの厨房 のらくろ、6130kcal）                                          | ジャンボ麻婆麺 （おやじの厨房 のらくろ、6130kcal）                                          | 0箱 （ロスタイム拒否により失敗）                                 |
| 第22話                  | 2013年3月14日  | 遠い金のエンゼル             | 東京都    | 手作りハンバーグ 1500g （ザ・ハンバーグ、5490kcal） 軍艦シュークリーム （蜂の家、4900kcal） | 手作りハンバーグ 1500g （ザ・ハンバーグ、5490kcal） 軍艦シュークリーム （蜂の家、4900kcal） | 549箱 （1時間28分で完食） 490箱 （1時間52分で完食）              |
| 第23話                  | 2013年3月28日  | がんばれ多田ペーター         | 東京都    | かきあげ丼 （深川 つり舟、12000kcal）                                                       | かきあげ丼 （深川 つり舟、12000kcal）                                                       | 1200箱 （ロスタイム〔4時間40分〕で完食）                         |
| 最終話                  | 2013年4月11日  | また逢う日まで               | 東京都    | ---                                                                                         | ---                                                                                         | 1285箱                                                           |

### 目指せ!ポルトガル ヨーロッパ横断ブログ旅
2012年4月12日 - 2014年3月27日
- 桜 稲垣早希が「目指せ!鹿児島 西日本横断ブログ旅」ゴール後の卒業旅行として車で鹿児島をスタートし、旅でお世話になった人たちへのお礼参りを行いながら、最後のお礼参りの場所として宮村優子が住むオーストラリアに急遽向かうことになった。しかし、“稲垣がその時パスポートを持参していなかったため2週間後に改めて出発することとなり、スタッフがチケットを取り直した際にオーストラリアではなく間違ってオーストリア行きのチケットを取ってしまい、その事実を伝えられないままオーストリアに到着したため、折角なので欧州でブログ旅を行う”という名目で始まった[107] ブログ旅第四章。オーストリア・ウィーンをスタートし、西ヨーロッパの10カ国を巡って通過ポイントをクリアした上で、ポルトガルにあるゴール地点を目指し、ブログを更新しながら旅を続ける企画。基本的なルールは「関西縦断ブログ旅」「四国一周ブログ旅」「目指せ!鹿児島 西日本横断ブログ旅」と同じだが、今回改定されたルールは以下のとおり。
  - 「西日本横断ブログ旅」同様、使うとスタッフが宿を用意してくれる「ネルカード」がスタート時に3枚与えられたほか、振ったサイコロを一度だけ振り直すことができる「フルカード」が1枚与えられた。
  - 「西日本横断ブログ旅」で購入したダウンジャケットなどは着用できる。
  - 旅の資金は0円からのスタートとなる。午前9時に集計される対象のブログ記事に書き込まれた応援コメントの件数と、稲垣が振ったサイコロの出目によって支給額が変動する（小数点以下は切り捨て）。各出目による支給金額の倍率は西日本横断ブログ旅暴走モードと同じ。ただし、2回連続で1の目が出た時はスタート地点のウィーンまで戻らなければならない[88]。さらに、3回連続で1の目を出した場合、この企画だけでなく番組自体が終了となる（他の旅ロケ企画も強制終了となり、八光らも降板となる）。
  - サイコロタイムは現地時間午前9時の1回のみ。現地時間午後3時は「トルネードタイム」に変わる。午後3時に集計される対象のブログ記事に書き込まれた応援コメント件数の発表後にコインを回転させて、表（×1）ならコメント数×1、裏（×1/2）ならコメント数×0.5が支給される。トルネードタイムの採用は現地の治安状況を考慮してのもので、これにより稲垣が所持金ゼロの状態で夜に民泊探しを強いられる可能性は事実上無くなった。
  - サイコロタイム・トルネードタイムともに資金の計算は円単位だが、現金はユーロで支払われる（旅ロケ時点の為替レート換算）。ただしユーロが使えないスイスのみ、スイス・フランを使用。

| サイコロの出目 | 1        | 2              | 3              | 4            | 5            | 6             |
| -------------- | -------- | -------------- | -------------- | ------------ | ------------ | ------------- |
| サイコロの出目 | 全額没収 | コメント数×0.1 | コメント数×0.1 | コメント数×1 | コメント数×1 | コメント数×10 |

- 通過ポイントは各国につき1カ所（イタリア・フランスは2カ所）あり、全部で10カ国分を通過しなければならない。ただしスイスの通過ポイントについては、ロケ時点での天候条件が悪くパラグライダーが3回中止となったため、稲垣の提案により、次のドイツ以降を先に進めてから、パラグライダーの飛行条件のよい夏になってから再度スイスに戻ることになった（スタッフが条件を受け入れる代わりに、稲垣は拇印付きの誓約書を書かされた）。その後、フランス1つ目の通過ポイントクリア後に改めてスイスに戻り、スイスの通過ポイントをクリアした。またルクセンブルクの通過ポイントは、親玉ディレクターが行きたい場所がなかったという理由から史上初の通過ポイントなしとなり、次のフランスの通過ポイントを2カ所に増やすことになった。

| 国名           | 通過ポイント                                                                   | 通過ポイント                                                                   |
| -------------- | ------------------------------------------------------------------------------ | ------------------------------------------------------------------------------ |
| オーストリア   | ファイブ・フィンガーズ展望台                                                   | ファイブ・フィンガーズ展望台                                                   |
| イタリア       | A                                                                              | アルベロベッロ                                                                 |
| イタリア       | B                                                                              | マテーラ                                                                       |
| スイス         | マッターホルン（パラグライダーをすればクリア）                                 | マッターホルン（パラグライダーをすればクリア）                                 |
| ドイツ         | ラインフェルス城（城内の古城ホテルに宿泊すればクリア）                         | ラインフェルス城（城内の古城ホテルに宿泊すればクリア）                         |
| オランダ       | キューケンホフ公園周辺のチューリップ畑（写真と同じように自転車に乗ればクリア） | キューケンホフ公園周辺のチューリップ畑（写真と同じように自転車に乗ればクリア） |
| ベルギー       | チョコレートマッサージ                                                         | チョコレートマッサージ                                                         |
| ルクセンブルク | なし                                                                           | なし                                                                           |
| フランス       | A                                                                              | モン・サン・ミッシェル（干潟を歩けばクリア）                                   |
| フランス       | B                                                                              | カマルグ湿原地帯（馬に乗ってフラミンゴを見に行けばクリア）                     |
| スペイン       | モンセラット（岩山の頂に登りスペインの絶景を見ることができればクリア）         | モンセラット（岩山の頂に登りスペインの絶景を見ることができればクリア）         |
| ポルトガル     | シントラのムーアの城跡（登って大西洋を見ることができればクリア）               | シントラのムーアの城跡（登って大西洋を見ることができればクリア）               |

- VTR冒頭での稲垣紹介のナレーションが「エヴァンゲリオンのアスカのコスプレで、舞台はついに世界へ! 4度目のブログ旅制覇を目指す、お笑い芸人・桜 稲垣早希」に変更されている（第壱百六拾話と第壱百六拾九話以降はなし）。
- 各話のサブタイトルは、第壱百八拾弐話までは「西日本横断ブログ旅」から引き続き、『新世紀エヴァンゲリオン劇場版 シト新生』の主題歌「魂のルフラン」の歌詞、第壱百八拾参話から第壱百九拾八話までは『ヱヴァンゲリヲン新劇場版:破』の挿入歌「翼をください」の歌詞、第壱百九拾九話から第弐百拾七話までは『ヱヴァンゲリヲン新劇場版:Q』の主題歌「桜流し」の歌詞をもじったサブタイトル、第弐百拾八話から第弐百弐拾参話までは『ヱヴァンゲリヲン新劇場版:Q』から加わった登場人物名が含まれたサブタイトル、第弐百弐拾四話から第弐百参拾七話までは『ヱヴァンゲリヲン新劇場版:破』の挿入歌「今日の日はさようなら」の歌詞をもじったサブタイトル、第弐百参拾八話から第弐百四拾話までは旧劇場版のタイトルをもじったタイトル、第弐百四拾壱話から第弐百四拾四話までは新劇場版のタイトルが含まれたタイトルとなっている。また、次回予告で使用されたBGMが第壱百八拾八話以降『ヱヴァンゲリヲン新劇場版:Q』のサントラに変更されている。
- 第壱百六拾七話で『関西縦断ブログ旅』から使用していたサイコロタイム用の器が割れてしまい、4日目・5日目のサイコロタイムは割れた器に向けてサイコロを振った。その後、ヴェネツィアでヴェネツィアン・グラスの器を購入した。しかしその器も、第弐百四拾壱話でチャラディレクターの指示で遠くからサイコロを振ったところ、割れてしまったため、第弐百四拾弐話で、近所の店で接着剤を借り、器を修理した。
- 第壱百七拾弐話では、仕事で帰国していた稲垣が旅の続きに戻るべくスタッフとイタリアに渡航した際、稲垣のリュックだけがローマ・フィウミチーノ空港でロストバゲージしたため、以降は親玉ディレクターが使っていたリュックを背負っていた[108]。その後、第壱百八拾話で航空会社から稲垣のリュックが戻ってきた[109]。
- 第壱百七拾八話では、スタッフがマテーラで年に一度行われる祭りの会場での路上パフォーマンスを提案[110]。バルーンアートが特技の稲垣のためにスタッフからペンシルバルーンが支給され[111]、バルーンアートを披露。日本人団体客からのカンパもあり、58.6ユーロ（約5900円）の資金が集まった。
- 第弐百拾話では、振ったサイコロが川に落ちてしまい、ADが持っていた予備のサイコロで改めて振り直す事態となった。
- 第弐百拾六話で、親玉ディレクターが旅ロケからの引退宣言を行った。翌週の第弐百拾七話で、2013年6月の人事異動でディレクターからプロデューサーに昇進[112] となり、番組の統括責任者として海外ロケへの同行が不可能となることが引退理由であると明かし、親玉ディレクターの引退1カ月前からADとして旅ロケに同行していた2代目チャラディレクターに交代した。この交代に伴い、2代目チャラディレクターをはじめ、同行スタッフは全員稲垣よりも年下となった[113]。
- 2014年3月13日の放送では、八光が稲垣に番組の終了を伝える予定だったが、AD宮原の伝言でゴール付近にいることを知り、八光は番組の終了を伝えないままゴールの瞬間を見守ることにした。のちに番組終了の旨は、ゴール地点にいた親玉プロデューサーことプロデューサーの森から告げられた。
- 同年3月27日の最終回90分スペシャルで、ゴール地点がヨーロッパ最西端のロカ岬であることが発表された。ポルトガルの通過ポイントから徒歩でゴールし、この企画及び横断ブログ旅シリーズに終止符を打った。なお、最終回は、なんばグランド花月からの公開収録の形で行われ、稲垣自身もVTRでのゴール後に登場した。
- このブログ旅は、木曜日時代で最後にゴールした企画である。また、横断ブログ旅シリーズは、唯一放送開始から終了まで続けられたシリーズでもある。

| 話数           | 放送日         | サブタイトル                          | コメント数 AM：午前9時 PM：午後3時           | 獲得資金                                                                                 | 備考                                                                                     |
| -------------- | -------------- | ------------------------------------- | -------------------------------------------- | ---------------------------------------------------------------------------------------- | ---------------------------------------------------------------------------------------- |
| 第壱百六拾話   | 2012年4月12日  | この旅もやりなさい                    | 1日目AM：8569                                | 5→8569円（78.8ユーロ）                                                                   | スタート地点・ウィーン出発                                                               |
| 第壱百六拾壱話 | 2012年4月19日  | めぐり逢う旅                          | 1日目PM：3419                                | ×1/2→1709円（15.7ユーロ）                                                                |                                                                                          |
| 第壱百六拾弐話 | 2012年4月26日  | 悲劇は起こるよ何度でも                | なし                                         | なし                                                                                     |                                                                                          |
| 第壱百六拾参話 | 2012年5月3日   | 楽しみの後 波乱                       | 2日目AM：6279                                | 5→6279円（58.5ユーロ）                                                                   |                                                                                          |
| 第壱百六拾四話 | 2012年5月10日  | 祈るよるに                            | 2日目PM：3365                                | ×1/2→1682円（15.6ユーロ）                                                                |                                                                                          |
| 第壱百六拾伍話 | 2012年5月17日  | まぶた開けたときに                    | 3日目AM：6099                                | 6→60990円（548.9ユーロ）                                                                 |                                                                                          |
| 第壱百六拾六話 | 2012年5月24日  | 視線をただ谷の底に向ける              | 3日目PM：3912                                | ×1/2→1906円（15.6ユーロ）                                                                | オーストリア通過ポイントクリア                                                           |
| 第壱百六拾七話 | 2012年5月31日  | それでもこの子は また動き出す         | 4日目AM：6634                                | 6→66340円（623.5ユーロ）                                                                 | サイコロタイム用の器破損                                                                 |
| 第壱百六拾八話 | 2012年6月21日  | 限りある栄華を探して                  | 4日目PM：2668                                | ×1/2→1334円（12.5ユーロ）                                                                | オーストリアからイタリア入り                                                             |
| 第壱百六拾九話 | 2012年6月28日  | 初心に還りなさい                      | 5日目AM：6049                                | 2→604円（5.6ユーロ）                                                                     | サイコロタイム用の器購入                                                                 |
| 第壱百七拾話   | 2012年7月5日   | 魅力をたどり                          | 5日目PM：3975 6日目AM：7367                  | ×1/2→1987円（18.4ユーロ） 6→73670円（736.7ユーロ）                                       |                                                                                          |
| 第壱百七拾壱話 | 2012年7月12日  | 優しさと白の都へ                      | 6日目PM：3163                                | ×1→3161円（31.6ユーロ）                                                                  | トルネードタイム初の×1                                                                   |
| 第壱百七拾弐話 | 2012年7月19日  | あなたも変わりなさい                  | 7日目AM：6789                                | 1→0円（0ユーロ）                                                                         | 稲垣のリュックがロストバゲージ 初の資金全額没収                                          |
| 第壱百七拾参話 | 2012年7月26日  | 愛しあう旅                            | 7日目PM：2614                                | ×1→2614円（26.1ユーロ）                                                                  |                                                                                          |
| 第壱百七拾四話 | 2012年8月23日  | 心も体もつきはてる                    | なし                                         | なし                                                                                     |                                                                                          |
| 第壱百七拾伍話 | 2012年8月30日  | 魂の不安                              | 8日目AM：5716                                | 4→5716円（57.1ユーロ）                                                                   |                                                                                          |
| 第壱百七拾六話 | 2012年9月6日   | 新たに目指しなさい                    | なし                                         | なし                                                                                     | イタリア通過ポイントクリア                                                               |
| 第壱百七拾七話 | 2012年9月13日  | うつむく前に                          | 8日目PM：2664                                | ×1→2664円（26.6ユーロ）                                                                  |                                                                                          |
| 第壱百七拾八話 | 2012年9月20日  | あなたが起こした奇跡へと              | 9日目AM：5613 バルーンアート                 | 3→561円（5.6ユーロ） 約5900円（58.6ユーロ）                                              | バルーンアートで資金稼ぎ                                                                 |
| 第壱百七拾九話 | 2012年9月27日  | この先に進みなさい                    | 9日目PM：3483                                | ×1→3483円（34.8ユーロ）                                                                  |                                                                                          |
| 第壱百八拾話   | 2012年10月4日  | めぐり逢ったね                        | 10日目AM：7343 10日目PM：2399                | 5→7343円（73.8ユーロ） ×1→2399円（24.4ユーロ）                                           | 稲垣のリュックが戻ってくる                                                               |
| 第壱百八拾壱話 | 2012年10月11日 | 奇跡は起こるの?最後でも               | なし                                         | なし                                                                                     | 初の民泊                                                                                 |
| 第壱百八拾弐話 | 2012年10月18日 | 楽しいけど 不満                       | 11日目AM：5720                               | 6→57200円（572ユーロ）                                                                   | イタリアからスイス入り                                                                   |
| 第壱百八拾参話 | 2012年10月25日 | 今は旅の願いごとが                    | 11日目PM：2304                               | ×1/2→1152円（11.5ユーロ）                                                                | 資金をスイス・フランに両替                                                               |
| 第壱百八拾四話 | 2012年11月1日  | 悩むあなた 翼がほしい                 | なし                                         | なし                                                                                     |                                                                                          |
| 第壱百八拾伍話 | 2012年11月8日  | この最中に 鳥のように                 | 12日目AM：5218                               | 4→5218円（61.3スイス・フラン）                                                           |                                                                                          |
| 第壱百八拾六話 | 2012年11月15日 | ひどいツラさ 気をつけてください       | 12日目PM：3018 13日目AM：4892                | ×1/2→1509円（15.8スイス・フラン） 2→489円（5.9スイス・フラン）                           |                                                                                          |
| 第壱百八拾七話 | 2012年11月29日 | その大ポカに 不仲を極め               | なし                                         | なし                                                                                     |                                                                                          |
| 第壱百八拾八話 | 2012年12月6日  | 飛んで、雪対応                        | 13日目PM：3092                               | ×1→3092円（37.7スイス・フラン）                                                          |                                                                                          |
| 第壱百八拾九話 | 2012年12月13日 | 悲しみしかない 自由な空め             | 14日目AM：5107                               | 6→51070円（600.8スイス・フラン）                                                         | スイス通過ポイントを保留                                                                 |
| 第壱百九拾話   | 2012年12月20日 | スカートはためかせ 行きたい           | 14日目PM：3098 15日目AM：5050                | ×1→3098円（36.4スイス・フラン） 3→505円（5.9スイス・フラン）                             |                                                                                          |
| 第壱百九拾壱話 | 2013年1月10日  | いいな 富とか名誉あれば               | 15日目PM：3278                               | ×1/2→1636円（16.2ユーロ）                                                                | ロングダウンジャケット購入 資金をユーロに両替 スイスからドイツ入り                       |
| 第壱百九拾弐話 | 2013年1月17日  | いらないほど 強さが欲しい             | 16日目AM：5487                               | 4→5487円（54.3ユーロ）                                                                   |                                                                                          |
| 第壱百九拾参話 | 2013年1月24日  | 子どものとき 夢見た古城               | 16日目PM：4006                               | ×1/2→2003円（29.8ユーロ）                                                                |                                                                                          |
| 第壱百九拾四話 | 2013年1月31日  | 今も同じ 湯気帯びている               | なし                                         | なし                                                                                     |                                                                                          |
| 第壱百九拾伍話 | 2013年2月7日   | このぉ空め ツラさは雪で               | 17日目AM：6340 17日目PM：3777                | 4→6340円（62.7ユーロ） ×1→3777円（37.4ユーロ）                                           |                                                                                          |
| 第壱百九拾六話 | 2013年2月14日  | 飛んでいく太陽                        | なし                                         | なし                                                                                     |                                                                                          |
| 第壱百九拾七話 | 2013年3月7日   | 私1の出ない自由な空へ                 | 18日目AM：5404                               | 5→5404円（53.5ユーロ）                                                                   |                                                                                          |
| 第壱百九拾八話 | 2013年3月14日  | 翼はダメ 枷 雪だい!                   | 18日目PM：4500                               | ×1/2→2250円（22.3ユーロ）                                                                |                                                                                          |
| 第壱百九拾九話 | 2013年3月21日  | 開いた話題の川だ 行くのよ             | 19日目AM：6562                               | 5→6562円（54.7ユーロ）                                                                   |                                                                                          |
| 第弐百話       | 2013年3月28日  | 「この城 高いね」と                   | 19日目PM：4208                               | ×1/2→2104円（17.5ユーロ）                                                                | ネルカード使用                                                                           |
| 第弐百壱話     | 2013年4月4日   | 残念そうに見られたあなたは            | 20日目AM：7077                               | 1→0円（0ユーロ）                                                                         | ドイツ通過ポイントクリア 2度目の資金全額没収                                             |
| 第弐百弐話     | 2013年4月11日  | 塔もきれいだった                      | 20日目PM：6079                               | ×1/2→3040円（25.3ユーロ）                                                                |                                                                                          |
| 第弐百参話     | 2013年4月18日  | もし朝の私が笑顔なら                  | 21日目AM：7756                               | 6→77560円（646.3ユーロ）                                                                 |                                                                                          |
| 第弐百四話     | 2013年5月2日   | 故郷を思うでしょう                    | 21日目PM：4866                               | ×1/2→2433円（20.3ユーロ）                                                                | ドイツからオランダ入り                                                                   |
| 第弐百伍話     | 2013年5月9日   | あなた下着で呼んでる私を              | 22日目AM：6804                               | 3→680円（5.7ユーロ）                                                                     |                                                                                          |
| 第弐百六話     | 2013年5月16日  | Everybody finds laugh In the wind     | 22日目PM：3307                               | ×1→3307円（27.6ユーロ）                                                                  |                                                                                          |
| 第弐百七話     | 2013年5月23日  | あなたが迷った街 のどかね             | 23日目AM：5959                               | 6→59590円（496.6ユーロ）                                                                 |                                                                                          |
| 第弐百八話     | 2013年5月30日  | 健やかな花を見られたなら              | 23日目PM：2710                               | ×1/2→1355円（11.3ユーロ）                                                                |                                                                                          |
| 第弐百九話     | 2013年6月6日   | きっと驚くでしょう                    | なし                                         | なし                                                                                     |                                                                                          |
| 第弐百拾話     | 2013年6月13日  | 私の続きの旅へと                      | 24日目AM：5016                               | 3→501円（3.8ユーロ）                                                                     | サイコロが川に落下・予備で振り直し オランダ通過ポイントクリア                            |
| 第弐百拾壱話   | 2013年6月20日  | Everybody finds luxury In the end     | 24日目PM：2569                               | ×1/2→1285円（9.9ユーロ）                                                                 | オランダからベルギー入り                                                                 |
| 第弐百拾弐話   | 2013年6月27日  | もう二度と覚めないなんて信じられない  | なし                                         | なし                                                                                     |                                                                                          |
| 第弐百拾参話   | 2013年7月4日   | まだ音も伝わらない                    | 25日目AM：4931                               | 5→4931円（37.9ユーロ）                                                                   | 音声スタッフのマイクが故障                                                               |
| 第弐百拾四話   | 2013年7月18日  | 見えたばかりの希望が散るのを          | なし                                         | なし                                                                                     |                                                                                          |
| 第弐百拾伍話   | 2013年7月25日  | 来ていた子たちの やるせ無さかな       | 25日目PM：2579                               | ×1→2579円（19.8ユーロ）                                                                  |                                                                                          |
| 第弐百拾六話   | 2013年8月1日   | どんだけ辛くたって 目を逸らさないよ   | 26日目AM：5028 26日目PM：2097                | 6→50280円（402.2ユーロ） ×1/2→1050円（8.4ユーロ）                                        | ベルギー通過ポイントクリア ベルギーからルクセンブルク入り 親玉ディレクター旅ロケ引退発表 |
| 第弐百拾七話   | 2013年8月8日   | ブログ旅の終わりに 愛があるなら       | なし                                         | なし                                                                                     | 親玉ディレクター旅ロケ引退 2代目チャラディレクターに交代                                 |
| 第弐百拾八話   | 2013年8月22日  | 震え上がレイチバンの夜に(仮)          | 27日目AM：4369                               | 6→43690円（349ユーロ）                                                                   | ルクセンブルクからフランス入り                                                           |
| 第弐百拾九話   | 2013年8月29日  | 花の都の向コウジュンレイの島          | 27日目PM：2643                               | ×1→2643円（21ユーロ）                                                                    |                                                                                          |
| 第弐百弐拾話   | 2013年9月5日   | 恋の花サクラクエンの男たち            | 28日目AM：4501                               | 5→4501円（36ユーロ）                                                                     |                                                                                          |
| 第弐百弐拾壱話 | 2013年9月12日  | 憧れだった姿アスミレたらな            | 28日目PM：2719                               | ×1/2→1360円（10.9ユーロ）                                                                |                                                                                          |
| 第弐百弐拾弐話 | 2013年9月19日  | 幻の大地にミたドリーム                | なし                                         | なし                                                                                     | フランス通過ポイントAクリア                                                              |
| 第弐百弐拾参話 | 2013年9月26日  | 風強き日の思いヒデ キノウの事のように | 29日目AM：4103 29日目PM：2505                | 3→410円（3.3ユーロ）） ×1/2→1253円（10ユーロ）                                           |                                                                                          |
| 第弐百弐拾四話 | 2013年10月3日  | 運命までも                            | 30日目AM：4165 30日目PM：2745                | 3→417円（3.3ユーロ） ×1/2→2745円（21.9ユーロ）                                           |                                                                                          |
| 第弐百弐拾伍話 | 2013年10月10日 | うろたえることなく                    | 31日目AM：4515                               | 6→45150円（361ユーロ）                                                                   |                                                                                          |
| 第弐百弐拾六話 | 2013年10月17日 | 友達でいたかった…                     | 31日目PM：2907 32日目AM：4700 32日目PM：3052 | ×1/2→1453円（11.8ユーロ） 6→47000円（447スイス・フラン） ×1→3052円（29.1スイス・フラン） | フランスからスイス入り 資金をスイス・フランに両替                                        |
| 第弐百弐拾七話 | 2013年10月24日 | 明日の飛行を夢見て                    | 33日目AM：4556                               | 6→45560円（434スイス・フラン）                                                           | ブログ旅初の3回連続6 スイス通過ポイントクリア                                            |
| 第弐百弐拾八話 | 2013年10月31日 | 期待と水を                            | 33日目PM：2646                               | ×1→2646円（25.2スイス・フラン）                                                          | スイスからフランス入り フランスからスイス入り 秋の緊急ミッションでブログ旅中断           |
| 第弐百弐拾九話 | 2013年11月7日  | 空を飛べない鶏のように                | 34日目AM：3419 34日目PM：2032                | 6→34190円（326スイス・フラン） ×1/2→1016円（8.1ユーロ）                                  | ブログ旅再開 ブログ旅初の4回連続6 資金をユーロに両替 スイスからフランス入り              |
| 第弐百参拾話   | 2013年11月14日 | 自由に走る                            | 35日目AM：3616                               | 3→361円（2.9ユーロ）                                                                     |                                                                                          |
| 第弐百参拾壱話 | 2013年11月21日 | フランスの地よ さようなら             | 35日目PM：2301                               | ×1/2→1150円（9.2ユーロ）                                                                 | フランス通過ポイントBクリア                                                              |
| 第弐百参拾弐話 | 2013年11月28日 | さらなる西まで                        | 36日目AM：4158 36日目PM：2474 37日目AM：3395 | 6→41580円（332.6ユーロ） ×1→2474円（19.8ユーロ） 2→339円（2.6ユーロ）                    |                                                                                          |
| 第弐百参拾参話 | 2013年12月12日 | 感じあうよろこびを                    | 37日目PM：2388                               | ×1→2388円（18.4ユーロ）                                                                  | フランスからスペイン入り                                                                 |
| 第弐百参拾四話 | 2013年12月19日 | 大切にしごと                          | 38日目AM：3893                               | 5→3893円（29.9ユーロ）                                                                   |                                                                                          |
| 第弐百参拾伍話 | 2014年1月9日   | 今日の日は さまようなら               | 38日目PM：2390                               | ×1→2390円（18.4ユーロ）                                                                  |                                                                                          |
| 第弐百参拾六話 | 2014年1月16日  | まった! ある岩で                      | 39日目AM：3632                               | 4→3632円（27.9ユーロ）                                                                   | スペイン通過ポイントクリア                                                               |
| 第弐百参拾七話 | 2014年1月23日  | また遭う悲鳴                          | 39日目PM：2518                               | ×1→2518円（19.4ユーロ）                                                                  |                                                                                          |
| 第弐百参拾八話 | 2014年1月30日  | ヒト、新鮮                            | 40日目AM：3431                               | 6→34310円（263.9ユーロ）                                                                 |                                                                                          |
| 第弐百参拾九話 | 2014年2月6日   | Fair/まごころ、おおきに               | 40日目PM：2392                               | ×1/2→1196円（9.2ユーロ）                                                                 |                                                                                          |
| 第弐百四拾話   | 2014年2月13日  | Dice(FURU)2/Where?まぁここは、どこに? | 41日目AM：3397                               | 5→3397円（26.1ユーロ）                                                                   |                                                                                          |
| 第弐百四拾壱話 | 2014年2月20日  | まだまだ序の口                        | 41日目PM：2389                               | ×1/2→1194円（9.2ユーロ）                                                                 | サイコロを振る器が割れる                                                                 |
| 第弐百四拾弐話 | 2014年2月27日  | 破断…そして、さようなら               | 42日目AM：3387 42日目PM：2547                | 5→3387円（26ユーロ） ×1/2→1273円（9.8ユーロ）                                            | スペインからポルトガル入り                                                               |
| 第弐百四拾参話 | 2014年3月6日   | Quickening（胎動）西の果て、最後の地  | 43日目AM：3812 43日目PM：2360                | 3→381円（2.8ユーロ） ×1→2360円（17.5ユーロ）                                             |                                                                                          |
| 第弐百四拾四話 | 2014年3月13日  | 繰り返されるフィナーレ:‖              | 44日目AM：3789 44日目PM：1824                | 5→3789円（28ユーロ） ×1/2→912円（6.8ユーロ）                                             |                                                                                          |
| 最終話         | 2014年3月27日  | 旅立ち、欧州の西でアイを叫んだ旅人    | 45日目AM：3281 45日目PM：3156                | 2→328円（2.4ユーロ） ×1→3156円（23.4ユーロ）                                             | ポルトガル通過ポイントクリア ゴール地点・ロカ岬到達                                      |

## ザ・ワールド時代までの打ち切り・未クリア企画

### 密室謎解24（トゥエンティフォー）ブログ旅
2008年11月20日
- とある密室に閉じ込められた、3人のアホアホ芸人・ウーイェイよしたか（スマイル）、上田歩武（当時ベリー・ベリー）、和田美枝（女と男）が出題されるクイズに挑戦。クイズ1問につき、24分間のシンキングタイムが与えられ、3人で協力して導き出した答えをその後解答。正解するごとにご褒美が支給されていた。3問連続で正解すれば密室から脱出でき、クリアとなるというルールであった。
- VTR全編はクイズの出題をはじめ、音楽や画面分割などの手法が『24 -TWENTY FOUR-』風のつくりとなっていた。
- だが、放送1週目のコメント数が832件でクリアとならず、番組初の打ち切り企画となった。
- 2008年11月27日放送のエンディングで、放送される予定だったVTRの中から罰ゲームの様子が放送された。また番組サイトでは「謎解ゲーム24」が公開された[115]。

### 101匹わんちゃんブログ旅
2008年10月16日 - 2009年1月8日
- 銀シャリの鰻和弘が人気の犬種ランキング・上位101匹を探し出し、その犬とのキス写真をすべて撮影できればクリア。ただしペットショップの犬や雑種の犬はNG。また、番組の展開次第でランキング圏外の犬とのキスに挑戦することもあった[116]。
- 鰻にとってはこれがピンでの初ロケとなった。
- 犬が苦手な鰻の芸人らしからぬノーリアクションぶりにスタジオ内では笑いを取り、「鰻先生」と呼ばれている。
- 『天才バカボン』に登場するウナギイヌと鰻の名前を引っかけてか、VTRの冒頭と最後で、テレビアニメ1作目の主題歌「天才バカボン」が使用されていた。[117]
- だが、2009年1月8日放送分のコメント数が849件でクリアとならず、打ち切りとなった[118]。鰻のいるbaseよしもと（現NMB48劇場）に八光と宇都宮が打ち切りとなったことを直接報告しに行った[119]。
- ギリギリのコメント数でのクリアを繰り返すことが多かったためか、企画の中盤から鰻が毎回応援コメントを自分で打っているのではないか？という疑惑が持ち上がり、さらに朝方baseよしもとの楽屋で鰻が名前を変えながらコメントを打っている現場を笑い飯の西田幸治が目撃した話も浮上、鰻は打ち切りの際、この経緯を弁明する事態に迫られ「多い時には50-100件、最後の放送分は5件自分でコメントを打っていた」と事実を認めた。
- 2009年1月22日の放送で「101匹わんちゃんブログ旅 UNAGI's memory」と題し、打ち切りで放送されなかった犬と鰻の名場面をまとめたVTRが放送された。BGMは『元祖天才バカボン』の後期エンディングテーマ「元祖天才バカボンの春」。
- キス写真を撮った犬は101匹中、38匹。ただし、打ち切りによりVTRがお蔵入りとなってしまった犬も含めると全部で45匹であった。
- ブログに寄せられた総コメント数は14852件。このうち、鰻が自分でコメントした総数は935件であった（本人談）。

### 目指せ!セ・界制覇 ホームランブログ旅
2008年10月9日 - 2009年4月30日
- span!のマコトがプロ野球・セントラル・リーグの球団本拠地がある5都県すべてのバッティングセンター[120] でホームランを打つことができればクリアとなる企画。
- バッティングセンター1軒につき、バッティングできるのは100球まで。球速は第1章では自由だったものの、第2章は90km/h以上、第3章は110km/h以上、さらに第4章からは120km/h以上を選択しなければならないルールに改定された[121]。ただし球種の選択は自由である。100球以内にホームランが打てた時点で次の都県に挑戦できるが、打てなかった場合は次のバッティングセンターを探さなくてはならず、挑戦中の都県にあるすべてのバッティングセンターでホームランが打てなかった場合は、ブログのコメント数に関係なく、その時点でクリア失敗とみなされ、強制終了するというルールであった。
- マコトはバッターボックスに入る前には脱帽し「宜しくお願いします」と一礼し、挑戦終了時には脱帽し「ありがとうございました」と一礼してからバッターボックスを離れていた。
- 屋外型よりも、タイミングの合わせやすい屋内型のバッティングセンターを得意としている[122]。
- マコトの相方・水本が第1章で挑戦した時、3球目を適当に打ったらホームランになってしまった。第4章で再度挑戦した時にはホームランを打てなかったが、マコトのためにお守りと新しいバッティンググローブを贈った。
- 企画中はルール上、チョコバット以外のものを食べることができないが、ホームランを打つことができれば、マコトがリクエストしたご当地名物を好きなだけ食べることができた。
- マコトが着用しているユニフォームや帽子には、挑戦してきたバッティングセンターで出会った人たちの応援メッセージが書き込まれていた。
- 休養する場合は、バッティングセンターの敷地内にスタッフから支給されたテントを設置し、その中で休まなければならなかった。
- しかし第4章の神奈川編で、県内にあるすべてのバッティングセンターでホームランを打つことができず、コメント数未到達以外の条件では初の企画終了となった。
- VTRの最後ではGReeeeNの「キセキ」が使用されていた。

| 話数  | 放送期間                       | 挑戦都県 | 本拠地球団       | 挑戦打数（軒数） | ご当地名物         |
| ----- | ------------------------------ | -------- | ---------------- | ---------------- | ------------------ |
| 第1章 | 2008年10月9日 - 2008年11月13日 | 兵庫県   | 阪神タイガース   | 1432球（15軒）   | 神戸牛             |
| 第2章 | 2008年12月18日 - 2009年1月15日 | 広島県   | 広島東洋カープ   | 250球（3軒）     | 広島風お好み焼き   |
| 第3章 | 2009年1月22日                  | 愛知県   | 中日ドラゴンズ   | 278球（3軒）     | 手羽先             |
| 第4章 | 2009年1月29日 - 2009年4月30日  | 神奈川県 | 横浜ベイスターズ | 2300球（23軒）   | 中華料理フルコース |

### 101球王（わん）ちゃんホームランブログ旅
2009年5月14日
- 銀シャリの鰻和弘がバッティングセンター[120] で868本ホームランを打つことができればクリアとなる企画。過去の旅ロケ企画挑戦者の再起用はこれが初となった。
- バッティングセンター1軒につき、バッティングできるのは101球までで、球種・球速の選択は自由。しかし王貞治と同じ左打ちの一本足打法で打たなければならない。また、挑戦しているバッティングセンターでホームランが打てなければ即クリア失敗となり、企画終了というルールであった。
- 野球経験者である鰻は当初快調に打球を飛ばしていたが、打席（鰻は右打ち）と打法に慣れなかったこともあり、後半では左足の筋肉痛まで訴え出だした。結局、1軒目のバッティングセンターでホームランを打つことができず、わずか101球の挑戦で企画終了となった。だが、前述のように厳しいルールが設定されているため、当初からクリアできないことを前提とした次の新企画開始までの繋ぎの企画ではないかというコメントがブログに複数寄せられていた。
- VTRの最後では「目指せ!セ・界制覇 ホームランブログ旅」同様、GReeeeNの「キセキ」が使用されたが、スタジオでは「（「目指せ!セ・界制覇 ホームランブログ旅」に挑戦していた）マコトに謝れ!」などの非難が集中していた。

### ラーメン手押し車ブログ旅
2009年2月5日 - 2009年7月16日
- プルートボブが大阪府下にある7軒の有名ラーメン店をすべて訪れ、ラーメンを食べることができればクリアとなる旅ロケ企画。茶屋町にある毎日放送本社をスタート地点とし（2軒目以降は到達したラーメン店がスタート地点になる）、ラーメン店への移動は手押し車のみで行わなければならない[125]。ただし安全面を考慮し、移動は日の出から日の入りまでで、翌日出発するまではその日到達した地点の近くにあるホテルに滞在していた。なお、次に目指すラーメン店は毎回抽選で決定されていた。
- 過去のテレビ出演がわずか3回しかなかった彼らにとっては、これが初ロケとなった。またコンビの一員でなく、全員が挑戦するのも番組初であった。
- 移動手段となる手押し車は、道路の状態やボブの疲労の度合いによって、ボブが腹筋ローラーマシンを使わず手を付いたり、プルートサワイがボブの足を持つ体勢を変えていた。
- 其之八で壊れた腹筋ローラーマシンは二人のサインを入れて視聴者にプレゼントされた（ちなみに応募総数は42通だった）。其之拾壱からは日本橋で購入したタイヤに堀江の自転車店で持ち手部分を装着した新ローラー「堀江自転車Z」を使用。しかしローラーの重量がこれまでの3倍になったため、歩道橋を上がる時に「ジャンピングローラー」が使えなくなり、代わりに手すりを掴みながら上っていく「モンキーハンド」を使っていた。
- 其之拾参で、4軒目のカドヤ食堂から5軒目の麺家 五大力到着までの間は、プルートサワイとボブの手押し車のポジションを交替するというルールが追加された。だが、そのルール改定が仇となったのか、2009年7月16日放送分のコメント数が951件でクリアとならず、打ち切りとなった。そのため、4軒目から5軒目に移動する模様はダイジェストで放送され、何も知らないままロケを続けた二人がゴールした麺家 五大力で八光と宇都宮が打ち切りを伝えた。ただし二人がラーメンを注文した後に打ち切りを宣告したため、制覇した店にはカウントされないものの、ラーメンは食べることができた。
- VTRでは『ドラゴンボールZ』のオープニングテーマ「CHA-LA HEAD-CHA-LA」が使用されている他、各話のサブタイトルがパロディで付けられたり[126]、同アニメの主人公・孫悟空風の口調でナレーションしていた。
- ブログに寄せられた総コメント数は29455件。

| 軒数 | 話数     | 放送日        | サブタイトル                             | 番号 | ラーメン店  | 移動距離 | 移動時間             |
| ---- | -------- | ------------- | ---------------------------------------- | ---- | ----------- | -------- | -------------------- |
| 1    | 其之壱   | 2009年2月5日  | -----                                    | 4    | 塩元帥      | 3.9km    | 6時間45分            |
| 1    | 其之弐   | 2009年2月12日 | -----                                    | 4    | 塩元帥      | 3.9km    | 6時間45分            |
| 2    | 其之参   | 2009年2月19日 | -----                                    | 7    | 麺座ぎん    | 20.2km   | 29時間45分 （3日間） |
| 2    | 其之四   | 2009年2月26日 | -----                                    | 7    | 麺座ぎん    | 20.2km   | 29時間45分 （3日間） |
| 2    | 其之五   | 2009年3月5日  | ボブ死す!? ラストチャンスは一度だけ      | 7    | 麺座ぎん    | 20.2km   | 29時間45分 （3日間） |
| 2    | 其之六   | 2009年3月19日 | 神様もビックリ! 大国町でファイト         | 7    | 麺座ぎん    | 20.2km   | 29時間45分 （3日間） |
| 2    | 其之七   | 2009年4月23日 | 堺でサバイバル! ボブのツライ修行         | 7    | 麺座ぎん    | 20.2km   | 29時間45分 （3日間） |
| 3    | 其之八   | 2009年5月7日  | 太陽の輝く堺で大変身! ボブパワーの秘密   | 5    | 弥七        | 32.9km   | （4日間）            |
| 3    | 其之九   | 2009年5月21日 | ゴメンねファンの皆さん ボブが見せた涙    | 5    | 弥七        | 32.9km   | （4日間）            |
| 3    | 其之拾   | 2009年6月4日  | 泣くなボブ! はじめての闘い               | 5    | 弥七        | 32.9km   | （4日間）            |
| 3    | 其之拾壱 | 2009年6月18日 | 宇宙一の強戦士 ボブめざめる!             | 5    | 弥七        | 32.9km   | （4日間）            |
| 3    | 其之拾弐 | 2009年7月2日  | ラーメン屋さんで行列 プルートボブが並ぶ! | 5    | 弥七        | 32.9km   | （4日間）            |
| 4    | 其之拾弐 | 2009年7月2日  | ラーメン屋さんで行列 プルートボブが並ぶ! | 6    | カドヤ食堂  | 2.1km    | 5時間20分            |
| 4    | 其之拾参 | 2009年7月16日 | 口を出すな! プルートボブの秘密の企画     | 6    | カドヤ食堂  | 2.1km    | 5時間20分            |
| 5    | 其之拾参 | 2009年7月16日 | 口を出すな! プルートボブの秘密の企画     | 3    | 麺家 五大力 | 17km     |                      |
| 5    | 最終話   | 2009年7月30日 | さらばプルートボブ                       | 3    | 麺家 五大力 | 17km     |                      |

### 香り松茸味しめじ 力合わせてキノコ採り トリオでマリオブログ旅
2009年11月5日 - 2010年1月14日
- 女と男の和田美枝、ライフ（当時）の上田歩武、かりんとう（放送当時、現・カリントウ）の川畑雅秀が挑戦する旅ロケ企画。
- 基地となるバンガローの中に用意されたファミリーコンピュータで「スーパーマリオブラザーズ」を3人で協力しながらプレイし、各ワールドの最終エリアでクッパを倒してクリアしていくごとに、キノコがプレゼントされる(一度ゲームオーバーになり、そのワールドを再びクリアした場合には再びプレゼントされる)。バンガローの外にはバーベキューセットが用意されていた。そして8つのワールドをすべて制覇できたらクリアというルールであった。各ワールドごとにプレゼントされるキノコは以下のとおり。

| ワールド  | プレゼントされるキノコ |
| --------- | ---------------------- |
| ワールド1 | エノキ                 |
| ワールド2 | シメジ                 |
| ワールド3 | ナメコ                 |
| ワールド4 | 未発表                 |
| ワールド5 | 未発表                 |
| ワールド6 | 未発表                 |
| ワールド7 | 未発表                 |
| ワールド8 | 松茸                   |

- だが、ワールド2のステージ3で100回失敗し、チームワークが乱れ出したため、スタッフのショック療法により、それまでに獲得したキノコが没収された。
- コントローラの十字キー・Aボタン・Bボタンの各分担を決めた上で、3人が協力しながら一つのコントローラを操作してプレイしなければならない（途中で担当を交代してもよい）。プレイ中は、用意された各担当ボタンのゼッケンを身に付け、3人がかぶっている帽子にも担当ボタンのバッジが付けられていた。
- 3人のうち、誰かが仕事で抜けなければならない時は、その時点でロケは一旦中断し、次回、3人のスケジュールが合う日にロケを再開する。なお「現地集合・現地解散」のため、スタッフは先に現地に向かいセッティングを行うが、3人は毎回最寄り駅から1時間かけて現地まで歩かなければならない。
- この他、3人がマリオのコスプレ（和田・黄色、上田・赤、川畑・緑）を着用するなど、「スーパーマリオブラザーズ」を基にした旅ロケ企画であるにもかかわらず、『太陽にほえろ!』のサブタイトルをもじったものやBGMが使用されていた。
- しかし、2009年12月17日放送分のコメント数が891件とクリアとならず、打ち切りとなった。番組の大忘年会が行われる当日の朝に旅ロケの打ち切りが決定したため、八光、宇都宮、ローラ・チャンのMC3人と一部のスタッフしかその事実を知らない状況で、大忘年会の催し物にて3人にドッキリを仕掛け、打ち切りが伝えられた。ただしお蔵入りVTRのうち、和田の入浴シーンだけは最後に放送され、翌週の「西日本横断ブログ旅」の中でもこのシーンが流用されていた。
- ブログに寄せられた総コメント数は7027件。そのうち上田に対する批判コメントは867件寄せられた。総プレイ時間は31時間40分。やられた回数319回。ワールド5のステージ2まではクリアしていた。

| 話数   | 放送日         | サブタイトル         | 日数 | 総ロケ時間 | チャレンジ回数 （やられた回数） | 備考                    |
| ------ | -------------- | -------------------- | ---- | ---------- | ------------------------------- | ----------------------- |
| 第1話  | 2009年11月5日  | -----                | 1    | 15時間     | 30回 （133回）                  |                         |
| 第2話  | 2009年11月19日 | えのき口に消える     | 1    | 15時間     | 30回 （133回）                  | 8回目でワールド1クリア  |
| 第3話  | 2009年12月3日  | あのキノコを守れ!    | 1    | 15時間     | 30回 （133回）                  | スタッフがえのきを没収  |
| 第4話  | 2009年12月17日 | 芸人サイドに深いミゾ | 1    | 15時間     | 30回 （133回）                  | ロケ中断のルール追加    |
| 第4話  | 2009年12月17日 | 芸人サイドに深いミゾ | 2    | 16時間40分 | ?回 （186回）                   | 31回目でワールド2クリア |
| 最終話 | 2010年1月14日  | 忘年会で3人殉職…     | ---  | ---        | ---                             | 3人に打ち切り宣告       |

### やぁやぁ我こそは冬将軍なり 続・デリバリー将棋 頂上決戦ブログ旅
2010年1月28日 - 2010年2月25日
- かりんとう（放送当時、現・カリントウ）の川畑雅秀が挑む旅ロケ企画。「デリバリー将棋 頂上決戦ブログ旅」の続編となる。
- 川畑は約13kgある甲冑を身に着け、兜の額に付けて運ぶ王将を除いた、19個の駒が初期配置された状態で、重さが9.5kgある脚付き将棋盤[76] を持って、ゲレンデの頂上を目指して登山（ただしリフトは使用禁止）。頂上に着いたら、そこにいるスキー客から対戦相手を選び、将棋対決をするというルールであった。スキーシーズンが終わり、スキー場が閉山するまでに川畑が勝つことができればクリアとなるが、負けた場合は下山し、別のスキー場で再度チャレンジしなければならない。ただし運んでいる途中で将棋盤から落ちた駒は没収となり、山頂での将棋対決では、その駒がない状態で対決しなければならなかった。
- スタートならびに休憩後に将棋盤を持ち上げる時には「出陣!」のテロップが表示されていた。
- 旅ロケ開始にあたり、スキー場に向かう途中、川畑は2008年末に結婚していたことを公表した。
- ハチ北スキー場の登山が行われた日は、例年にない大寒波による天候不良と最大瞬間風速20m/sの暴風のため、スキー場のパトロール隊に登山続行は危険だと宣告され、ロケの中止を余儀なくされた。そのためロケ日を改め、既に全て没収されていた将棋盤の駒を復活させた上で再スタートとなった。
- しかし2010年2月25日放送分のコメント数が906件でクリアとならず、打ち切りとなった。何も知らずにハチ北スキー場でロケを続けていた川畑に八光が山頂で打ち切りを宣告した。
- サブタイトルは『宇宙戦艦ヤマト』のサブタイトルをもじったものが付けられ、主題歌「宇宙戦艦ヤマト」をはじめとするBGMが本編で使用されていた。さらにVTRの最後には、本家の「地球滅亡まであと○日」をもじり「スキー場閉山まであと○日」と表示されていた。
- 歩いた総距離は10200m。お蔵入りとなったロケVTRでは、ハチ北スキー場の他に高鷲スノーパークも制覇していた。戦績は0勝2敗1不戦敗。落とした駒数は合計53枚。総応援コメント数は7869件。

| 話数   | 放送日        | サブタイトル                           | 登山するスキー場 | 没収された駒                                             | 備考                                      |
| ------ | ------------- | -------------------------------------- | ---------------- | -------------------------------------------------------- | ----------------------------------------- |
| 第1話  | 2010年1月28日 | SOS川畑!! 甦れデリバリー将棋           | ハチ北スキー場   | 歩兵×6、香車×1、桂馬×2、 銀将×1、金将×2、角行×1、 飛車×1 |                                           |
| 第2話  | 2010年2月11日 | 危機一髪!! かりんとう川畑死闘!!        | ハチ北スキー場   | 歩兵×3、香車×1、銀将×1                                   | 天候不良によりロケ中止 後日ロケ再スタート |
| 第3話  | 2010年2月25日 | かりんとう川畑発進!! 標高1221mへの挑戦 | ハチ北スキー場   | 歩兵×7、香車×2、桂馬×1、 銀将×1、金将×2、飛車×1          | 山頂に到達                                |
| 最終話 | 2010年3月11日 | 川畑冬将軍よ 永遠に                    | ハチ北スキー場   |                                                          | 川畑に打ち切り宣告                        |

### Catch & cook 自力海鮮丼ブログ旅
2009年5月28日 - 2010年5月6日
- 「おさかな天国」の歌詞に出てくる魚介類31種類を自力で獲り[129]、それを調理して海鮮丼を作り食べることができればクリアとなる旅ロケ企画。釣りに行く魚は毎回抽選で決め、釣り場や仕掛けは自分で調べなければならず、また休養する場合は、テントの中で休まなければならなかった（冬季は最寄りの釣具店内にテントを張って休む）。ただしseason2・Episode11では、番組視聴者からの呼びかけにより、その人の家で一泊していた。また、season3・Episode16〜18では、釣具店が2階で営むレストランの客席で泊まっていた。
- 船に乗って海に出て釣りをする時には、その船に海賊旗を掲げて出航していた。
- 旅人の健康を考慮し、狙った魚介類を3日以内に獲らなければ強制的に旅人が交替となってしまうというルールであった[130]。その後、season2で獲物の釣り場までの移動に時間がかかり、釣りをする時間がなくなる事態が発生したため、2代目・河井スパロウからの申し出により「釣り開始から3日以内」にルールが変更された。
- 旅人交代の時には使っていた釣竿と初代・水田スパロウが考案しまとめた、31種類分の海鮮丼のレシピノートが引き継ぎされた。
- 旅ロケ中の食事は自分で釣った魚だけで、釣れなかった場合は非常食として魚肉ソーセージしか食べられなかった。しかし、スタッフ側が用意した上で支給されることを知らず、3代目の酒井スパロウ（酒井藍）は初日に自腹で魚肉ソーセージを購入していた。
- 釣った魚で作った海鮮丼や料理を食した後は、海の恵みに感謝しながら、海に向かって「ごちそうさまでした」と言うのがお約束となっていた。
- サブタイトルや、旅人が着ているジャック・スパロウ風のコスプレなど、全編『パイレーツ・オブ・カリビアン』を意識した作りとなっている。そのため、season1・Episode.3からは旅人に「○○スパロウ」という呼び名がついた。また釣具店員や協力者たちにも「パイレーツ・オブ・○○」の肩書きがつくことがある。
- しかし、2010年4月22日放送分のコメント数が934件とクリアとならず、打ち切りとなった。何も知らずに泉佐野でスズキを釣っている釣りバカスパロウに八光が打ち切りを宣告。歴代スパロウも集まり、企画が打ち切りになったことと、感謝の気持ちが足りない釣りバカスパロウの傲慢な態度に怒りをぶつけた。最後は水田スパロウがアジのなめろう丼を作ったが、八光と歴代スパロウは釣りバカスパロウを完全無視する形で終了した。

season 1
2009年5月28日 - 2009年8月13日
- 和牛の水田信二が挑んだ。水田はこれが初ロケで、釣りも初挑戦となる。
- 3匹目のスズキを3日以内に釣ることができず、引退となった。
- 調理で使用した包丁は、元料理人である水田のマイ包丁である。
- 水田が挑戦した期間は7日間・68時間。ブログに寄せられたコメント数は18224件。

season 2
2009年10月1日 - 2010年2月4日
- 河井ゆずる（放送当時ピン芸人、現・アインシュタイン）が挑んだ。ピン芸人の旅ロケ企画挑戦は初となる。釣り経験は小学生時代に若干あり。
- 4匹目のヒラメを3日以内に釣ることができず、引退となった。
- 河井が挑戦した期間は9日間・50時間30分。

season 3
2010年2月4日 - 2010年3月4日
- 酒井藍が挑んだ。吉本新喜劇座員の旅ロケ企画挑戦は初となる。酒井はこれが初ロケで、釣りも初挑戦となる。
- 初代・2代目のスパロウと異なり、空腹では釣りに集中できないという理由から、釣りの最中も魚肉ソーセージを食べていた。さらに1日目・2日目には、夜になっても釣りを続けることはなく、狙っている魚が釣れないと分かると、日も暮れないうちに釣りをストップしてしまった。
- 前述の経緯もあり、3日目には最初で最後の夜釣りに挑むも、1匹目のサヨリを3日以内に釣ることができず、引退となった。歴代スパロウで唯一抽選で決まった魚介類をクリアできなかった。
- 酒井が挑戦した期間は3日間・35時間。食べた魚肉ソーセージは19本。

season 4
2010年3月18日 - 2010年5月6日
- タナからイケダの池田周平が挑んだ。歴代スパロウの中でも、釣りの経験が豊富なことから「釣りバカスパロウ」を襲名。
- 沖縄国際映画祭の告知を条件に、通常バージョンの抽選箱の他に沖縄バージョンの抽選箱が用意された。沖縄では沖縄国際映画祭のステッカーの左腕に貼った他、船を出航させる時には、海賊旗の他に沖縄国際映画祭の旗を掲げていた。
- 未公開となったロケVTRでは、タイを7匹釣り上げていた（打ち切りの時に一部放送）。

| Episode.                                                | 放送日                                    | サブタイトル                                                     | 獲った魚介類 （太字は抽選で決まった魚介類） |
| season1：水田スパロウ（水田信二〔和牛〕）               | season1：水田スパロウ（水田信二〔和牛〕） | season1：水田スパロウ（水田信二〔和牛〕）                        | season1：水田スパロウ（水田信二〔和牛〕）   |
| ------------------------------------------------------- | ----------------------------------------- | ---------------------------------------------------------------- | ------------------------------------------- |
| 1                                                       | 2009年5月28日                             | -----                                                            | イワシ                                      |
| 2                                                       | 2009年6月11日                             | パイレーツ・オブ・元料理人 〜キスに魅せられた水田〜              | シロギス、トラハゼ、ガシラ                  |
| 3                                                       | 2009年6月25日                             | パイレーツ・オブ・元料理人 〜キスにハメられた水田〜              | ガッチョ                                    |
| 4                                                       | 2009年7月9日                              | パイレーツ・オブ・元料理人 〜スズキにあざ笑われた水田〜          |                                             |
| 5                                                       | 2009年7月23日                             | パイレーツ・オブ・元料理人 〜スズキに嫌われた水田〜              | グレ                                        |
| 6                                                       | 2009年8月6日                              | パイレーツ・オブ・元料理人 〜スズキに追い込まれた水田〜          | グレ                                        |
| 7                                                       | 2009年8月13日                             | パイレーツ・オブ・元料理人 〜スズキに呪われた水田〜              | マダイ、アジ                                |
| season2：河井スパロウ（河井ゆずる）                     |                                           |                                                                  |                                             |
| 8                                                       | 2009年10月1日                             | パイレーツ・オブ・ピン芸人 〜2代目スパロウとして現れた河井〜     | イサキ、マルアジ                            |
| 9                                                       | 2009年10月15日                            | パイレーツ・オブ・ピン芸人 〜時間に追い込まれた河井〜            |                                             |
| 10                                                      | 2009年10月29日                            | パイレーツ・オブ・ピン芸人 〜救世主に助けられた河井〜            | アオリイカ                                  |
| 11                                                      | 2009年11月12日                            | パイレーツ・オブ・ピン芸人 〜大物に逃げられた河井〜              |                                             |
| 12                                                      | 2009年11月26日                            | パイレーツ・オブ・ピン芸人 〜大物を引き当てた河井〜              | ハマチ、マダイ                              |
| 13                                                      | 2009年12月10日                            | パイレーツ・オブ・ピン芸人 〜クジ運に見放された河井〜            |                                             |
| 14                                                      | 2010年1月7日                              | パイレーツ・オブ・ピン芸人 〜ヒラメに振りまわされた河井〜        | アジ                                        |
| 15                                                      | 2010年1月21日                             | パイレーツ・オブ・ピン芸人 〜天候に見放された河井〜              |                                             |
| 16                                                      | 2010年2月4日                              | パイレーツ・オブ・ピン芸人 〜ヒラメに見放されるか…河井〜         |                                             |
| season3：ポッチャリスパロウ（酒井藍）                   |                                           |                                                                  |                                             |
| 16                                                      | 2010年2月4日                              | パイレーツ・オブ・ピン芸人 〜ヒラメに見放されるか…河井〜         |                                             |
| 17                                                      | 2010年2月18日                             | パイレーツ・オブ・ポッチャリ芸人 〜イカダに取り残された酒井〜    | ウミタナゴ                                  |
| 18                                                      | 2010年3月4日                              | パイレーツ・オブ・ポッチャリ芸人 〜サヨリを求め続けた酒井〜      | メバル、グレ                                |
| season4：釣りバカスパロウ（池田周平〔タナからイケダ〕） |                                           |                                                                  |                                             |
| 19                                                      | 2010年3月18日                             | パイレーツ・オブ・釣りバカ芸人 〜4代目スパロウとして現れた池田〜 | カツオ                                      |
| 20                                                      | 2010年4月22日                             | パイレーツ・オブ・釣りバカ芸人 〜荒波の中 釣り続けた池田〜       | カツオ、キハダマグロ                        |
| 21                                                      | 2010年5月6日                              | パイレーツ・オブ・釣りバカ芸人 〜ロケ打ち切りを宣告された池田〜  |                                             |

### 宇都宮まきのおっぱいパターブログ旅
2010年5月20日 - 2010年7月29日
- ビーフケーキの松尾充駿（放送当時、現・みっとしー）、サイドエイト（放送当時、現・ずっぽん）の水城茂敏、ヘンダーソンの中村浩士が挑む旅ロケ企画。
- ゴルフ場の第1ホールから順番に、第1ステージからスタートし、3人がグリーン上でパッティング[131] を行い、10球以内で全員がカップインできれば、次のステージに進める。失敗した場合は次のホールも同じステージの再挑戦となる。各ステージごとに3人合わせて1000球の持ち球があり[132]、持ち球がなくなった時点で企画終了となる。なお、全ステージをクリアすることができれば、ご褒美として宇都宮まきのおっぱいを見ることができるというものであった。各ステージは以下のとおり。

| ステージ    | カップまでの距離 |
| ----------- | ---------------- |
| 第1ステージ | 50cm             |
| 第2ステージ | 1m               |
| 第3ステージ | 2m               |
| 第4ステージ | 4m               |
| 第5ステージ | 8m               |

- ホールアウト後はゴルフ場にテントを張って一泊し、翌朝ゴルフ場を後にするというルールであった。
- 第3話で水城からの提案により、対象のブログ記事のコメント数が1000件を越えるごとに、各ホールでボーナスボールが1球プレゼントされる（ステージクリアへのパット挑戦回数を増やせる）ルールが追加された。
- しかし、2010年7月8日放送分のコメント数が806件とクリアとならず、打ち切りとなった。愛宕原ゴルフ倶楽部 の4番ホールでのプレイ終了後に八光が打ち切りを宣告。宇都宮にも打ち切りを報告し、八光を含む4人からの懇願と、小籔千豊・島木譲二・シルクからのビデオメッセージでおっぱいを見せる決断をするが、実際には桑原和男が桑原和子の扮装で使用する乳房付きのシャツを着用して3人に見せていた。
- タイトルにもあるように、映画『おっぱいバレー』から発想された旅ロケ企画だが、『ルパン三世』のBGMが使用され、ゲームソフト「みんなのGOLF」を模したタイトルロゴとなっていた。ただしボーナスボールのブログ記事をチェックするところは「西日本横断ブログ旅」と同じ音楽を使いパロディー化していた。
- ロケ日数は4日間。決めたパット数は、松尾・10回、水城・12回、中村・10回。ブログに寄せられた総コメント数は8287件。

| 話数  | 放送日        | サブタイトル               | ゴルフ場                       | ステージ | パット成功ホール | ボーナスボール コメント数 |
| ----- | ------------- | -------------------------- | ------------------------------ | -------- | ---------------- | ------------------------- |
| 第1話 | 2010年5月20日 | ---                        | 太子カントリー倶楽部           | 第1      | 1番              | ---                       |
| 第1話 | 2010年5月20日 | ---                        | 太子カントリー倶楽部           | 第2      | 2番              |                           |
| 第1話 | 2010年5月20日 | ---                        | 太子カントリー倶楽部           | 第3      | 5番              |                           |
| 第2話 | 2010年6月3日  | ---                        | 太子カントリー倶楽部           | 第4      | クリアならず     |                           |
| 第3話 | 2010年6月17日 | ---                        | 太子カントリー倶楽部           | 第4      | クリアならず     |                           |
| 第3話 | 2010年6月17日 | ---                        | 六甲カントリー倶楽部           | 第4      | 1番              | 472件×                    |
| 第4話 | 2010年7月8日  | ワかきエース中村のスランプ | 六甲カントリー倶楽部           | 第5      | クリアならず     |                           |
| 第4話 | 2010年7月8日  | ワかきエース中村のスランプ | 猪名川グリーンカントリークラブ | 第5      | クリアならず     | 333件×                    |
| 第5話 | 2010年7月29日 | さらば愛しきトリオ!        | 愛宕原ゴルフ倶楽部             | ---      | ---              | ---                       |

### 夏はやっぱりGoGoご来光! 富士山利きカレーブログ旅
2010年8月26日 - 9月16日
- 知花ひろゆきが挑戦する旅ロケ企画で、「GoGoご来光! 富士山利きカレーブログ旅」の第2弾。
- 「GoGoご来光! 富士山利きカレーブログ旅」とルールはほぼ同じだが、商品名が伏せられた状態で試食するカレーが13種類に増え、ご飯に添えられているハンバーグが変わった。
- 知花は「GoGoご来光! 富士山利きカレーブログ旅」の放送当時、沖縄から来阪したばかりで番組を見ていなかったため、スタッフから「（昨年夏の）大好評企画が帰ってきた」と告げられてもピンときていなかった。
- だが、9月16日放送分のコメント数が921件とクリアとならず、打ち切りとなった。『ちちんぷいぷい』の「もっと富士山に登ろうSP」というニセ企画の打ち合わせで毎日放送に呼ばれた知花が、ロケみつ収録中のスタジオにやって来て、打ち切りが告げられる。しかし3回目の挑戦で正解し、ご来光を迎えていたため、知花の顔にモザイクがかけられた状態で、予定されていたVTRがほぼ放送された。ロケを行った時点では企画をクリアしていたが、放送では打ち切りとなり、クリアとならなかったのはこの企画が初めてとなった。
- 大岩大太（キレンジャー）風な知花の服装やBGMなどが『秘密戦隊ゴレンジャー』を意識した作りとなっていた。

| 話数   | 放送日        | 備考        |
| ------ | ------------- | ----------- |
| 第一話 | 2009年8月26日 | 1回目不正解 |
| 第二話 | 2009年9月9日  | 2回目不正解 |

### カッパでいい湯だな! 日本名湯しりとり:利き温度ブログ旅
2010年10月14日 - 2011年5月5日
- カッパの扮装をしている旅人が温泉のお湯に尻だけつけて（衣装のズボンを下ろすと、尻の部分だけ穴が開いている）、温度を小数第1位まで当てることができればクリア。外れた場合は、訪ねた温泉から名前がしりとりでつながる温泉に向かい再挑戦する。正解の温度は事前に湯につかっているAD・宮原啓仁が水温計で計測した温度となる。利き温度に失敗した場合、その温泉で入浴することはできないというルールであった。
- 次に訪ねる温泉は、該当のかなで始まる名前の温泉名のうち9つをスタッフが提示し、旅人が名前だけを見て決める。一応のヒントとして、近隣の温泉が含まれる場合は、スタッフがその事を教える。スタート地点はMBS近くの「阪急かっぱ横丁」だったため、最初は「う」で始まる温泉名だった。
- 風呂を意味するバス（bath）にちなんで、温泉への移動はバス（bus、高速バスを含む路線バス）しか利用できない。バス代や温泉宿の宿泊代は番組が負担するが、経路は自分で調べ、温泉宿での収録の交渉も旅人が行わなければならない。また、その日の温泉への移動手段がなくなった場合は、その時点で到着している場所にあるビジネスホテルでの宿泊となった。
- 利き温度をする温泉地に着くまでは、非常食のキュウリしか食べることができなかった。カッパの背負う甲羅はリュックサックになっており、その中に番組側からサービスされたマヨネーズとともに入っている。第3話で、マヨネーズの代わりにキュウリにつけて食べる食材なら、宿に着く前でも貰ったり購入してもいいというルールが追加された。
- 第7話で、旅人の健康上の理由という名目で、7回連続で利き温度を失敗した場合はカッパが交代となる「7軒目温泉地ルール」が追加された[133]。カッパが交代の時には、カッパの皿と甲羅が引き継ぎされていた。
- 先述の様に2011年3月11日に発生した東日本大震災の影響に加え、2010年10月から6カ月間の放送分の遅れネットを断念したTBSテレビ、および2011年4月からネットを開始するテレビ高知両局の視聴者に向けてこれまでの経緯を説明する必要が出てきたため、2011年3月31日（関西地区など）に第11話までの総集編『日本名湯しりとり利き温度ブログ旅 全部見せます!カッパ伝説SP』が放送された。
- しかし、4月21日放送分のコメント数が708件（番組史上最低コメント数）とクリアとならず、打ち切りとなった。
- BGMや映像は『スパイ大作戦』および『ミッション:インポッシブル』を意識した作りとなっていた。

Season 1
2010年10月14日 - 2011年1月27日
- 祇園の木崎太郎が挑んだ。木崎はこれが初ロケ。
- 7軒目の土湯温泉で7回連続で利き温度に失敗したため、引退となった。
- 総移動距離・約4080km。移動時間・約192時間。バス乗車回数・37回。食べたきゅうりの数・18本。ブログに寄せられたコメント数は22009件。

Season 2
2011年1月27日 - 2011年5月5日
- アインシュタインの河井ゆずるが挑んだ。河井は「Catch & cook 自力海鮮丼ブログ旅」同様、今回も2代目の旅人を務めた。
- 総移動距離・約2386km。移動時間・約77時間。バス乗車回数・12回。食べたきゅうりの数・8本。ブログに寄せられたコメント数は11269件。

| 話数                                                  | 放送日                                 | 温泉                                   | 温泉宿                                 | 回答 温度 （度）                       | 正解 温度 （度）                       | 利用した高速バス・リムジンバス（斜字：ツアーバス） |
| Season 1・初代カッパ：木崎太郎（祇園）                | Season 1・初代カッパ：木崎太郎（祇園） | Season 1・初代カッパ：木崎太郎（祇園） | Season 1・初代カッパ：木崎太郎（祇園） | Season 1・初代カッパ：木崎太郎（祇園） | Season 1・初代カッパ：木崎太郎（祇園） | Season 1・初代カッパ：木崎太郎（祇園） |
| ----------------------------------------------------- | -------------------------------------- | -------------------------------------- | -------------------------------------- | -------------------------------------- | -------------------------------------- | --- |
| 第1話                                                 | 2010年10月14日                         | 梅ヶ島温泉 （静岡県）                  | 泉屋旅館                               | 40.2                                   | 39.7                                   | プレミアム昼特急：大阪 - 東京（JRバス） |
| 第2話                                                 | 2010年10月28日                         | 丸山温泉 （新潟県）                    | 古城館                                 | 42.1                                   | 40.4                                   | 駿府ライナー：新静岡 - 新宿駅（しずてつジャストライン） 池袋 - 新潟線（西武バス） 長岡 - 新潟線（越後交通） |
| 第3話                                                 | 2010年11月18日                         | 馬曲温泉 （長野県）                    | 馬曲温泉望郷の湯                       | 41.8                                   | 42.2                                   | 新潟 - 長野線（新潟交通） |
| 第4話                                                 | 2010年12月2日                          | 瀬波温泉 （新潟県）                    | 汐美荘                                 | 41.4                                   | 41.6                                   | 長野 - 新潟線（長電バス） 新潟 - 村上線（新潟交通観光バス） |
| 第5話                                                 | 2010年12月16日                         | 三朝温泉 （鳥取県）                    | 木屋旅館                               | 42.1                                   | 45.4                                   | 新潟 - 池袋線（西武バス） キャメル号：東京 - 鳥取・倉吉線（日ノ丸自動車） |
| 第6話                                                 | 2010年12月23日                         | 佐津温泉 （兵庫県）                    | にしたにや海華                         | 41.7                                   | 40.6                                   | 鳥取空港連絡バス：三朝・倉吉駅 - 空港（日ノ丸ハイヤー） 鳥取空港連絡バス：空港 - 鳥取駅（日ノ丸自動車） 鳥取 - 神戸・大阪線（日本交通） なんば - 佐津温泉線（かにバス香住号）                                                   |
| 第7話                                                 | 2011年1月13日                          | ---                                    | ---                                    | ---                                    | ---                                    | 夢千代号：湯村温泉・浜坂 - 大阪線（阪急観光バス） ギャラクシー号：大阪・京都 - 郡山・福島（近鉄バス） |
| 第8話                                                 | 2011年1月27日                          | 土湯温泉 （福島県）                    | 天景園                                 | 41.4                                   | 41.6                                   | 夢千代号：湯村温泉・浜坂 - 大阪線（阪急観光バス） ギャラクシー号：大阪・京都 - 郡山・福島（近鉄バス） |
| Season 2・2代目カッパ：河井ゆずる（アインシュタイン） |                                        |                                        |                                        |                                        |                                        | |
| 第8話                                                 | 2011年1月27日                          | ---                                    | ---                                    | ---                                    | ---                                    | 福島 - 仙台（福島交通） 仙台 - 鶴岡・酒田（庄内交通） |
| 第9話                                                 | 2011年2月10日                          | 湯野浜温泉 （山形県）                  | 湯野浜ホテル                           | 40.3                                   | 41.8                                   | 福島 - 仙台（福島交通） 仙台 - 鶴岡・酒田（庄内交通） |
| 第10話                                                | 2011年2月24日                          | ---                                    | ---                                    | ---                                    | ---                                    | 鶴岡・酒田 - 仙台（庄内交通） フォレスト号：仙台 - 京都・大阪（近鉄バス） 山陽道昼特急博多号：大阪・神戸 - 博多（西日本JRバス） 桜島号：福岡 - 鹿児島（JR九州バス） 鹿児島空港連絡バス：空港 - 霧島（いわさきバスネットワーク） |
| 第11話                                                | 2011年3月10日                          | 丸尾温泉 （鹿児島県）                  | おやど 花みずき                        | 42.1                                   | 41.6                                   | 鶴岡・酒田 - 仙台（庄内交通） フォレスト号：仙台 - 京都・大阪（近鉄バス） 山陽道昼特急博多号：大阪・神戸 - 博多（西日本JRバス） 桜島号：福岡 - 鹿児島（JR九州バス） 鹿児島空港連絡バス：空港 - 霧島（いわさきバスネットワーク） |
| 第12話                                                | 2011年4月21日                          | 小田温泉 （熊本県）                    | 山しのぶ                               | 41.8                                   | 42.6                                   | 鹿児島空港連絡バス：霧島 - 空港（いわさきバスネットワーク） きりしま号：熊本 - 鹿児島（九州産交バス） 九州横断バス：熊本 - 別府（九州産交バス）                                                                                 |
| 第13話                                                | 2011年5月5日                           | 松江しんじ湖温泉 （島根県）            | 夕景湖畔 すいてんかく                  | 42.3                                   | 41.0                                   | |

### 7つの離島でCatch & cook 自力海鮮丼ブログ旅3D→2D→1D プラス家政婦のミヤ
2011年5月19日 - 2012年4月26日
- 和牛の水田信二が挑む旅ロケ企画。日本の離島7カ所を回り、島で釣れる一番おいしい魚を釣り、それを調理して海鮮丼を作り食べることができればクリアとなる。コーナータイトルの3Dは「3D映像」ではなく、ロケに同行する「3人のディレクター」（第1ディレクター・笠原D〔撮影・編集担当〕、第2ディレクター・ヒゲメガネD〔テープのラベル書き、ブログ写真撮影担当〕、第3ディレクター→第2ディレクター・宮原D〔テープの管理、魚種調べ担当〕）を意味する。第2ディレクターは第4話で宮田D[135]、第6話で苗村Dに交代[136]。しかし第8話で、釣りに失敗した際、同行ディレクターが一人少なくなるルールが追加され[137]、苗村Dが離脱。それに伴い、苗村Dが担当していた調理器具の入ったリュックの運搬を水田が引き継ぎ、旅ロケ企画のタイトルも「3D」から「2D」となった。第16話では宮原Dが離脱し、宮原Dが担当していたテーブル・食器・撮影の照明器具・バッテリーなどが入ったスーツケースの運搬を水田が引き継いだ。しかし翌朝、宮原D扮する家政婦のミヤ（『家政婦のミタ』のパロディ）が合流。掃除などの身の回りの世話を担当するが、自分が担当していた荷物運びは行わない。また旅ロケ企画のタイトルも「2D」から「1D プラス家政婦のミヤ」となった。
- 釣りに行く魚は離島に住む人に「この時期に島で釣れるおいしい魚」を聞いて決め、釣り場や仕掛けは自分で調べなければならない（「Catch & cook 自力海鮮丼ブログ旅」で使用したルアーも使用可能）。ただし離島の滞在期間は最初に上陸してから3日間（72時間）で、その間に釣らなければならないというルールであった。
- 旅ロケ中の食事は自分で釣った魚だけで、釣れなかった場合は非常食として魚肉ソーセージしか食べられなかった。ただし久米島のみ、キハダマグロを釣り上げても3.25kg以下だった場合は海鮮丼以外の料理を作らなければならなかった。
- ご飯・調味料・調理器具は番組で用意するが、調理には水田のマイ包丁を使用。今回は水田だけでなく、お世話になった協力者たちも海鮮丼を試食する。また料理の途中で「奥様必見ポイント」として調理のコツを披露するのが恒例になっていた。
- 釣った魚で作った海鮮丼や料理を食した後は、海の恵みに感謝しながら、海に向かって「ごちそうさまでした」と言うのがお約束となっていた。
- 最後となる7種類目のキハダマグロは、笠原Dの挑発[138] により、宇久島で釣ったブリよりも大きい3.25kg以上の大物でないと旅ロケクリアとならないことになった。しかし制限時間内に3.25kgのキハダマグロを釣り上げることができず、7つの島を制覇できなかった。
- 「Catch & cook 自力海鮮丼ブログ旅」同様、旅人が着ているジャック・スパロウ風のコスプレなど、全編『パイレーツ・オブ・カリビアン』を意識した作りとなっている。そのため、釣具店員や協力者たちに「パイレーツ・オブ・○○」の肩書きがつくことがあった。
- ブログに寄せられたコメント数は50327件。

| Episode. | 放送日         | 離島                                                                 | 獲った魚介類 （太字は聞き込み後に決めた魚介類）    |
| -------- | -------------- | -------------------------------------------------------------------- | -------------------------------------------------- |
| 1        | 2011年5月19日  | 坂手島 （三重県鳥羽市）                                              | ベラ                                               |
| 2        | 2011年6月2日   | 坂手島 （三重県鳥羽市）                                              | メバル                                             |
| 2        | 2011年6月2日   | 沼島 （兵庫県南あわじ市）                                            |                                                    |
| 3        | 2011年6月16日  | スズメダイ、ベラ                                                     |                                                    |
| 4        | 2011年6月30日  | タイ、アオアジ、沼島アジ                                             |                                                    |
| 4        | 2011年6月30日  | 知夫里島 （島根県隠岐郡）                                            |                                                    |
| 5        | 2011年7月14日  | シロイカ                                                             |                                                    |
| 6        | 2011年7月28日  | 白石島 （岡山県笠岡市） スズキ釣り失敗・苗村D離脱                    | 赤メバル、ママカリ                                 |
| 7        | 2011年8月11日  | 白石島 （岡山県笠岡市） スズキ釣り失敗・苗村D離脱                    |                                                    |
| 8        | 2011年9月8日   | 白石島 （岡山県笠岡市） スズキ釣り失敗・苗村D離脱                    |                                                    |
| 9        | 2011年9月22日  | 祝島 （山口県熊毛郡）                                                | カサゴ                                             |
| 10       | 2011年10月13日 | 祝島 （山口県熊毛郡）                                                | チダイ                                             |
| 11       | 2011年10月27日 | 大島 （福岡県宗像市）                                                | ハゼ                                               |
| 12       | 2011年11月10日 | 大島 （福岡県宗像市）                                                | サワラ                                             |
| 13       | 2011年11月24日 | 小川島 （佐賀県唐津市） ヒラマサ釣り失敗・宮原D離脱→家政婦のミヤ合流 | アジ、サバ、カマス                                 |
| 14       | 2011年12月8日  | 小川島 （佐賀県唐津市） ヒラマサ釣り失敗・宮原D離脱→家政婦のミヤ合流 | カマス                                             |
| 15       | 2011年12月22日 | 小川島 （佐賀県唐津市） ヒラマサ釣り失敗・宮原D離脱→家政婦のミヤ合流 | カマス                                             |
| 16       | 2012年1月19日  | 小川島 （佐賀県唐津市） ヒラマサ釣り失敗・宮原D離脱→家政婦のミヤ合流 |                                                    |
| 16       | 2012年1月19日  | 宇久島 （長崎県佐世保市）                                            |                                                    |
| 17       | 2012年2月2日   |                                                                      |                                                    |
| 18       | 2012年2月16日  | ヒラマサ                                                             |                                                    |
| 19       | 2012年3月1日   | ブリ                                                                 |                                                    |
| 20       | 2012年4月12日  | 久米島 （沖縄県島尻郡）                                              | キハダマグロ（3.25kg以下だったためクリアとならず） |
| 21       | 2012年4月26日  | 久米島 （沖縄県島尻郡）                                              | キハダマグロ（3.25kg以下だったためクリアとならず） |

### さあ遥かなる塚本へ! 1駅1文字 日本海鉄道グリコブログ旅
2012年4月19日 - 2012年5月31日
- プリマ旦那（放送当時、現・令和喜多みな実）の河野良祐が挑む旅ロケ企画。『銀河鉄道999』の星野鉄郎のコスプレをした河野が、長らくMBS千里丘放送センターがあったJR千里丘駅をスタートし、街の人々に「グ」で始まる言葉を尋ね、「グリコ」が出た場合は大阪方面に3駅進めるが、それ以外の言葉だった場合はその文字数分戻らなければならず、日本海沿いの北東に移動していく（番組内で表示される地図では、JR京都線から湖西線・北陸本線・信越本線・羽越本線・奥羽本線・津軽海峡線・函館本線・室蘭本線・千歳線で札幌駅までが描かれている）。最終的に江崎グリコ本社がある塚本駅（スタート地点から6駅）にたどり着けたらゴールとなる。なお終電が過ぎた場合はその駅の近くのホテルで休み、翌朝の始発で移動を再開した。
- BGMは『銀河鉄道999』のテレビアニメおよび映画のものが使われていた。
- タイトルにグリコが含まれているため、ブログ旅スタートにあたり、河野とスタッフが江崎グリコ本社を訪れて使用許可を願い出るが、江崎グリコ側からは快諾された上、500個のジャイアントカプリコが贈られた。ジャイアントカプリコは協力してくれた人にプレゼントしていた。
- 第2話で、2回連続で「グリコ」が出た時は好きなものを食べることができ、3回連続で「グリコ」が出た場合はスタート地点の千里丘駅に戻ることができるルールが追加された。
- だが、5月10日放送分のコメント数が971件とクリアとならず、わずか2回（番組史上2番目の早さ）で打ち切りとなった。越中宮崎駅で先回りしていた八光から打ち切りを宣告された。お蔵入りになったVTRには、スタッフから非常食としてペットボトルに入ったグリーンピースが渡されたり、とある駅で「グラタンコロッケバーガー」が出たため、大幅に飛ばされたシーンが含まれていた。
- ブログに寄せられたコメント数は4532件。ブログでは打ち切りになったため放送されなかった部分の内容もわかるようになっている。

| 話数   | 放送日        | 駅（言葉）※太字矢印は大阪方面に移動 |
| ------ | ------------- | --- |
| 第1話  | 2012年4月19日 | 千里丘駅（グリコ）→東淀川駅（グローブ）→茨木駅（グルコサミン）→向日町駅（グミ）→西大路駅（グッドモーニング）→小野駅（グリーンピース）→ |
| 第2話  | 2012年5月10日 | 近江高島駅（グリコのおまけ）→近江塩津駅（グルグルグルー）→王子保駅（グリコ）→今庄駅                                                    |
| 最終話 | 2012年5月31日 | …（打ち切りのため未放送）…入善駅（グミ）→越中宮崎駅（八光から打ち切り宣告）                                                            |

### 日本縦断私をデートに連れてってブログ旅
2012年7月5日 - 2013年5月16日
- 台湾在住の女子大生、リー・イージェー（李亦捷）が「私を東京スカイツリーに連れてってブログ旅」に続いて挑む旅ロケ企画。ウェディングドレスを着たイージェーが、日本全国8カ所のデートスポットを巡るというものであった。鹿児島港をスタート地点として、九州地方から順番にAD宮原[140] から発表されたデートスポットを巡り、北海道のデートスポットに到達できればゴールとなる。「私を東京スカイツリーに連れてってブログ旅」同様、街行く人に声をかけて一緒に行ってくれる人を探し、その人と別れた地点で次の人を探すことを繰り返す。日本での土地勘がないイージェー→ズーインのために地図とガイドブックは支給され、旅の資金は番組が負担していた。人を探す時と寝る時以外は、連れて行ってくれる人とずっと手をつないで行動しなければならない。また宿泊先も、街行く人に声をかけ、1万円以内[100] のホテルを一緒に探さなくてはならない。第18話では初の民泊を行った。旅の合間に綴ったイージェー→ズーインの日記が旅ロケのVTR中に随時表示されていた。
- 第13話において、イージェーが台湾での映画出演のために企画をリタイアすることを申し出、2代目として台湾の女子大生タレント、ルー・ズーイン（中国語版）が西明石駅から先を引き継ぐことになった。帰国するイージェーには、スタッフから旅で着用したウェディングドレスが贈られた。
- だが、2013年4月18日放送分のコメント数が998件とクリアとならず、打ち切りとなった。一部放送されたVTRによると、9日目でたらい舟をクリアし、10日目に新潟駅前から群馬まで車で送ってもらい、さらに12日目には東京・上野まで到着していた。上野動物園前で八光がズーインに打ち切りを宣告[141] し、新栄の丘展望公園が最後のデートスポットとなる予定だったことを告げると、北海道が日本の中で一番行きたかった場所だったというズーインのために、「八光&AD宮原の北海道で最高のエンディングを!ズーインおもてなしツアー」と題し、急遽八光・AD宮原の3人で新栄の丘展望公園に向かうこととなった。北海道では旭川で旭川ラーメンを食べ、美瑛で乳搾り体験を行い、新栄の丘展望公園を訪れた。ただし曇天で夕日が見られなかったため、AD宮原が全身タイツと被り物で夕日に扮した。

| エリア名 | デートスポット                                                       |
| -------- | -------------------------------------------------------------------- |
| 九州     | ハート岩（福岡県八女市）                                             |
| 中国     | うさぎ島（大久野島）（広島県竹原市）                                 |
| 四国     | エンジェルロード（香川県小豆島町）                                   |
| 近畿     | 湯の峰温泉（和歌山県田辺市、つぼ湯に二人で手をつないで入ればクリア） |
| 中部北陸 | たらい舟（新潟県佐渡市）                                             |
| 関東     | 地獄のぞき（千葉県安房郡）                                           |
| 東北     | 打ち切りにつき未発表                                                 |
| 北海道   | 新栄の丘展望公園（北海道上川郡）                                     |

- タイトルにちなみ、映画『私をスキーに連れてって』や、同じ1980年代後半の映画『ぼくらの七日間戦争』のサントラが使用されている。

| 話数                   | 放送日                 | 移動経路 |
| 初代：リー・イージェー | 初代：リー・イージェー | 初代：リー・イージェー |
| ---------------------- | ---------------------- | --- |
| 第1話                  | 2012年7月5日           | 鹿児島港（九州地区のデートスポット発表のみ） |
| 第2話                  | 2012年7月12日          | →鹿児島中央駅→西鉄福岡（天神）駅 |
| 第3話                  | 2012年7月26日          | →西鉄久留米駅→ |
| 第4話                  | 2012年8月16日          | →ハート岩→西鉄久留米駅→西鉄福岡（天神）駅 |
| 第5話                  | 2012年9月6日           | →飯塚駅→新飯塚駅 |
| 第6話                  | 2012年9月13日          | →折尾駅→小倉駅→唐戸市場 |
| 第7話                  | 2012年9月20日          | →新山口駅→徳山駅→広島駅 |
| 第8話                  | 2012年10月4日          | →忠海港→うさぎ島（大久野島） |
| 第9話                  | 2012年10月11日         | →忠海港→忠海駅→三原駅 |
| 第10話                 | 2012年10月18日         | →福山駅→今治駅→新居浜駅 |
| 第11話                 | 2012年11月1日          | →坂出駅→高松駅 |
| 第12話                 | 2012年11月8日          | →エンジェルロード（小豆島） |
| 第13話                 | 2012年11月22日         | →岡山駅→西明石駅 |
| 2代目：ルー・ズーイン  |                        | |
| 第13話                 | 2012年11月22日         | 西明石駅→三ノ宮駅→大阪駅→天王寺駅 |
| 第14話                 | 2012年11月29日         | →堺駅→ |
| 第15話                 | 2012年12月6日          | →和歌山市駅→和歌山駅→紀伊田辺駅 |
| 第16話                 | 2012年12月13日         | →湯の峰温泉 |
| 第17話                 | 2013年1月10日          | →紀伊勝浦駅→白浜駅→とれとれ市場南紀白浜 |
| 第18話                 | 2013年1月17日          | →白浜駅→天王寺駅→河内堅上駅 |
| 第19話                 | 2013年1月24日          | →天王寺駅→大阪駅 |
| 第20話                 | 2013年2月7日           | →京都駅→大津駅 |
| 第21話                 | 2013年2月14日          | →草津駅 |
| 第22話                 | 2013年3月7日           | →長浜駅→敦賀駅 |
| 第23話                 | 2013年3月21日          | →金沢駅→糸魚川駅 |
| 第24話                 | 2013年4月4日           | →新潟駅 |
| 第25話                 | 2013年4月18日          | →新潟港フェリーターミナル |
| 最終話                 | 2013年5月16日          | （…たらい舟（佐渡島）…新潟港フェリーターミナル…新潟駅…群馬…上野）→上野動物園（八光から打ち切り宣告） ≪以下、「八光&AD宮原の北海道で最高のエンディングを!ズーインおもてなしツアー」≫ →旭川空港→旭川らーめん 本家 まつ田→美瑛放牧酪農場→新栄の丘展望公園 |

### ご主人様は異国の人でござる 忍者ピッタリくんブログ旅
2013年4月25日、2013年5月23日 - 11月28日
- ピン芸人のゆりやんレトリィバァが挑む旅ロケ企画。2013年春に大阪NSC（35期）を卒業したばかりのゆりやんにとっては、これが初レギュラー・初ロケとなった。
- スタート地点となる、道頓堀の戎橋で外国人に英語で話しかけ、行き先を聞かずに次の目的地までついて行かせてほしいと頼む。目的地に着いたところで別の外国人に話を聞き、ついて行くことを繰り返し、大阪城に着くことができればクリア。外国人が日本で撮影したお気に入りの写真や動画、ガイドブックなどを手がかりに、ゆりやんが外国人の次の目的地を予想し、ついて行かせてほしいと頼むかどうかを判断してもよいというルールであった。
- 2013年4月25日放送の新企画祭りではクリアするか否かに関係なく1回しか放送されなかったため、最終的に夜の京都で収録テープがなくなり、クリアすることができなかった。その後レギュラー企画に昇格が決まり、1日で大阪城にゴールしなければならないルールの撤廃以外、ルールはそのまま継続された。レギュラー化に際しては改めて道頓堀からスタートした。
- 外国人を見つけるために別の場所に徒歩で移動してもよいが、レギュラー後は現在地から見て大阪城と反対方向に限定されていた。
- 衣装や映像は『忍者ハットリくん』を意識したものになっており、『必殺仕事人』『水戸黄門』『暴れん坊将軍』『銭形平次』といった時代劇や、『忍者戦隊カクレンジャー』『仮面の忍者 赤影』といった忍者がイメージされるテレビ番組のBGMも使用されていた。
- 第6話では、ゆりやんがJR品川駅前で人探し中、仕事で上京していたヤナギブソン（ザ・プラン9）に遭遇している。第11話では、ゆりやんがフランス人女性と千日前から移動中、パチンコ店の営業からの帰りだった桜 稲垣早希に遭遇している。第12話では高島屋大阪店前でグイグイ大脇に遭遇しているが、特に面白いところがなかったため、大脇がゆりやんに「グイグイ」と言っているところのみ放送された。
- だが、2013年11月14日放送分のコメント数が970件とクリアとならず、打ち切りとなった。前回放送分から韓国人女性に連れられて赤目四十八滝に到着するまでのロケ2日分のVTRがお蔵入りとなり、ゆりやんが金髪の外国人に扮した八光に声をかけた際、打ち切りを宣告され、最後はゆりやんのショートコントで終了した。

| 話数       | 放送日         | 移動経路 |
| ---------- | -------------- | --- |
| 新企画祭り | 2013年4月25日  | 道頓堀・戎橋（スタート地点）→アニメイト日本橋店→京都・純和風の旅館…JR京都駅→京都・五条大宮のビジネスホテル（ロケ終了）                                    |
| 第1話      | 2013年5月23日  | 道頓堀・戎橋（スタート地点）→スポタカ道頓堀橋本店→中之島公園                                                                                              |
| 第2話      | 2013年5月30日  | →京阪電車野江駅…京阪電車森小路駅→大阪市営地下鉄谷町線天神橋筋六丁目駅…梅田・大阪新阪急ホテル前→梅田・てこ舞…JR大阪駅→海遊館                               |
| 第3話      | 2013年6月6日   | →道頓堀・かに道楽→奈良公園→京都・四条烏丸のビジネスホテル                                                                                                 |
| 第4話      | 2013年6月13日  | →高島屋京都店→京都・清水寺周辺の京町家風旅館→京都・四条河原町                                                                                             |
| 第5話      | 2013年6月27日  | →阪急電鉄嵐山駅→かつくら三条本店…京阪電車三条駅→金閣寺→龍安寺                                                                                             |
| 第6話      | 2013年7月11日  | →京都・祇園四条の扇子専門店→京都 東急ホテル…京都・四条烏丸→シェラトン都ホテル東京…JR品川駅→神奈川・パレスホテル箱根…JR小田原駅→京都・寺町のカプセルホテル |
| 第7話      | 2013年7月25日  | …京都・四条→八坂神社→新京極商店街→広島市内のゲストハウス                                                                                                  |
| 第8話      | 2013年8月8日   | →大阪・天王寺のゲストハウス |
| 第9話      | 2013年8月22日  | →あべのハルカス…JR新今宮駅→通天閣→でんでんタウン |
| 第10話     | 2013年9月5日   | →なんばCITY→通天閣→日本橋・遊遊戦隊ガキレンジャー→通天閣→新世界串や本店                                                                                   |
| 第11話     | 2013年9月19日  | →大阪市天王寺動物園…大阪市営地下鉄御堂筋線・堺筋線動物園前駅→日本橋・マクドナルド→道頓堀…千日前→ハードロックカフェ大阪店                                  |
| 第12話     | 2013年10月3日  | …アメリカ村→アメリカ村の美容室→道頓堀・TSUTAYA EBISUBASHI…高島屋大阪店…道頓堀・戎橋→JR大阪駅                                                              |
| 第13話     | 2013年11月14日 | JR大阪駅前からの移動なし |
| 第14話     | 2013年11月28日 | →（打ち切りのため未放送）→三重・赤目四十八滝（八光から打ち切り宣告）                                                                                      |

### 熊本から新潟へ!ロケみつ放送エリア縦断 探せ!録っても大好きな人ブログ旅
2014年1月30日 - 2014年3月13日
- ゆりやんレトリィバァが「忍者ピッタリくんブログ旅」に続いて挑む旅ロケ企画。企画打ち切りから2週間以内にスタッフ10人以上に感謝の手紙を出した場合は再びロケに起用されるというルールがあるという名目で呼ばれた。
- 熊本駅前をスタート。2014年1月現在、ロケみつが放送されている26都府県すべてを移動し、ゴールの新潟県を目指す。
- 旅の資金は、ロケみつの放送時間中に一般家庭を訪ね、そのテレビでロケみつが映っていれば5000円支給。それ以外の時間は、街頭で一般人に声をかけて家に入れてもらい、ビデオデッキにロケみつが録画されていれば1000円支給。また家にロケみつのDVDまたはロケみつの本があれば1000円支給。録画、DVD、本がすべてそろっていた場合は10000円支給。ただし、家に入る前に、ロケみつを録画しているかどうか聞いてはいけない。
- ゆりやんは忍者ピッタリくんブログ旅と同じ忍者の衣装を着ている。BGMは『忍者ハットリくん』の他、『オバケのQ太郎』、『パーマン』、『ドラえもん』、『キテレツ大百科』など藤子・F・不二雄関連の曲が使われている。
- しかし、3月13日の放送で八光から番組自体が終わることをゆりやんに宣告され、また番組が終了するまでに達成できる余地もないため、この企画は打ち切りとなった。最終的には、熊本にとどまる結果となった。番組終了に伴う企画の打ち切りは、これが唯一の例となった。

### 解答20連勝! めざせ心斎橋! 名前なんナン!? ブログ旅 →解答10連勝! めざせ通天閣! 名前なんナン!? ブログ旅
2013年4月25日、2013年6月20日 - 2014年3月20日
- ピン芸人のグイグイ大脇が挑む旅ロケ企画。
- 第1ステージの御堂筋 メインストリート編は淀屋橋をスタートし、御堂筋を心斎橋へ向かう。番組が設定した途中にある20カ所の信号機で出会った人に声をかけ（一度声をかけた人から途中で変更することはできない）、名前を漢字で書いてもらい、その読み方を当てる。当たると次の信号へ進むことができ、20人連続で正解するとゴールだが、間違えると淀屋橋に戻ってやり直す。
- 2013年4月25日放送の新企画祭りではクリアするか否かに関係なく1回しか放送されなかったため、朝から18時間撮影したものの、最終的に収録テープがなくなり、クリアすることができなかった。その後レギュラー企画に昇格し、助っ人メンバーとして芸人がもう一人ロケに加わる。大脇と助っ人メンバーの衣装や映像は『ルパン三世』を意識したものになっている。
- 第4話で通算18回目の挑戦で20人連続正解を達成し、41時間30分でゴールしたが、スタッフから第1ステージのゴールであることと、第2ステージの開始が告げられ、コーナー名の「解答20連勝! めざせ心斎橋!」が「解答10連勝! めざせ通天閣!」に変わった。なお、第2ステージ開始時にスタッフから渡されたフリップで、第3ステージの存在が確認されている。
- 第2ステージの堺筋 ディープストリート編では、長堀橋をスタートし、堺筋を恵美須まで向かう。番組が設定した途中にある10カ所の信号機で出会った人に声をかけるのは第1ステージと同じだが、名前を聞くのは名前を読み間違いされたことがある人のみに制限される。
- 珍しい名字の人に出会った場合は、名字研究家の森岡浩の解説が、また下の名前が特殊な人には命名研究家の牧野恭仁雄による解説が入る。森岡は解説の後に、どうでもいい身辺雑記やスタッフの編集方針に言及するコメントを、カンニングペーパー棒読みで言うのが恒例になっている。
- 2014年3月13日の放送で、八光から番組終了による企画の打ち切りを告げられるが、大脇の懇願を受諾し、最終回の直前である3月20日の放送まで企画を続けられることを約束した。だが、最後の挑戦も最高でも8問目で失敗に終わり、結局未完のまま幕を閉じた。

| 話数                                  | 放送日         | 助っ人メンバー                                            | 結果 |
| ------------------------------------- | -------------- | --------------------------------------------------------- | --- |
| 新企画祭り                            | 2013年4月25日  | なし                                                      | 1回目：12人目失敗、2回目：4人目失敗、3回目：1人目失敗、4回目：4人目失敗、5回目：1人目失敗、6回目：5人目失敗、7回目：12人目失敗、8回目：?人目失敗、9回目：4人目失敗、10回目：?人目失敗、11回目：?人目失敗、12回目：3人目失敗、13回目：4人目失敗、14回目：10人目失敗（ロケ終了） |
| 第1ステージ 御堂筋 メインストリート編 |                |                                                           | |
| 第1話                                 | 2013年6月20日  | 月亭方正                                                  | 1回目：9人目失敗、2回目：4人目失敗 |
| 第2話                                 | 2013年7月4日   | 月亭方正                                                  | 3回目：2人目失敗、4回目：1人目失敗、5回目：3人目失敗、6回目：6人目失敗、7回目：?人目失敗、8回目：3人目失敗、9回目：?人目失敗、10回目：?人目失敗、11回目：5人目失敗、12回目：7人目失敗、13回目：?人目失敗、14回目：2人目失敗                                                    |
| 第3話                                 | 2013年7月18日  | 菅広文（ロザン）                                          | 1回目：3人目失敗、2回目：2人目失敗、3回目：3人目失敗 |
| 第4話                                 | 2013年8月1日   | 菅広文（ロザン）                                          | 4回目：20人成功 |
| 第2ステージ 堺筋 ディープストリート編 |                |                                                           | |
| 第4話                                 | 2013年8月1日   | てつじ（シャンプーハット）                                | 1回目：1人目失敗、2回目：1人目失敗 |
| 第5話                                 | 2013年8月29日  | てつじ（シャンプーハット）                                | 3回目：5人目失敗、4回目：1人目失敗、5回目：?人目失敗、6回目：?人目失敗、7回目：1人目失敗、8回目：4人目失敗、9回目：?人目失敗、10回目：2人目失敗、11回目：?人目失敗、12回目：?人目失敗、13回目：1人目失敗、14回目：?人目失敗、15回目：1人目失敗                                 |
| 第6話                                 | 2013年9月12日  | 小籔千豊                                                  | 1回目：5人目失敗、2回目：1人目失敗、3回目：1人目失敗、4回目：1人目失敗、5回目：1人目失敗 |
| 第7話                                 | 2013年9月26日  | 小籔千豊                                                  | 6回目：2人目失敗、7回目：6人目失敗、8回目：?人目失敗、9回目：?人目失敗、10回目：?人目失敗、11回目：2人目失敗、12回目：?人目失敗、13回目：1人目失敗、14回目：?人目失敗、15回目：1人目失敗、16回目：3人目失敗、17回目：?人目失敗、18回目：?人目失敗、19回目：1人目失敗           |
| 第8話                                 | 2013年10月10日 | 桂三度                                                    | 1回目：1人目失敗、2回目：1人目失敗、3回目：3人目失敗、4回目：1人目失敗、5回目：3人目失敗、6回目：3人目失敗 |
| 第9話                                 | 2013年11月7日  | 桂三度                                                    | 7回目：8人目失敗 |
| 第10話                                | 2013年11月21日 | ノブ→ノブ小池（千鳥）                                     | 1回目：6人目失敗、2回目：3人目失敗 |
| 第11話                                | 2013年12月5日  | ノブ→ノブ小池（千鳥）                                     | 3回目：2人目失敗、4回目：8人目失敗 |
| 第11話                                | 2013年12月5日  | 浅越ゴエ（ザ・プラン9） ハリセンボン                      | 1回目：2人目失敗、2回目：2人目失敗、3回目：3人目失敗、4回目：2人目失敗、5回目：1人目失敗 |
| 第12話                                | 2013年12月12日 | 浅越ゴエ（ザ・プラン9）                                   | 6回目：9人目失敗、7回目：?人目失敗、8回目：?人目失敗、9回目：?人目失敗、10回目：?人目失敗、11回目：?人目失敗、12回目：?人目失敗、13回目：?人目失敗、14回目：?人目失敗、15回目：1人目失敗、16回目：1人目失敗                                                                    |
| 第13話                                | 2013年12月19日 | 浜本広晃（テンダラー）                                    | 1回目：5人目失敗、2回目：4人目失敗 |
| 第14話                                | 2014年1月9日   | 浜本広晃（テンダラー）                                    | 3回目：3人目失敗、4回目：3人目失敗 |
| 第15話                                | 2014年1月16日  | ヤナギブソン（ザ・プラン9）                               | 1回目：4人目失敗、2回目：7人目失敗、3回目：1人目失敗、4回目：1人目失敗 |
| 第16話                                | 2014年1月23日  | ヤナギブソン（ザ・プラン9）                               | 5回目：3人目失敗、6回目：3人目失敗、7回目：6人目失敗 |
| 第17話                                | 2014年2月6日   | 橋本直（銀シャリ）                                        | 1回目：2人目失敗、2回目：8人目失敗 |
| 第18話                                | 2014年2月20日  | てつじ（シャンプーハット）                                | 1回目：2人目失敗、2回目：1人目失敗、3回目：1人目失敗、4回目：1人目失敗、5回目：1人目成功 |
| 第19話                                | 2014年3月6日   | てつじ（シャンプーハット）                                | 5回目：9人目失敗 |
| 第20話                                | 2014年3月20日  | 桂三度 浅越ゴエ（ザ・プラン9） てつじ（シャンプーハット） | 1回目：7人目失敗、2回目：2人目失敗、3回目：3人目失敗、4回目：3人目失敗、5回目：2人目失敗、6回目：2人目失敗、7回目：2人目失敗、8回目：1人目失敗、9回目：?人目失敗、10回目：8人目失敗                                                                                            |

## ザ・ワールド時代までの番外編の企画

### 移動距離19000キロ 広島⇔パリ 最大戦速ブログ旅
2010年8月26日 - 9月2日
- MBS開局60周年記念企画「西靖の60日間世界一周」で世界一周の旅を行う西靖（毎日放送アナウンサー）に、番組からのお願いとして「世界のどこかで桜 稲垣早希を楽しませてほしい」と要望したことが始まり[147]。
- 『ちちんぷいぷい』のスタッフからの連絡を受け、「目指せ!鹿児島 西日本横断ブログ旅」を中断し（第九拾壱話放送分）、広島市から関西国際空港に移動し、20時間かけてフランス・パリへ到着。シャルル・ド・ゴール国際空港で、旅の目的が発表された。
- 『ちちんぷいぷい』内の「西靖の60日間世界一周」コーナー生出演に間に合わせるため、18時間後の翌朝午前9時（現地時間）[148] までに、待ち合わせ場所に指定されたセーヌ川沿いの自由の女神像に向かう。途中、凱旋門・エッフェル塔での観光を楽しみながら、無事『ちちんぷいぷい』の生中継出演に間に合った。その後、合流した西とデートを楽しんだ[149]。
- 9月2日放送は「広島⇔パリ 最大戦速ブログ旅：破」と題し、旅の続きとして、通過ポイントとなったシャンボール城に到着するまでの模様が放送された。しかしシャンボール城の中に入る時間がなく、そのまま強制的に帰国となり、「西日本横断ブログ旅」の中断地点に戻された。
- なお旅の資金として、MBS開局60周年を記念して5万円分のユーロが支給された。また、パリで髪型をおしゃれにチェンジしても構わないということで、放送当時稲垣がCMに出演していたプリシラのウィッグ10個が提供された[150]。
- 8月26日の『ロケみつ〜ロケ×ロケ×ロケ〜大生放送SP』を1時間で飛び降りたネット局では、前編は放送されていない。

### バック・トゥ・ザ・秘伝の味 つぎ足し200年ブログ旅
2013年5月2日
- 吉本新喜劇のベテラン芸人である島田一の介が挑む旅ロケ企画。新企画祭りとして行われ、クリアするか否かに関係なく1回しか放送しない。島田は旅ロケ企画挑戦者では史上最年長（旅ロケの時点で61歳）となる。
- 難波駅前をスタートし、うなぎ屋、焼き鳥屋、おでん屋などで長年つぎ足しされている「秘伝のタレ」を使っている店の情報を街頭で聞いて回り、その店に行って何年つぎ足しているか聞くことを繰り返す。年数の合計が200年になればクリア。クリアするまで食事することはできない。
- 午後6時にスタートし、合計7軒の店を回りクリア。深夜3時にロケが終了した。
- 衣装や映像は『バック・トゥ・ザ・フューチャー』を意識したものになっている。
- 宮原がADからディレクターに昇格して初めて担当する企画となった。

### ヨーロッパ横断ブログ旅〜秋の緊急ミッション〜
2013年10月31日
- 「目指せ!ポルトガル ヨーロッパ横断ブログ旅」でフランス・エビアンからスイス・ローザンヌに戻った際（第弐百弐拾七話放送分）、親玉プロデューサーからのVTRで番組のブログにHYDE本人からのコメントが寄せられたことを告げられ[151]、ヨーロッパツアーが行われているVAMPSのフランス・パリ公演に行くよう指令が出される（親玉プロデューサーからはVAMPSのマネージャーに事前連絡済み）。指令VTRを見せられた6時間後の午後8時（現地時間）に開演するライブには、パリで購入した差し入れを持っていかなければならず、ライブ会場のオランピアはスタッフから手渡されたうちわに貼られた写真を手がかりに自力で探さなければならない。この他、VAMPSに番組に出演してもらい、HYDEがロケみつが好きなら「ロケみつ大好き」と言ってもらうことと、日本のロックバンドがどれほど世界で人気があるのか調べてほしいとの指令が出された。旅の資金は別途支給されたが、稲垣の10月分の番組出演料の17000円（内訳は1回5000円×4回放送－税金・手数料3000円）だった。
- 旅を中断してローゼンヌから移動し、ライブ開始1時間前にパリに到着。開演30分前に会場の最寄り駅であるオペラ駅に移動したが、オペラ駅到着時には既にライブが開演していた。さらに日本料理店で差し入れの焼き鳥を調理してもらっている間に1時間が経過し、ようやくオランピアに到着した時には開演から1時間30分が経過していた。稲垣の会場到着が遅れ、受付に担当者が不在だったタイミングで訪れたため、警備員に不審者と間違えられ一度は入場を断られたが、親玉プロデューサーからの連絡が届いていたことを何とか確認でき、最後の曲のみライブを観ることができた。
- 終演後、会場周辺で現地のVAMPSファンの声を聞き、フランスでの人気ぶりを実感した稲垣はメンバーの楽屋を訪れる。稲垣が1曲しか聴けなかったことから最初は少し気まずい空気が流れたが、差し入れの焼き鳥を手渡してからは、HYDEが物ボケをするなど、良い雰囲気に変わった。HYDEは稲垣が日本で旅をしていた頃から番組を視聴していたことを明かし、K.A.Zも番組を見ていたことが明らかになる。そして最後に2人から小声ながら「ロケみつ大好き」と言ってもらうことにも成功した。その後は再びローゼンヌに戻り旅を再開した（第弐百弐拾八話放送分）。

## スタッフ
- ナレーション：橋本のりこ
- 構成：友光哲也、ハスミマサオ、寺本覚、いいのりさ
- TM：永松良仁
- TD：藤谷公一（以前はCAM）
- CAM：細川貴史、平田裕司、佐藤慎亮、田中勝巳、澁谷徳士、永井猛、南埜耕司、森一生、秋政菜々子（菜名子）、奥村恭介、杉村哲司、吉元伸和、大木智和、平賀崇裕、上田一路、関照男、武田和仁
- AUD：中岡幸一、宮本恭徳、木子幸則、田井良作、仲井真盛之、青地誠樹、富原啓太、田中誠二、今田智幸、深田信彦、稲垣雄二
- MIX：深田信彦、田中貴久、桐山謙、中家正智、村井さおり、海老里美、豊島淳
- LD：林輝、亀井純一郎、水本洋介、中東直也、渋谷善之、中村茂行、漁野系、山尾有香、大杉貴則
- EED：赤羽直樹、森（前田）美鈴、工藤雄貴、明石健二、井上ちひろ、春日真弓、野畑智樹、佐藤雅哉、露口三郎
- 音効：坂井信行
- MA：山本大輔
- CG：渕野由美
- 美術：木川（上中）普雄、齋藤せいこ
- タイトル：宮本由紀子、森下枝里子
- ホームページ：塩濱誠彦
- 編成：川原秋呼（一時離脱→復帰）
- 宣伝：藤井奈々
- 協力：レジスタX1、MBS企画、ゾフィープロダクツ、関西東通、ルーク、マウス、戯音工房、C-BOX、ステッププラン、Jworks、東通企画、つむら工芸、三恵美術商会、高津商会、京阪商会、東京衣装、放送映画製作所、アーチェリー、すきな、MORE、Deluxe Kids
- AD：亀山洋平、藤井綾子、篠原彰吾、笹山大生
- ディレクター：宮原啓仁（温泉ボーイ・審判・家政婦のミヤ、以前はゾフィープロダクツ所属のAD[152]）、笠原健広、石原直行、石田尚生
- 演出：細慶行（以前はホームページ→AD）
- プロデューサー：長富剛、中澤晋弥
- 制作協力：吉本興業
- 製作著作：毎日放送

### 過去のスタッフ
- 制作：横田一
- チーフプロデューサー：東郷泰樹（以前はプロデューサー）
- プロデューサー：渥美昌泰、藪内美賀、内山達彦、高山雄次郎、坂口大輔、重枝栄子、村野裕亮
- 演出：中村武史
- ディレクター：北山和歌子、溝根正人、宮井豊、有本洋（ヒゲメガネ）、滝村展宏、金沢武慶、中村俊之、宮田大、中山翔太、中井英雄、中西宏和
- AD：苗村一宏、比嘉晴香、正木ひろみ、吾妻真由子、三輪康博
- 編成：日出和良、関谷祐輔、田渕伸一、佐藤恒子
- 宣伝：冨田潤、斧志保
- ナレーション：大八木友之（当時毎日放送アナウンサー、2008年11月20日-12月11日）、大吉洋平（毎日放送アナウンサー、2008年11月20日-12月11日）
- 構成：小林仁、清水優己、山本らん
- TM：高木久之、白井隆行
- TD：薮野吉宏、藤野毅、西嶋秀浩、室谷佳宏、山田潤
- EED：佐藤友彦
- タイトル：垣内宏美、正冨大樹、川原純
- ホームページ：荒木崇
- 総合演出・プロデューサー：森貴洋（親玉ディレクター→親玉プロデューサー）
- 協力：辰巳出版

## エンディングテーマ
放送開始から2011年9月までと2012年3月はエンディングテーマなし。
- 2011年10月度：唄人羽「虹空」
- 2011年11月度：NIGHTMARE「RAY OF LIGHT」
- 2011年12月度：Noa「約束... feat. LGYankees」
- 2012年1月度：Sonar Pocket「世界で一番ステキな君へ。」
- 2012年2月度：FLOW「ロッククライマーズ」
- 2012年4月度：Hilcrhyme「内容の無い手紙」
- 2012年5月度：SHINee「Sherlock」
- 2012年6月度：PuiPui HOME TOWNS「この街に生まれて」
- 2012年7月度：ケツメイシ「LOVE LOVE Summer」
- 2012年8月度：Sonar Pocket「君と見る未来。」
- 2012年9月度：Apeace「HERO」
- 2012年10月度：元ちとせ「語り継ぐこと」
- 2012年11月度：カサリンチュ「明日への道しるべ」
- 2012年12月度：lecca「Clown Love」
- 2013年1月度：スバル「Get The Gold」
- 2013年2月度：7!!「さよならメモリー」
- 2013年3月度：Lyu:Lyu「黒煙」
- 2013年4月度：ONE☆DRAFT「あいたくて、あえなくて、あいしてる」
- 2013年5月度：ケラケラ「スターラブレイション」
- 2013年6月度：B-DASH「嵐コンバイン」
- 2013年7月度：ROYALcomfort「いつまでも」
- 2013年8月度：SHINee「Boys Meet U」
- 2013年9月度：TAK-Z「BELIEVE YOUR SMILE」
- 2013年10月度：黒木渚「はさみ」
- 2013年11月度：東京カランコロン「走れ、牧場を」
- 2013年12月度：風味堂「あふれる愛を伝えたい」
- 2014年1月度：7!!「この広い空の下で」
- 2014年2月度：ROYALcomfort「for you -70億の命の中で出会えた奇跡-」
- 2014年3月度：たこやきレインボー「なにわのはにわ」
- 2014年4月度：カルメラ「SUNSET DRIVER」
- 2014年5月度：モーニング娘。'14「時空を超え 宇宙を超え」
- 2014年6月度：WEAVER「こっちを向いてよ」
- 2014年7月度：Sonar Pocket「最終電車 〜missing you〜」
- 2014年8月度：BsGirls「Diamond」
- 2014年9月度：CNBLUE「Radio」
- 2014年10月度：本棚のモヨコ「朝色」
- 2014年11月度：ORESKABAND「Carry On!」
- 2014年12月度：Rake feat. BONNIE PINK「YaMeTa!!!」
- 2015年1月度：NEWS「KAGUYA」
- 2015年2月度：ジャニーズWEST「ズンドコ パラダイス」
- 2015年3月度：ROYALcomfort「もう嫌って」

## 放送局

### レギュラー放送

#### ロケみつ、ロケみつザ・ワールド
| 放送対象地域   | 放送局              | 系列    | 放送開始日    | 放送日時           | 遅れ       | 備考                                   |
| -------------- | ------------------- | ------- | ------------- | ------------------ | ---------- | -------------------------------------- |
| 近畿広域圏     | 毎日放送（MBS）     | TBS系列 | 2008年10月9日 | 木曜 23:58 - 24:59 | 制作局     |                                        |
| 新潟県         | 新潟放送（BSN）     | TBS系列 | 2009年10月1日 | 木曜 23:58 - 24:59 | 同時ネット | 『もうすぐロケみつ』もネットしていた。 |
| 島根県・鳥取県 | 山陰放送（BSS）     | TBS系列 | 2010年4月8日  | 木曜 23:58 - 25:00 | 同時ネット | 『もうすぐロケみつ』もネットしていた。 |
| 岡山県・香川県 | 山陽放送（RSK）     | TBS系列 | 2010年5月6日  | 木曜 23:58 - 24:58 | 同時ネット | 『もうすぐロケみつ』もネットしていた。 |
| 愛媛県         | あいテレビ（ITV）   | TBS系列 | 2011年7月22日 | 木曜 23:58 - 24:59 | 同時ネット | [ 154 ]                                |
| 高知県         | テレビ高知（KUTV）  | TBS系列 | 2011年4月7日  | 木曜 23:58 - 24:59 | 同時ネット | [ 155 ]                                |
| 熊本県         | 熊本放送（RKK）     | TBS系列 | 2010年10月7日 | 木曜 23:58 - 24:58 | 同時ネット | [ 156 ]                                |
| 中京広域圏     | 中部日本放送（CBC） | TBS系列 | 2011年10月5日 | 水曜 24:55 - 25:55 | 6日遅れ    |                                        |
| 大分県         | 大分放送（OBS）     | TBS系列 | 2010年4月8日  | 木曜 23:58 - 24:58 | 7日遅れ    | 2012年7月までは同時ネット。            |
| 山梨県         | テレビ山梨（UTY）   | TBS系列 | 2010年8月31日 | 火曜 24:38 - 25:33 | 26日遅れ   |                                        |
| 関東広域圏     | TBSテレビ（TBS）    | TBS系列 | 2010年6月12日 | 月曜 26:42 - 27:42 | 46日遅れ   | [ 157 ]                                |
| 日本全域       | TBSチャンネル1      |         | 2015年3月8日  | 日曜 09:00 - 11:00 |            | [ 159 ]                                |

TBSテレビ・山陽放送はブログ旅完全版の終了の翌週からネットを開始。いずれも毎日放送での2010年4月放送分以降を放送している。テレビ山梨は四国一周ブログ旅の総集編を2本放送した後、2010年8月31日から四国一周終盤のレギュラー回を1年遅れで放送し、西日本横断ブログ旅の総集編を放送してから、2010年秋以降のレギュラー回を毎日放送の直後に放送するようになった。CBCでは初回に5週前のグルメ総集編を放送してから2回目以降に1週遅れで放送している。

##### 最終回より前に打ち切られた放送局
| 放送対象地域 | 放送局          | 系列    | 放送期間                     | 放送日時           | 遅れ     | 備考                     |
| ------------ | --------------- | ------- | ---------------------------- | ------------------ | -------- | ------------------------ |
| 広島県       | 中国放送（RCC） | TBS系列 | 2010年4月8日 - 2012年3月29日 | 木曜 24:50 - 25:50 | 14日遅れ | 放送開始当初は同時ネット |

#### ロケみつフライデー
| 放送対象地域   | 放送局           | 系列    | 放送開始日    | 放送日時                               | 遅れ     | 備考                               |
| -------------- | ---------------- | ------- | ------------- | -------------------------------------- | -------- | ---------------------------------- |
| 近畿広域圏     | 毎日放送（MBS）  | TBS系列 | 2014年4月18日 | 金曜 24:20 - 24:50（土曜 0:20 - 0:50） | 制作局   | 『ロケみつフライデー』として放送   |
| 熊本県         | 熊本放送（RKK）  | TBS系列 | 2014年4月25日 | 金曜 24:45 - 25:15（土曜 0:45 - 1:15） | 7日遅れ  | 『ロケみつフライデー』として放送   |
| 新潟県         | 新潟放送（BSN）  | TBS系列 | 2014年4月28日 | 月曜 24:28 - 24:58（火曜 0:28 - 0:58） | 17日遅れ | 『ロケみつミッドナイト』として放送 |
| 中京広域圏     | CBCテレビ（CBC） | TBS系列 | 2014年4月28日 | 月曜 25:46 - 26:16（火曜 1:46 - 2:16） | 24日遅れ | 『ロケみつミッドナイト』として放送 |
| 鳥取県・島根県 | 山陰放送（BSS）  | TBS系列 | 2014年5月5日  | 月曜 25:36 - 26:05（火曜 1:36 - 2:05） | 52日遅れ | 『ロケみつミッドナイト』として放送 |
| 福岡県         | RKB毎日放送      | TBS系列 | 2014年7月24日 | 水曜 25:38 - 26:08（木曜 1:38 - 2:08） | 41日遅れ | 『ロケみつミッドナイト』として放送 |

##### 最終回より前に打ち切られた放送局
| 放送対象地域   | 放送局            | 系列    | 放送期間                      | 放送日時                               | 遅れ     | 備考                               |
| -------------- | ----------------- | ------- | ----------------------------- | -------------------------------------- | -------- | ---------------------------------- |
| 岡山県・香川県 | 山陽放送（RSK）   | TBS系列 | 2014年4月25日 - 10月3日       | 金曜 24:55 - 25:25（土曜 0:55 - 1:25） | 7日遅れ  | 『ロケみつフライデー』として放送   |
| 大分県         | 大分放送（OBS）   | TBS系列 | 2014年9月2日 - 2015年3月17日  | 火曜 10:20 - 10:50                     | 18日遅れ | 『ロケみつフライデー』として放送   |
| 関東広域圏     | TBSテレビ（TBS）  | TBS系列 | 2014年5月19日 - 2015年3月23日 | 月曜 26:46 - 27:16（火曜 2:46 - 3:16） | 24日遅れ | 『ロケみつミッドナイト』として放送 |
| 愛媛県         | あいテレビ（ITV） | TBS系列 | 2014年5月6日 - 2015年3月31日  | 火曜 23:53 - 24:23                     | 39日遅れ | 『ロケみつミッドナイト』として放送 |

#### TBSでの放送事故
2010年8月29日（8月28日深夜）の放送で、放送回（毎日放送での6月3日放送分）を1回分飛ばして放送する事故があり、翌放送時の9月19日（9月18日深夜）に飛ばした分を放送した。次週以降、順番通りに放送しており、9月26日（9月25日深夜）は8月29日分と同じ回を放送した。

### 特番
| タイトル                                                                                 | 放送内容                                                                                  | 放送地域       | 放送局       | 放送日時                                                |
| ---------------------------------------------------------------------------------------- | ----------------------------------------------------------------------------------------- | -------------- | ------------ | ------------------------------------------------------- |
| 四国一周ブログ旅総集編 早希ちゃん頑張れ笑えばいいと思うよSP                              | 四国一周ブログ旅参照                                                                      | 関西広域圏     | 毎日放送     | 2009年4月2日 23:55 - 24:55                              |
| 四国一周ブログ旅総集編 早希ちゃん頑張れ笑えばいいと思うよSP                              | 四国一周ブログ旅参照                                                                      | 岡山県・香川県 | 山陽放送     | 2009年9月24日 25:09 - 26:09                             |
| 四国一周ブログ旅総集編 早希ちゃん頑張れ笑えばいいと思うよSP                              | 四国一周ブログ旅参照                                                                      | 大分県         | 大分放送     | 2010年3月25日 24:34 - 25:34                             |
| 四国一周ブログ旅総集編 早希ちゃん頑張れ笑えばいいと思うよSP                              | 四国一周ブログ旅参照                                                                      | 熊本県         | 熊本放送     | 2010年7月2日 24:25 - 25:25                              |
| 四国一周ブログ旅総集編 早希ちゃん頑張れ笑えばいいと思うよSP                              | 四国一周ブログ旅参照                                                                      | 山梨県         | テレビ山梨   | 2010年8月17日 25:00 - 25:55                             |
| 四国一周ブログ旅総集編：破 私、笑えるんだSP                                              | 四国一周ブログ旅参照                                                                      | 関西広域圏     | 毎日放送     | 2009年8月27日 23:55 - 24:55                             |
| 四国一周ブログ旅総集編：破 私、笑えるんだSP                                              | 四国一周ブログ旅参照                                                                      | 岡山県・香川県 | 山陽放送     | 2009年9月28日 25:09 - 26:09                             |
| 四国一周ブログ旅総集編：破 私、笑えるんだSP                                              | 四国一周ブログ旅参照                                                                      | 大分県         | 大分放送     | 2010年4月1日 23:50 - 24:50                              |
| 四国一周ブログ旅総集編：破 私、笑えるんだSP                                              | 四国一周ブログ旅参照                                                                      | 熊本県         | 熊本放送     | 2010年7月9日 24:25 - 25:25                              |
| 四国一周ブログ旅総集編：破 私、笑えるんだSP                                              | 四国一周ブログ旅参照                                                                      | 山梨県         | テレビ山梨   | 2010年8月24日 25:00 - 25:55                             |
| 自力海鮮丼ブログ旅総集編 スパロウも笑えばいいと思うよSP                                  | 自力海鮮丼ブログ旅Season1・2の総集編                                                      | 関西広域圏     | 毎日放送     | 2009年12月24日 23:40 - 24:40                            |
| 自力海鮮丼ブログ旅総集編 スパロウも笑えばいいと思うよSP                                  | 自力海鮮丼ブログ旅Season1・2の総集編                                                      | 新潟県         | 新潟放送     | 2009年12月24日 23:40 - 24:40                            |
| ロケみつ冬休みスペシャル エヴァン娘サキ大会                                              | 後述                                                                                      | 関西広域圏     | 毎日放送     | 下記参照                                                |
| 四国一周ブログ旅 怒涛の高知〜ゴールSP                                                    | 四国一周ブログ旅参照                                                                      | 関西広域圏     | 毎日放送     | 2010年3月28日 25:20 - 26:50                             |
| 四国一周ブログ旅 怒涛の高知〜ゴールSP                                                    | 四国一周ブログ旅参照                                                                      | 熊本県         | 熊本放送     | 2010年8月13日 25:30 - 27:00                             |
| 西日本横断ブログ旅総集編 〜最初からフル稼働 最大戦速で行くわよSP〜                       | 西日本横断ブログ旅参照                                                                    | 関西広域圏     | 毎日放送     | 2010年4月8日 23:50 - 24:50                              |
| 西日本横断ブログ旅総集編 〜最初からフル稼働 最大戦速で行くわよSP〜                       | 西日本横断ブログ旅参照                                                                    | 新潟県         | 新潟放送     | 2010年4月8日 23:50 - 24:50                              |
| 西日本横断ブログ旅総集編 〜最初からフル稼働 最大戦速で行くわよSP〜                       | 西日本横断ブログ旅参照                                                                    | 鳥取県・島根県 | 山陰放送     | 2010年4月8日 23:50 - 24:50                              |
| 西日本横断ブログ旅総集編 〜最初からフル稼働 最大戦速で行くわよSP〜                       | 西日本横断ブログ旅参照                                                                    | 広島県         | 中国放送     | 2010年4月8日 23:50 - 24:50                              |
| 西日本横断ブログ旅総集編 〜最初からフル稼働 最大戦速で行くわよSP〜                       | 西日本横断ブログ旅参照                                                                    | 大分県         | 大分放送     | 2010年4月8日 23:50 - 24:50                              |
| 西日本横断ブログ旅総集編 〜最初からフル稼働 最大戦速で行くわよSP〜                       | 西日本横断ブログ旅参照                                                                    | 岡山県・香川県 | 山陽放送     | 2010年6月1日 25:20 - 26:20                              |
| 西日本横断ブログ旅総集編 〜最初からフル稼働 最大戦速で行くわよSP〜                       | 西日本横断ブログ旅参照                                                                    | 関東広域圏     | TBSテレビ    | 2010年6月12日 26:48 - 27:48                             |
| 西日本横断ブログ旅総集編 〜最初からフル稼働 最大戦速で行くわよSP〜                       | 西日本横断ブログ旅参照                                                                    | 熊本県         | 熊本放送     | 2010年10月5日 23:50 - 24:50                             |
| 西日本横断ブログ旅総集編 〜最初からフル稼働 最大戦速で行くわよSP〜                       | 西日本横断ブログ旅参照                                                                    | 山梨県         | テレビ山梨   | 2010年10月5日 25:00 - 25:55                             |
| ロケみつ〜ロケ×ロケ×ロケ〜大生放送SP                                                     | 桃太郎ドミノ生中継 広島⇔パリ 最大戦速ブログ旅など                                         | 関西広域圏     | 毎日放送     | 2010年8月26日 23:50 - 25:50                             |
| ロケみつ〜ロケ×ロケ×ロケ〜大生放送SP                                                     | 桃太郎ドミノ生中継 広島⇔パリ 最大戦速ブログ旅など                                         | 新潟県         | 新潟放送     | 2010年8月26日 23:50 - 25:50                             |
| ロケみつ〜ロケ×ロケ×ロケ〜大生放送SP                                                     | 桃太郎ドミノ生中継 広島⇔パリ 最大戦速ブログ旅など                                         | 鳥取県・島根県 | 山陰放送     | 2010年8月26日 23:50 - 24:50                             |
| ロケみつ〜ロケ×ロケ×ロケ〜大生放送SP                                                     | 桃太郎ドミノ生中継 広島⇔パリ 最大戦速ブログ旅など                                         | 広島県         | 中国放送     | 2010年8月26日 23:50 - 24:50                             |
| ロケみつ〜ロケ×ロケ×ロケ〜大生放送SP                                                     | 桃太郎ドミノ生中継 広島⇔パリ 最大戦速ブログ旅など                                         | 大分県         | 大分放送     | 2010年8月26日 23:50 - 24:50                             |
| ロケみつ〜ロケ×ロケ×ロケ〜大生放送SP                                                     | 桃太郎ドミノ生中継 広島⇔パリ 最大戦速ブログ旅など                                         | 岡山県・香川県 | 山陽放送     | 2010年8月26日 23:50 - 24:50                             |
| ロケみつ〜ロケ×ロケ×ロケ〜大生放送SP                                                     | 桃太郎ドミノ生中継 広島⇔パリ 最大戦速ブログ旅など                                         | 関東広域圏     | TBSテレビ    | 2011年1月22日 26:48 - 27:48 2011年1月29日 26:48 - 27:48 |
| 西日本横断ブログ旅スペシャル 〜早希ちゃん涙の投入堂編〜                                  | 西日本横断ブログ旅参照                                                                    | 関西広域圏     | 毎日放送     | 2010年9月30日 24:00 - 25:00                             |
| 西日本横断ブログ旅スペシャル 〜早希ちゃん涙の投入堂編〜                                  | 西日本横断ブログ旅参照                                                                    | 新潟県         | 新潟放送     | 2010年9月30日 24:00 - 25:00                             |
| 西日本横断ブログ旅スペシャル 〜早希ちゃん涙の投入堂編〜                                  | 西日本横断ブログ旅参照                                                                    | 岡山県・香川県 | 山陽放送     | 2010年9月30日 24:00 - 25:00                             |
| 西日本横断ブログ旅スペシャル 〜早希ちゃん涙の投入堂編〜                                  | 西日本横断ブログ旅参照                                                                    | 鳥取県・島根県 | 山陰放送     | 2010年9月30日 24:00 - 25:00                             |
| 西日本横断ブログ旅スペシャル 〜早希ちゃん涙の投入堂編〜                                  | 西日本横断ブログ旅参照                                                                    | 広島県         | 中国放送     | 2010年9月30日 24:00 - 25:00                             |
| 西日本横断ブログ旅スペシャル 〜早希ちゃん涙の投入堂編〜                                  | 西日本横断ブログ旅参照                                                                    | 大分県         | 大分放送     | 2010年9月30日 24:00 - 25:00                             |
| 西日本横断ブログ旅スペシャル 〜早希ちゃん涙の投入堂編〜                                  | 西日本横断ブログ旅参照                                                                    | 熊本県         | 熊本放送     | 2010年10月6日 23:50 - 24:50                             |
| 西日本横断ブログ旅スペシャル 〜早希ちゃん涙の投入堂編〜                                  | 西日本横断ブログ旅参照                                                                    | 山梨県         | テレビ山梨   | 2010年10月12日 24:30 - 25:25                            |
| ロケみつ冬休み大会 じっしゃ西日本横断ブログばなし                                        | 後述                                                                                      | 関西広域圏     | 毎日放送     | 下記参照                                                |
| ロケみつ冬休み大会 じっしゃ西日本横断ブログばなし                                        | 後述                                                                                      | 新潟県         | 新潟放送     | 下記参照                                                |
| TBS補完計画 最大戦速緊急スペシャル                                                       | 後述                                                                                      | 関東広域圏     | TBSテレビ    | 下記参照                                                |
| 日本名湯しりとり利き温度ブログ旅 全部見せます!カッパ伝説SP                               | 利き温度ブログ旅の総集編                                                                  | 関西広域圏     | 毎日放送     | 2011年3月31日 24:34 - 25:34                             |
| 日本名湯しりとり利き温度ブログ旅 全部見せます!カッパ伝説SP                               | 利き温度ブログ旅の総集編                                                                  | 新潟県         | 新潟放送     | 2011年3月31日 24:34 - 25:34                             |
| 日本名湯しりとり利き温度ブログ旅 全部見せます!カッパ伝説SP                               | 利き温度ブログ旅の総集編                                                                  | 岡山県・香川県 | 山陽放送     | 2011年3月31日 24:34 - 25:34                             |
| 日本名湯しりとり利き温度ブログ旅 全部見せます!カッパ伝説SP                               | 利き温度ブログ旅の総集編                                                                  | 鳥取県・島根県 | 山陰放送     | 2011年3月31日 24:34 - 25:34                             |
| 日本名湯しりとり利き温度ブログ旅 全部見せます!カッパ伝説SP                               | 利き温度ブログ旅の総集編                                                                  | 大分県         | 大分放送     | 2011年3月31日 24:34 - 25:34                             |
| 日本名湯しりとり利き温度ブログ旅 全部見せます!カッパ伝説SP                               | 利き温度ブログ旅の総集編                                                                  | 熊本県         | 熊本放送     | 2011年3月31日 24:34 - 25:34                             |
| 日本名湯しりとり利き温度ブログ旅 全部見せます!カッパ伝説SP                               | 利き温度ブログ旅の総集編                                                                  | 関東広域圏     | TBSテレビ    | 2011年4月6日 25:59 - 26:59                              |
| 日本名湯しりとり利き温度ブログ旅 全部見せます!カッパ伝説SP                               | 利き温度ブログ旅の総集編                                                                  | 高知県         | テレビ高知   | 2011年4月6日 23:50 - 24:50                              |
| 日本名湯しりとり利き温度ブログ旅 全部見せます!カッパ伝説SP                               | 利き温度ブログ旅の総集編                                                                  | 山梨県         | テレビ山梨   | 2011年4月11日 24:30 - 25:25                             |
| 日本名湯しりとり利き温度ブログ旅 全部見せます!カッパ伝説SP                               | 利き温度ブログ旅の総集編                                                                  | 広島県         | 中国放送     | 2011年4月14日 25:05 - 26:05                             |
| ヒゲメガネと温泉ボーイが選ぶ 僕らが思わず食べたくなった ブログ旅グルメランキングベスト20 | スタッフによるブログ旅グルメのベスト20                                                    | 関西広域圏     | 毎日放送     | 2011年9月1日 24:05 - 25:05                              |
| ヒゲメガネと温泉ボーイが選ぶ 僕らが思わず食べたくなった ブログ旅グルメランキングベスト20 | スタッフによるブログ旅グルメのベスト20                                                    | 新潟県         | 新潟放送     | 2011年9月1日 24:05 - 25:05                              |
| ヒゲメガネと温泉ボーイが選ぶ 僕らが思わず食べたくなった ブログ旅グルメランキングベスト20 | スタッフによるブログ旅グルメのベスト20                                                    | 岡山県・香川県 | 山陽放送     | 2011年9月1日 24:05 - 25:05                              |
| ヒゲメガネと温泉ボーイが選ぶ 僕らが思わず食べたくなった ブログ旅グルメランキングベスト20 | スタッフによるブログ旅グルメのベスト20                                                    | 鳥取県・島根県 | 山陰放送     | 2011年9月1日 24:05 - 25:05                              |
| ヒゲメガネと温泉ボーイが選ぶ 僕らが思わず食べたくなった ブログ旅グルメランキングベスト20 | スタッフによるブログ旅グルメのベスト20                                                    | 大分県         | 大分放送     | 2011年9月1日 24:05 - 25:05                              |
| ヒゲメガネと温泉ボーイが選ぶ 僕らが思わず食べたくなった ブログ旅グルメランキングベスト20 | スタッフによるブログ旅グルメのベスト20                                                    | 熊本県         | 熊本放送     | 2011年9月1日 24:05 - 25:05                              |
| ヒゲメガネと温泉ボーイが選ぶ 僕らが思わず食べたくなった ブログ旅グルメランキングベスト20 | スタッフによるブログ旅グルメのベスト20                                                    | 関東広域圏     | TBSテレビ    | 2011年9月7日 25:55 - 26:55                              |
| ヒゲメガネと温泉ボーイが選ぶ 僕らが思わず食べたくなった ブログ旅グルメランキングベスト20 | スタッフによるブログ旅グルメのベスト20                                                    | 高知県         | テレビ高知   | 2011年9月8日 23:50 - 24:50                              |
| ヒゲメガネと温泉ボーイが選ぶ 僕らが思わず食べたくなった ブログ旅グルメランキングベスト20 | スタッフによるブログ旅グルメのベスト20                                                    | 山梨県         | テレビ山梨   | 2011年9月13日 24:30 - 25:25                             |
| ヒゲメガネと温泉ボーイが選ぶ 僕らが思わず食べたくなった ブログ旅グルメランキングベスト20 | スタッフによるブログ旅グルメのベスト20                                                    | 広島県         | 中国放送     | 2011年9月22日 24:50 - 25:50                             |
| ヒゲメガネと温泉ボーイが選ぶ 僕らが思わず食べたくなった ブログ旅グルメランキングベスト20 | スタッフによるブログ旅グルメのベスト20                                                    | 中京広域圏     | 中部日本放送 | 2011年10月5日 24:50 - 25:50                             |
| 西日本横断ブログ旅 早希ちゃんがみんなの疑問に答えちゃいますSP                            | 未公開映像を含む福岡・長崎での宿探し、稲垣が視聴者からの質問に回答                        | 関西広域圏     | 毎日放送     | 2011年10月6日 23:55 - 24:55                             |
| 西日本横断ブログ旅 早希ちゃんがみんなの疑問に答えちゃいますSP                            | 未公開映像を含む福岡・長崎での宿探し、稲垣が視聴者からの質問に回答                        | 新潟県         | 新潟放送     | 2011年10月6日 23:55 - 24:55                             |
| 西日本横断ブログ旅 早希ちゃんがみんなの疑問に答えちゃいますSP                            | 未公開映像を含む福岡・長崎での宿探し、稲垣が視聴者からの質問に回答                        | 岡山県・香川県 | 山陽放送     | 2011年10月6日 23:55 - 24:55                             |
| 西日本横断ブログ旅 早希ちゃんがみんなの疑問に答えちゃいますSP                            | 未公開映像を含む福岡・長崎での宿探し、稲垣が視聴者からの質問に回答                        | 鳥取県・島根県 | 山陰放送     | 2011年10月6日 23:55 - 24:55                             |
| 西日本横断ブログ旅 早希ちゃんがみんなの疑問に答えちゃいますSP                            | 未公開映像を含む福岡・長崎での宿探し、稲垣が視聴者からの質問に回答                        | 大分県         | 大分放送     | 2011年10月6日 23:55 - 24:55                             |
| 西日本横断ブログ旅 早希ちゃんがみんなの疑問に答えちゃいますSP                            | 未公開映像を含む福岡・長崎での宿探し、稲垣が視聴者からの質問に回答                        | 熊本県         | 熊本放送     | 2011年10月6日 23:55 - 24:55                             |
| 西日本横断ブログ旅 早希ちゃんがみんなの疑問に答えちゃいますSP                            | 未公開映像を含む福岡・長崎での宿探し、稲垣が視聴者からの質問に回答                        | 中京広域圏     | 中部日本放送 | 2011年10月12日 24:50 - 25:55                            |
| 西日本横断ブログ旅 早希ちゃんがみんなの疑問に答えちゃいますSP                            | 未公開映像を含む福岡・長崎での宿探し、稲垣が視聴者からの質問に回答                        | 関東広域圏     | TBSテレビ    | 2011年10月12日 25:55 - 26:55                            |
| 西日本横断ブログ旅 早希ちゃんがみんなの疑問に答えちゃいますSP                            | 未公開映像を含む福岡・長崎での宿探し、稲垣が視聴者からの質問に回答                        | 高知県         | テレビ高知   | 2011年10月13日 23:50 - 24:50                            |
| 西日本横断ブログ旅 早希ちゃんがみんなの疑問に答えちゃいますSP                            | 未公開映像を含む福岡・長崎での宿探し、稲垣が視聴者からの質問に回答                        | 山梨県         | テレビ山梨   | 2011年10月18日 24:30 - 25:25                            |
| 西日本横断ブログ旅 早希ちゃんがみんなの疑問に答えちゃいますSP                            | 未公開映像を含む福岡・長崎での宿探し、稲垣が視聴者からの質問に回答                        | 広島県         | 中国放送     | 2011年10月20日 24:50 - 25:50                            |
| ロケみつ冬休みスペシャル サイコロスランプ早希ちゃん大会                                  | 後述                                                                                      | 関西広域圏     | 毎日放送     | 下記参照                                                |
| ロケみつ冬休みスペシャル サイコロスランプ早希ちゃん大会                                  | 後述                                                                                      | 新潟県         | 新潟放送     | 下記参照                                                |
| 関西・四国・西日本ブログ旅3部作 旅の裏側スタジオで早希ちゃんもぶっちゃけまスペシャル     | 稲垣が名シーンとともにブログ旅を振り返る                                                  | 関西広域圏     | 毎日放送     | 2012年3月29日 24:40 - 25:40                             |
| 関西・四国・西日本ブログ旅3部作 旅の裏側スタジオで早希ちゃんもぶっちゃけまスペシャル     | 稲垣が名シーンとともにブログ旅を振り返る                                                  | 新潟県         | 新潟放送     | 2012年3月29日 24:40 - 25:40                             |
| 関西・四国・西日本ブログ旅3部作 旅の裏側スタジオで早希ちゃんもぶっちゃけまスペシャル     | 稲垣が名シーンとともにブログ旅を振り返る                                                  | 岡山県・香川県 | 山陽放送     | 2012年3月29日 24:40 - 25:40                             |
| 関西・四国・西日本ブログ旅3部作 旅の裏側スタジオで早希ちゃんもぶっちゃけまスペシャル     | 稲垣が名シーンとともにブログ旅を振り返る                                                  | 鳥取県・島根県 | 山陰放送     | 2012年3月29日 24:40 - 25:40                             |
| 関西・四国・西日本ブログ旅3部作 旅の裏側スタジオで早希ちゃんもぶっちゃけまスペシャル     | 稲垣が名シーンとともにブログ旅を振り返る                                                  | 大分県         | 大分放送     | 2012年3月29日 24:40 - 25:40                             |
| 関西・四国・西日本ブログ旅3部作 旅の裏側スタジオで早希ちゃんもぶっちゃけまスペシャル     | 稲垣が名シーンとともにブログ旅を振り返る                                                  | 熊本県         | 熊本放送     | 2012年3月29日 24:40 - 25:40                             |
| 関西・四国・西日本ブログ旅3部作 旅の裏側スタジオで早希ちゃんもぶっちゃけまスペシャル     | 稲垣が名シーンとともにブログ旅を振り返る                                                  | 山梨県         | テレビ山梨   | 2012年4月10日 24:30 - 25:25                             |
| 関西・四国・西日本ブログ旅3部作 旅の裏側スタジオで早希ちゃんもぶっちゃけまスペシャル     | 稲垣が名シーンとともにブログ旅を振り返る                                                  | 中京広域圏     | 中部日本放送 | 2012年4月11日 24:50 - 25:55                             |
| 関西・四国・西日本ブログ旅3部作 旅の裏側スタジオで早希ちゃんもぶっちゃけまスペシャル     | 稲垣が名シーンとともにブログ旅を振り返る                                                  | 高知県         | テレビ高知   | 2012年4月12日 23:50 - 24:50                             |
| 関西・四国・西日本ブログ旅3部作 旅の裏側スタジオで早希ちゃんもぶっちゃけまスペシャル     | 稲垣が名シーンとともにブログ旅を振り返る                                                  | 愛媛県         | あいテレビ   | 2012年4月13日 24:20 - 25:20                             |
| 関西・四国・西日本ブログ旅3部作 旅の裏側スタジオで早希ちゃんもぶっちゃけまスペシャル     | 稲垣が名シーンとともにブログ旅を振り返る                                                  | 関東広域圏     | TBSテレビ    | 2012年4月23日 25:55 - 26:55                             |
| 2年半の感謝を込めて 西日本お礼参りでありがとうSP                                         | 西日本横断ブログ旅参照                                                                    | 関西広域圏     | 毎日放送     | 2012年4月5日 24:20 - 25:20                              |
| 2年半の感謝を込めて 西日本お礼参りでありがとうSP                                         | 西日本横断ブログ旅参照                                                                    | 新潟県         | 新潟放送     | 2012年4月5日 24:20 - 25:20                              |
| 2年半の感謝を込めて 西日本お礼参りでありがとうSP                                         | 西日本横断ブログ旅参照                                                                    | 岡山県・香川県 | 山陽放送     | 2012年4月5日 24:20 - 25:20                              |
| 2年半の感謝を込めて 西日本お礼参りでありがとうSP                                         | 西日本横断ブログ旅参照                                                                    | 鳥取県・島根県 | 山陰放送     | 2012年4月5日 24:20 - 25:20                              |
| 2年半の感謝を込めて 西日本お礼参りでありがとうSP                                         | 西日本横断ブログ旅参照                                                                    | 大分県         | 大分放送     | 2012年4月5日 24:20 - 25:20                              |
| 2年半の感謝を込めて 西日本お礼参りでありがとうSP                                         | 西日本横断ブログ旅参照                                                                    | 熊本県         | 熊本放送     | 2012年4月5日 24:20 - 25:20                              |
| 2年半の感謝を込めて 西日本お礼参りでありがとうSP                                         | 西日本横断ブログ旅参照                                                                    | 山梨県         | テレビ山梨   | 2012年4月17日 24:30 - 25:25                             |
| 2年半の感謝を込めて 西日本お礼参りでありがとうSP                                         | 西日本横断ブログ旅参照                                                                    | 中京広域圏     | 中部日本放送 | 2012年4月18日 24:50 - 25:55                             |
| 2年半の感謝を込めて 西日本お礼参りでありがとうSP                                         | 西日本横断ブログ旅参照                                                                    | 高知県         | テレビ高知   | 2012年4月19日 23:50 - 24:50                             |
| 2年半の感謝を込めて 西日本お礼参りでありがとうSP                                         | 西日本横断ブログ旅参照                                                                    | 愛媛県         | あいテレビ   | 2012年4月20日 24:20 - 25:20                             |
| 2年半の感謝を込めて 西日本お礼参りでありがとうSP                                         | 西日本横断ブログ旅参照                                                                    | 関東広域圏     | TBSテレビ    | 2012年4月30日 25:55 - 26:55                             |
| ロケみつ冬休みスペシャル BLOG'N GIRL                                                     | 後述                                                                                      | 関西広域圏     | 毎日放送     | 下記参照                                                |
| ロケみつ冬休みスペシャル BLOG'N GIRL                                                     | 後述                                                                                      | 新潟県         | 新潟放送     | 下記参照                                                |
| 涙のイタリア宿探しで奇跡が!SP                                                            | ヨーロッパ横断ブログ旅で特に感動的とされる第壱百七拾弐話 - 第壱百七拾四話を再編集したもの | 関西広域圏     | 毎日放送     | 2013年2月11日 16:00 - 17:45                             |
| 涙のイタリア宿探しで奇跡が!SP                                                            | ヨーロッパ横断ブログ旅で特に感動的とされる第壱百七拾弐話 - 第壱百七拾四話を再編集したもの | 新潟県         | 新潟放送     | 2015年12月27日 15:00 - 16:45                            |
| 桜 稲垣早希が選ぶ!欧州インパクト大賞                                                     | ヨーロッパ横断ブログ旅で稲垣が衝撃を受けたものを部門別に発表                              | 関西広域圏     | 毎日放送     | 2013年2月21日 23:50 - 22:55                             |
| 桜 稲垣早希が選ぶ!欧州インパクト大賞                                                     | ヨーロッパ横断ブログ旅で稲垣が衝撃を受けたものを部門別に発表                              | 新潟県         | 新潟放送     | 2013年2月21日 23:50 - 22:55                             |
| 桜 稲垣早希が選ぶ!欧州インパクト大賞                                                     | ヨーロッパ横断ブログ旅で稲垣が衝撃を受けたものを部門別に発表                              | 岡山県・香川県 | 山陽放送     | 2013年2月21日 23:50 - 22:55                             |
| 桜 稲垣早希が選ぶ!欧州インパクト大賞                                                     | ヨーロッパ横断ブログ旅で稲垣が衝撃を受けたものを部門別に発表                              | 鳥取県・島根県 | 山陰放送     | 2013年2月21日 23:50 - 22:55                             |
| 桜 稲垣早希が選ぶ!欧州インパクト大賞                                                     | ヨーロッパ横断ブログ旅で稲垣が衝撃を受けたものを部門別に発表                              | 熊本県         | 熊本放送     | 2013年2月21日 23:50 - 22:55                             |
| 桜 稲垣早希が選ぶ!欧州インパクト大賞                                                     | ヨーロッパ横断ブログ旅で稲垣が衝撃を受けたものを部門別に発表                              | 中京広域圏     | 中部日本放送 | 2013年2月27日 25:25 - 26:28                             |
| 桜 稲垣早希が選ぶ!欧州インパクト大賞                                                     | ヨーロッパ横断ブログ旅で稲垣が衝撃を受けたものを部門別に発表                              | 大分県         | 大分放送     | 2013年2月28日 26:15 - 27:15                             |
| 桜 稲垣早希が選ぶ!欧州インパクト大賞                                                     | ヨーロッパ横断ブログ旅で稲垣が衝撃を受けたものを部門別に発表                              | 愛媛県         | あいテレビ   | 2013年3月8日 24:20 - 25:20                              |
| 桜 稲垣早希が選ぶ!欧州インパクト大賞                                                     | ヨーロッパ横断ブログ旅で稲垣が衝撃を受けたものを部門別に発表                              | 関東広域圏     | TBSテレビ    | 2013年3月11日 28:00 - 29:00                             |
| 桜 稲垣早希が選ぶ!欧州インパクト大賞                                                     | ヨーロッパ横断ブログ旅で稲垣が衝撃を受けたものを部門別に発表                              | 高知県         | テレビ高知   | 2013年3月14日 23:50 - 24:50                             |
| 桜 稲垣早希が選ぶ!欧州インパクト大賞                                                     | ヨーロッパ横断ブログ旅で稲垣が衝撃を受けたものを部門別に発表                              | 山梨県         | テレビ山梨   | 2013年3月19日 24:30 - 25:25                             |
| ロケみつ冬休みスペシャル サイコロ振ランダースの早希                                      | 後述                                                                                      | 関西広域圏     | 毎日放送     | 下記参照                                                |
| ロケみつ冬休みスペシャル あきてたあの子は?あ、さきちゃん                                 | 後述                                                                                      | 関西広域圏     | 毎日放送     | 下記参照                                                |

#### ブログ旅完全版
TBSテレビでは、『なまみつ』『ロケみつ〜ロケ×ロケ×ロケ〜』での稲垣早希のブログ旅シリーズのVTRを再編集した「関西縦断ブログ旅」「四国一周ブログ旅」をそれぞれ放送した。番組の冒頭では月亭八光、宇都宮まき、ローラ・チャンが登場しており、コメントは関東の視聴者に向けたものになっている。3人はオープニングのみに登場し、エンディングはVTRが終わるとともに黒い背景に全スタッフ名が一瞬表示され、「次回に続く」という文字が出て終わりになる。
本放送時と放送回ごとの切れ目が異なるため話数は表示されない場合がある。放送後のブログのコメント数が1000件に達しないと企画が打ち切られるルールについて番組内では説明されていない。
山陽放送、あいテレビは「四国一周ブログ旅」からの放送。TBSテレビでの放送時間は毎週土曜日 の26:43-27:43（2010年4月以降は26:48-27:48）、山陽放送での放送時間は毎週木曜日の24:59-25:59（2010年4月は23:50-24:50）。あいテレビでの放送時間は毎週火曜日の24:20-25:20。
TBSと山陽放送は完全版の終了とともに同じ枠でレギュラー放送に移行したが、あいテレビは翌週から当該枠に『ノブナガ』の「日本お土産駅伝」を再編集した番組が入り、『ロケみつ』はレギュラー放送まで約半年のブランクがあった。
| 放送地域       | 放送局     | 放送日         | 放送話数                | 備考                                                    |
| -------------- | ---------- | -------------- | ----------------------- | ------------------------------------------------------- |
| 関東広域圏     | TBSテレビ  | 2009年11月14日 | 第壱話 - 第四話         | 2日目・深夜にコンビニで駄菓子を購入し、食べたところまで |
| 関東広域圏     | TBSテレビ  | 2009年11月21日 | 第四話 - 第七話         | 前回放送の続きから4日目・和歌山通過ポイントクリアまで   |
| 関東広域圏     | TBSテレビ  | 2009年11月28日 | 第七話 - 第拾話         | 前回放送の続きから                                      |
| 関東広域圏     | TBSテレビ  | 2009年12月12日 | 第拾壱話 - 第拾参話     |                                                         |
| 関東広域圏     | TBSテレビ  | 2009年12月19日 | 第拾四話 - 第拾六話     |                                                         |
| 関東広域圏     | TBSテレビ  | 2010年1月9日   | 第拾七話 - 第拾八話     | 関西縦断ブログ旅ゴール                                  |
| 関東広域圏     | TBSテレビ  | 2010年1月16日  | 第拾九話 - 第弐拾壱話   | 四国一周ブログ旅スタート                                |
| 岡山県・香川県 | 山陽放送   | 2010年1月21日  | 第拾九話 - 第弐拾壱話   | 四国一周ブログ旅スタート                                |
| 愛媛県         | あいテレビ | 2010年10月5日  | 第拾九話 - 第弐拾壱話   | 四国一周ブログ旅スタート                                |
| 関東広域圏     | TBSテレビ  | 2010年1月23日  | 第弐拾弐話 - 第弐拾参話 |                                                         |
| 岡山県・香川県 | 山陽放送   | 2010年1月28日  | 第弐拾弐話 - 第弐拾参話 |                                                         |
| 愛媛県         | あいテレビ | 2010年10月12日 | 第弐拾弐話 - 第弐拾参話 |                                                         |
| 関東広域圏     | TBSテレビ  | 2010年1月30日  | 第弐拾四話 - 第弐拾六話 |                                                         |
| 岡山県・香川県 | 山陽放送   | 2010年2月4日   | 第弐拾四話 - 第弐拾六話 |                                                         |
| 愛媛県         | あいテレビ | 2010年10月19日 | 第弐拾四話 - 第弐拾六話 |                                                         |
| 関東広域圏     | TBSテレビ  | 2010年2月13日  | 第弐拾七話 - 第弐拾八話 | [ 171 ]                                                 |
| 岡山県・香川県 | 山陽放送   | 2010年2月11日  | 第弐拾七話 - 第弐拾八話 | [ 171 ]                                                 |
| 愛媛県         | あいテレビ | 2010年10月26日 | 第弐拾七話 - 第弐拾八話 | [ 171 ]                                                 |
| 関東広域圏     | TBSテレビ  | 2010年2月20日  | 第弐拾九話 - 第参拾話   |                                                         |
| 岡山県・香川県 | 山陽放送   | 2010年2月18日  | 第弐拾九話 - 第参拾話   |                                                         |
| 愛媛県         | あいテレビ | 2010年11月2日  | 第弐拾九話 - 第参拾話   |                                                         |
| 関東広域圏     | TBSテレビ  | 2010年2月27日  | 第参拾壱話 - 第参拾弐話 |                                                         |
| 岡山県・香川県 | 山陽放送   | 2010年2月25日  | 第参拾壱話 - 第参拾弐話 |                                                         |
| 愛媛県         | あいテレビ | 2010年11月9日  | 第参拾壱話 - 第参拾弐話 |                                                         |
| 関東広域圏     | TBSテレビ  | 2010年3月13日  | 第参拾参話 - 第参拾四話 |                                                         |
| 岡山県・香川県 | 山陽放送   | 2010年3月4日   | 第参拾参話 - 第参拾四話 |                                                         |
| 愛媛県         | あいテレビ | 2010年11月16日 | 第参拾参話 - 第参拾四話 |                                                         |
| 関東広域圏     | TBSテレビ  | 2010年3月20日  | 第参拾五話 - 第参拾六話 |                                                         |
| 岡山県・香川県 | 山陽放送   | 2010年3月11日  | 第参拾五話 - 第参拾六話 |                                                         |
| 愛媛県         | あいテレビ | 2010年11月23日 | 第参拾五話 - 第参拾六話 |                                                         |
| 関東広域圏     | TBSテレビ  | 2010年3月27日  | 第参拾七話 - 第参拾八話 |                                                         |
| 岡山県・香川県 | 山陽放送   | 2010年3月18日  | 第参拾七話 - 第参拾八話 |                                                         |
| 愛媛県         | あいテレビ | 2010年11月30日 | 第参拾七話 - 第参拾八話 |                                                         |
| 関東広域圏     | TBSテレビ  | 2010年4月10日  | 第参拾九話 - 第四拾話   |                                                         |
| 岡山県・香川県 | 山陽放送   | 2010年3月25日  | 第参拾九話 - 第四拾話   |                                                         |
| 愛媛県         | あいテレビ | 2010年12月7日  | 第参拾九話 - 第四拾話   |                                                         |
| 関東広域圏     | TBSテレビ  | 2010年4月17日  | 第四拾壱話 - 第四拾弐話 |                                                         |
| 岡山県・香川県 | 山陽放送   | 2010年4月1日   | 第四拾壱話 - 第四拾弐話 |                                                         |
| 愛媛県         | あいテレビ | 2010年12月14日 | 第四拾壱話 - 第四拾弐話 |                                                         |
| 関東広域圏     | TBSテレビ  | 2010年4月25日  | 第四拾参話 - 第四拾四話 |                                                         |
| 岡山県・香川県 | 山陽放送   | 2010年4月8日   | 第四拾参話 - 第四拾四話 |                                                         |
| 愛媛県         | あいテレビ | 2010年12月21日 | 第四拾参話 - 第四拾四話 |                                                         |
| 関東広域圏     | TBSテレビ  | 2010年5月8日   | 第四拾五話 - 第四拾七話 | 17日目・土鍋ラーメンを食べたところまで                  |
| 岡山県・香川県 | 山陽放送   | 2010年4月15日  | 第四拾五話 - 第四拾七話 | 17日目・土鍋ラーメンを食べたところまで                  |
| 愛媛県         | あいテレビ | 2010年12月28日 | 第四拾五話 - 第四拾七話 | 17日目・土鍋ラーメンを食べたところまで                  |
| 関東広域圏     | TBSテレビ  | 2010年5月15日  | 第四拾七話 - 第四拾九話 | 18日目・午後3時のサイコロを振る途中まで                 |
| 岡山県・香川県 | 山陽放送   | 2010年4月22日  | 第四拾七話 - 第四拾九話 | 18日目・午後3時のサイコロを振る途中まで                 |
| 愛媛県         | あいテレビ | 2011年1月4日   | 第四拾七話 - 第四拾九話 | 18日目・午後3時のサイコロを振る途中まで                 |
| 関東広域圏     | TBSテレビ  | 2010年5月22日  | 第四拾九話 - 第五拾話   | 四国一周ブログ旅ゴール                                  |
| 岡山県・香川県 | 山陽放送   | 2010年4月29日  | 第四拾九話 - 第五拾話   | 四国一周ブログ旅ゴール                                  |
| 愛媛県         | あいテレビ | 2011年1月11日  | 第四拾九話 - 第五拾話   | 四国一周ブログ旅ゴール                                  |

新潟放送では、ブログ旅完全版を期間を分けて集中放送した。
| 放送地域 | 放送局   | 放送日時                     | 放送話数                | 備考                                                |
| -------- | -------- | ---------------------------- | ----------------------- | --------------------------------------------------- |
| 新潟県   | 新潟放送 | 2009年12月27日 14:00 - 17:00 | 第壱話 - 第拾話         | 冬休みスペシャル 関西縦断ブログ旅総集編             |
| 新潟県   | 新潟放送 | 2010年1月4日 13:55 - 16:53   | 第拾壱話 - 第拾八話     | 冬休みスペシャル 関西縦断ブログ旅総集編             |
| 新潟県   | 新潟放送 | 2010年3月28日 14:00 - 17:00  | 第拾九話 - 第弐拾六話   | 春休みスペシャル 四国一周ブログ旅総集編             |
| 新潟県   | 新潟放送 | 2010年4月4日 14:00 - 17:00   | 第弐拾七話 - 第参拾弐話 | 春休みスペシャル 四国一周ブログ旅総集編             |
| 新潟県   | 新潟放送 | 2010年5月4日 13:55 - 15:50   | 第参拾参話 - 第参拾六話 | ゴールデンウィークスペシャル 四国一周ブログ旅総集編 |
| 新潟県   | 新潟放送 | 2010年5月5日 13:55 - 15:50   | 第参拾七話 - 第四拾話   | ゴールデンウィークスペシャル 四国一周ブログ旅総集編 |
| 新潟県   | 新潟放送 | 2010年8月15日 14:00 - 17:00  | 第四拾壱話 - 第四拾六話 | 夏休みスペシャル 四国一周ブログ旅総集編             |
| 新潟県   | 新潟放送 | 2010年8月22日 15:00 - 17:00  | 第四拾七話 - 第伍拾話   | 夏休みスペシャル 四国一周ブログ旅総集編             |

#### ロケみつ冬休みスペシャル エヴァン娘サキ大会
冬休みスペシャルとして「関西縦断ブログ旅」と「四国一周ブログ旅」を一挙放送。なお番組内では「ロケみつ年末年始〜早希ちゃん超総集編SP〜」と表示され、前述の「関西縦断ブログ旅完全版」同様、月亭八光、宇都宮まき、ローラ・チャンが登場。エンディングは『じゃりン子チエ（第1シリーズ）』のエンディングのパロディで、本家での竹本チエの飼い猫・小鉄の代わりに、ロケみつメンバーがけん玉をやっている。また同アニメでチエの父・竹本テツの声を担当した西川のりおが次回予告のナレーションを務めた。
| 放送地域   | 放送局   | 放送日時                            | 放送話数                | エンディング     |
| ---------- | -------- | ----------------------------------- | ----------------------- | ---------------- |
| 関西広域圏 | 毎日放送 | 第1夜・2009年12月27日 25:20 - 28:20 | 第壱話 - 第拾話         | 桜・稲垣早希     |
| 関西広域圏 | 毎日放送 | 第2夜・2009年12月30日 24:54 - 28:54 | 第拾壱話 - 第弐拾壱話   | 宇都宮まき       |
| 関西広域圏 | 毎日放送 | 第3夜・2010年1月1日 25:40 - 29:40   | 第弐拾弐話 - 第参拾話   | 月亭八光         |
| 関西広域圏 | 毎日放送 | 第4夜・2010年1月2日 25:10 - 29:10   | 第参拾壱話 - 第参拾八話 | ローラ・チャン   |
| 関西広域圏 | 毎日放送 | 第5夜・2010年1月3日 26:40 - 28:40   | 第参拾九話 - 第四拾弐話 | 桜・稲垣早希     |
| 関西広域圏 | 毎日放送 | 第6夜・2010年1月8日 26:15 - 28:15   | 第四拾参話 - 第四拾六話 | ヒゲメガネ（AD） |
| 関西広域圏 | 毎日放送 | 最終夜・2010年1月10日 25:50 - 27:50 | 第四拾七話 - 第伍拾話   | 第6夜までの全員  |

#### ロケみつ冬休み大会 じっしゃ西日本横断ブログばなし
前年に続き、「西日本横断ブログ旅」を一挙放送。今回は毎日放送制作で、かつて冬休みに集中放送されていた『まんが日本昔ばなし』のパロディとなっていて、エンディングでは、次回予告のナレーションをものまねタレントのなかじままりが市原悦子の声真似で行い、その後の「にんげんっていいな」のパロディには、本家の人間と動物たちの代わりに、稲垣・八光・宇都宮・チャン、地面から出てくる虫の代わりに岡田、木崎らが登場した（第三・六夜はサイコロ初号機・弐号機のCGが出現）。
| 放送地域   | 放送局   | 放送日時                             | 放送話数                | エンディング出演者                                                                                               |
| ---------- | -------- | ------------------------------------ | ----------------------- | --- |
| 関西広域圏 | 毎日放送 | 第一夜・2010年12月26日 25:50 - 27:45 | 第伍拾壱話 - 第伍拾四話 | 桜 稲垣早希（制服姿）、 月亭八光、宇都宮まき、ローラ・チャン、 岡田貴宏、木崎太郎                                |
| 関西広域圏 | 毎日放送 | 第二夜・2010年12月28日 25:10 - 28:30 | 第伍拾伍話 - 第六拾壱話 | 桜 稲垣早希（制服+フリースパーカー姿）、 月亭八光、宇都宮まき、ローラ・チャン、 岡田貴宏、キャプテン（サル）     |
| 関西広域圏 | 毎日放送 | 第三夜・2010年12月30日 24:40 - 29:30 | 第六拾弐話 - 第七拾壱話 | 桜 稲垣早希（麦わら帽子+ワンピース姿）、 月亭八光、宇都宮まき、ローラ・チャン                                    |
| 関西広域圏 | 毎日放送 | 第四夜・2011年1月1日 26:10 - 30:45   | 第七拾弐話 - 第八拾話   | 桜 稲垣早希（体操服姿）、 月亭八光、宇都宮まき、ローラ・チャン、 岡田貴宏、木崎太郎                              |
| 関西広域圏 | 毎日放送 | 第五夜・2011年1月2日 24:25 - 30:00   | 第八拾壱話 - 第九拾話   | 桜 稲垣早希（制服+ダウンジャケット姿）、 月亭八光、宇都宮まき、ローラ・チャン、 ヒゲメガネ（AD）、宮原啓仁（AD） |
| 新潟県     | 新潟放送 | 第五夜・2012年12月29日 11:59 - 17:30 | 第八拾壱話 - 第九拾話   | 桜 稲垣早希（制服+ダウンジャケット姿）、 月亭八光、宇都宮まき、ローラ・チャン、 ヒゲメガネ（AD）、宮原啓仁（AD） |
| 関西広域圏 | 毎日放送 | 第六夜・2011年1月3日 25:55 - 28:15   | 第九拾壱話 - 第九拾伍話 | 桜 稲垣早希（プラグスーツ姿）、 月亭八光、宇都宮まき、ローラ・チャン                                             |
| 関西広域圏 | 毎日放送 | 第七夜・2011年1月7日 25:10 - 28:00   | 第九拾六話 - 第壱百壱話 | 桜 稲垣早希（綾波レイの制服姿）、 月亭八光、宇都宮まき、ローラ・チャン、 木崎太郎、ヒゲメガネ                    |
| 関西広域圏 | 毎日放送 | 最終夜・2011年1月9日 25:05 - 27:10   | 第壱百弐話 - 第壱百伍話 | 桜 稲垣早希（浴衣姿）、 月亭八光、宇都宮まき、ローラ・チャン、 木崎太郎、宮原啓仁                                |

#### TBS補完計画 最大戦速緊急スペシャル
TBSでの放送開始当初は65日遅れだったが、編成の都合で放送休止がたびたびあることに加えて、誤って放送回を飛ばす事故が発生し、飛ばされた回から順番にもう一度放送し直したことや、2時間スペシャルを2回に分けて放送したために、遅れが最大163日まで広がった。これを2011年4月から毎日放送からの遅れを1週間以内にするために、3月にイレギュラーの月曜日に放送した他、「TBS補完計画 最大戦速緊急スペシャル」と題した西日本横断ブログ旅の総集編を制作し、3夜にわたって関東エリア（TBS）のみで放送した。
第1夜は途中に省略された部分がかなりあったが、第2夜、第3夜はほぼカットされずに放送された。
| 放送地域   | 放送局    | 放送日時                   | 放送話数                    |
| ---------- | --------- | -------------------------- | --------------------------- |
| 関東広域圏 | TBSテレビ | 2011年3月19日26:48 - 28:20 | 第九拾伍話 - 第壱百九話     |
| 関東広域圏 | TBSテレビ | 2011年3月25日25:25 - 26:25 | 第壱百拾話 - 第壱百拾壱話   |
| 関東広域圏 | TBSテレビ | 2011年3月26日26:48 - 28:18 | 第壱百拾弐話 - 第壱百拾四話 |

#### ロケみつ冬休みスペシャル サイコロスランプ早希ちゃん大会
前年に続き、「西日本横断ブログ旅」を一挙放送。ただし九州上陸から放送したため、前年と一部放送が重複している。『Dr.スランプ アラレちゃん』のパロディとなっていて、エンディングでは次回予告のナレーションは稲垣が行い、その後の「アレアレアラレちゃん」（第一夜 - 第三夜、第七夜・最終夜）、「アラレちゃん音頭」（第四夜 - 第六夜） のパロディには、本家の登場人物たちの代わりに、稲垣・八光・宇都宮・チャンなどが登場している。
| 放送地域   | 放送局   | 放送日時                             | 放送話数                        | エンディング出演者 |
| ---------- | -------- | ------------------------------------ | ------------------------------- | --- |
| 関西広域圏 | 毎日放送 | 第一夜・2011年12月26日 26:40 - 28:53 | 第壱百参話 - 第壱百六話         | 桜 稲垣早希（制服姿）、月亭八光、宇都宮まき、ローラ・チャン                                                                                             |
| 関西広域圏 | 毎日放送 | 第二夜・2011年12月27日 25:20 - 29:00 | 第壱百七話 - 第壱百拾参話       | 桜 稲垣早希（ワンピース姿）、月亭八光、宇都宮まき、ローラ・チャン                                                                                       |
| 関西広域圏 | 毎日放送 | 第三夜・2011年12月30日 24:45 - 28:58 | 第壱百拾四話 - 第壱百弐拾話     | 桜 稲垣早希（プラグスーツ姿）、月亭八光、宇都宮まき、ローラ・チャン                                                                                     |
| 関西広域圏 | 毎日放送 | 第四夜・2012年1月1日 26:40 - 29:00   | 第壱百弐拾壱話 - 第壱百弐拾四話 | 桜 稲垣早希（ピンクの浴衣姿）、月亭八光、宇都宮まき、ローラ・チャン、水田信二、古和咲紀、多田智佑、ユキちゃん（ヤギ）、ヒゲメガネ（AD）、宮原啓仁（AD） |
| 関西広域圏 | 毎日放送 | 第五夜・2012年1月2日 25:00 - 28:30   | 第壱百弐拾伍話 - 第壱百参拾話   | 桜 稲垣早希（黄色の浴衣姿）、月亭八光、宇都宮まき、ローラ・チャン、水田信二、古和咲紀、多田智佑、ユキちゃん、ヒゲメガネ、宮原啓仁                       |
| 関西広域圏 | 毎日放送 | 第六夜・2012年1月3日 24:10 - 28:40   | 第壱百参拾壱話 - 第壱百参拾八話 | 桜 稲垣早希（白の浴衣姿）、月亭八光、宇都宮まき、ローラ・チャン、水田信二、古和咲紀、多田智佑、ユキちゃん、ヒゲメガネ、宮原啓仁                         |
| 関西広域圏 | 毎日放送 | 第七夜・2012年1月4日 24:05 - 28:10   | 第壱百参拾九話 - 第壱百四拾伍話 | 桜 稲垣早希（真希波・マリ・イラストリアスの制服姿）、月亭八光、宇都宮まき、ローラ・チャン                                                               |
| 関西広域圏 | 毎日放送 | 最終夜・2012年1月8日 25:05 - 26:57   | 第壱百四拾六話 - 第壱百四拾八話 | 桜 稲垣早希（綾波レイの制服姿）、月亭八光、宇都宮まき、ローラ・チャン                                                                                   |
| 新潟県     | 新潟放送 | 2013年12月28日 9:25 - 11:30          | 第壱百参話 - 第壱百伍話         | |
| 新潟県     | 新潟放送 | 2013年12月28日 12:00 - 14:05         | 第壱百六話 - 第壱百九話         | |
| 新潟県     | 新潟放送 | 2013年12月28日 14:05 - 15:50         | 第壱百拾話 - 第壱百拾参話       | |
| 新潟県     | 新潟放送 | 2013年12月30日 8:00 - 11:40          | 第壱百拾四話 - 第壱百拾九話     | |
| 新潟県     | 新潟放送 | 2013年12月30日 12:55 - 15:50         | 第壱百弐拾話 - 第壱百弐拾四話   | |
| 新潟県     | 新潟放送 | 2013年12月31日 8:55 - 11:40          | 第壱百弐拾伍話 - 第壱百弐拾九話 | |
| 新潟県     | 新潟放送 | 2013年12月31日 11:50 - 17:25         | 第壱百参拾話 - 第壱百参拾八話   | |

#### ロケみつ冬休みスペシャル BLOG'N GIRL
前年に続き、「西日本横断ブログ旅」（ゴール直前からの放送のため、『サイコロスランプ早希ちゃん大会』以降の第壱百四拾九話 - 第壱百伍拾七話は未放送）「ヨーロッパ横断ブログ旅」を一挙放送。「ヨーロッパ横断ブログ旅」のオープニングと第壱百八拾七話以前の次回予告、ならびに本編で使用されたBGMの一部は、本放送時に使用されたものから『ヱヴァンゲリヲン新劇場版:Q』のサントラに変更されている。また「ヨーロッパ横断ブログ旅」の第壱百六拾九話以降、本放送時にカットされていたオープニングが、ここでは改めて各話ごとに挿入されている。『ドラゴンボール』のパロディとなっていて、エンディングでは次回予告のナレーションを稲垣と親玉ディレクターが行い、その後の「ロマンティックあげるよ」のパロディには、本家の登場人物たちの代わりに、稲垣・八光・宇都宮・チャンなどが登場している。
| 放送地域   | 放送局   | 放送日時                             | 放送話数                        | エンディング出演者 |
| ---------- | -------- | ------------------------------------ | ------------------------------- | --- |
| 関西広域圏 | 毎日放送 | 第一夜・2012年12月25日 25:50 - 27:44 | 第壱百伍拾八話 - 第壱百伍拾九話 | 桜 稲垣早希（制服姿）、月亭八光、宇都宮まき、ローラ・チャン、古和咲紀、多田智佑、ルー・ズーイン                                         |
| 新潟県     | 新潟放送 | 2014年12月27日 9:25 - 11:20          | 第壱百伍拾八話 - 第壱百伍拾九話 | 桜 稲垣早希（制服姿）、月亭八光、宇都宮まき、ローラ・チャン、古和咲紀、多田智佑、ルー・ズーイン                                         |
| 関西広域圏 | 毎日放送 | 第二夜・2012年12月26日 25:14 - 27:35 | 第壱百六拾話 - 第壱百六拾参話   | 桜 稲垣早希（制服+ダウンジャケット姿）、月亭八光、宇都宮まき、ローラ・チャン、古和咲紀、多田智佑、ルー・ズーイン                        |
| 新潟県     | 新潟放送 | 2014年12月29日 9:55 - 11:30          | 第壱百六拾話 - 第壱百六拾参話   | 桜 稲垣早希（制服+ダウンジャケット姿）、月亭八光、宇都宮まき、ローラ・チャン、古和咲紀、多田智佑、ルー・ズーイン                        |
| 関西広域圏 | 毎日放送 | 第三夜・2012年12月30日 25:10 - 28:38 | 第壱百六拾四話 - 第壱百六拾九話 | 桜 稲垣早希（ワンピース姿）、月亭八光、宇都宮まき、ローラ・チャン、古和咲紀、多田智佑、ルー・ズーイン                                   |
| 新潟県     | 新潟放送 | 2014年12月29日 13:55 - 18:00         | 第壱百六拾四話 - 第壱百六拾九話 | 桜 稲垣早希（ワンピース姿）、月亭八光、宇都宮まき、ローラ・チャン、古和咲紀、多田智佑、ルー・ズーイン                                   |
| 関西広域圏 | 毎日放送 | 第四夜・2013年1月1日 25:59 - 28:02   | 第壱百七拾話 - 第壱百七拾弐話   | 桜 稲垣早希（プラグスーツ姿）、月亭八光、宇都宮まき、ローラ・チャン、古和咲紀、多田智佑、ルー・ズーイン                                 |
| 新潟県     | 新潟放送 | 2014年12月29日 7:55 - 11:45          | 第壱百七拾話 - 第壱百七拾弐話   | 桜 稲垣早希（プラグスーツ姿）、月亭八光、宇都宮まき、ローラ・チャン、古和咲紀、多田智佑、ルー・ズーイン                                 |
| 関西広域圏 | 毎日放送 | 第五夜・2013年1月2日 23:40 - 30:45   | 第壱百七拾参話 - 第壱百八拾四話 | 桜 稲垣早希（碇シンジの制服姿）、月亭八光、宇都宮まき、ローラ・チャン、古和咲紀、多田智佑、ルー・ズーイン                               |
| 新潟県     | 新潟放送 | 2014年12月29日 11:55 - 15:15         | 第壱百七拾参話 - 第壱百八拾四話 | 桜 稲垣早希（碇シンジの制服姿）、月亭八光、宇都宮まき、ローラ・チャン、古和咲紀、多田智佑、ルー・ズーイン                               |
| 関西広域圏 | 毎日放送 | 第六夜・2013年1月3日 25:10 - 27:30   | 第壱百八拾伍話 - 第壱百八拾八話 | 桜 稲垣早希（綾波レイの制服姿）、月亭八光、宇都宮まき、ローラ・チャン、古和咲紀、多田智佑、ルー・ズーイン                               |
| 新潟県     | 新潟放送 | 2014年12月31日 12:55 - 15:15         | 第壱百八拾伍話 - 第壱百八拾八話 | 桜 稲垣早希（綾波レイの制服姿）、月亭八光、宇都宮まき、ローラ・チャン、古和咲紀、多田智佑、ルー・ズーイン                               |
| 関西広域圏 | 毎日放送 | 最終夜・2013年1月4日 24:10 - 25:24   | 第壱百八拾九話 - 第壱百九拾話   | 桜 稲垣早希（真希波・マリ・イラストリアスの制服姿）、月亭八光、宇都宮まき、ローラ・チャン、古和咲紀、多田智佑、ルー・ズーイン、宮原啓仁 |
| 新潟県     | 新潟放送 | 2014年12月31日 15:15 - 16:30         | 第壱百八拾九話 - 第壱百九拾話   | 桜 稲垣早希（真希波・マリ・イラストリアスの制服姿）、月亭八光、宇都宮まき、ローラ・チャン、古和咲紀、多田智佑、ルー・ズーイン、宮原啓仁 |

#### ロケみつ冬休みスペシャル サイコロ振ランダースの早希
前年に続き、「ヨーロッパ横断ブログ旅」を一挙放送（前年の冬休みスペシャル後の第壱百九拾壱話と第壱百九拾弐話は未放送。また、冬休みスペシャルで初めて、その時点での最新回までが放送されなかった）。本放送時にカットされていたオープニングは、ここでは改めて各話ごとに挿入されている。『フランダースの犬』のパロディとなっており、エンディング映像はオープニングテーマ「よあけのみち」のパロディで、DVD購入特典の特製トレーディングカードの中から選ばれたコスプレの稲垣と八光・宇都宮・チャンなどが本家の登場人物たちの代わりに登場している。次回予告は前年までとは逆に、エンディング映像の後に放送され、ナレーションは橋本のりこが担当している。また番組冒頭とエンディング映像では、本家のタイトル下に表記されている「原作 ルイス・ド・ラ・ラメー」の箇所が「撮影 オヤダ・マ・ト・チャラディー（親玉とチャラD）」ともじられている。
| 放送地域   | 放送局   | 放送日時                             | 放送話数                        | エンディング出演者 |
| ---------- | -------- | ------------------------------------ | ------------------------------- | --- |
| 関西広域圏 | 毎日放送 | 第一夜・2013年12月25日 25:19 - 28:18 | 第壱百九拾参話 - 第壱百九拾七話 | 桜 稲垣早希（桜 稲垣早希〔制服姿〕）、月亭八光、宇都宮まき、ローラ・チャン、グイグイ大脇、ゆりやんレトリィバァ                                      |
| 関西広域圏 | 毎日放送 | 第二夜・2013年12月26日 25:40 - 28:13 | 第壱百九拾八話 - 第弐百壱話     | 桜 稲垣早希（オードリー・ヘップエヴァーン〔オードリー・ヘプバーンの姿〕）、月亭八光、宇都宮まき、ローラ・チャン、グイグイ大脇、ゆりやんレトリィバァ |
| 関西広域圏 | 毎日放送 | 第三夜・2014年1月1日 26:10 - 29:25   | 第弐百弐話 - 第弐百伍話         | 桜 稲垣早希（ピノサキオ〔ピノキオの姿〕）、月亭八光、宇都宮まき、ローラ・チャン、グイグイ大脇、ゆりやんレトリィバァ                                 |
| 関西広域圏 | 毎日放送 | 第四夜・2014年1月2日 23:49 - 29:00   | 第弐百六話 - 第弐百拾六話       | 桜 稲垣早希（ルパン・ザ・サーキ〔ルパン三世の姿〕）、月亭八光、宇都宮まき、ローラ・チャン、グイグイ大脇、ゆりやんレトリィバァ                       |
| 関西広域圏 | 毎日放送 | 第五夜・2014年1月3日 24:40 - 29:00   | 第弐百拾七話 - 第弐百弐拾参話   | 桜 稲垣早希（アイナシュタイン〔アインシュタインの姿〕）、月亭八光、宇都宮まき、ローラ・チャン、グイグイ大脇、ゆりやんレトリィバァ                   |
| 関西広域圏 | 毎日放送 | 第六夜・2014年1月5日 25:45 - 28:48   | 第弐百弐拾四話 - 第弐百弐拾七話 | 桜 稲垣早希（真実のサキ〔真実の口の姿〕）、月亭八光、宇都宮まき、ローラ・チャン、グイグイ大脇、ゆりやんレトリィバァ、宮原啓仁                       |

#### ロケみつ冬休みスペシャル あきれたあの子は?あ、さきちゃん
「ヨーロッパ横断ブログ旅」のうち、スペイン入りからゴールまでを一挙放送。次回予告とエンディングは『あさりちゃん』のパロディーになっている。ロケみつからの福袋プレゼントがあった。
| 放送地域   | 放送局   | 放送日時                           | 放送話数                        | エンディング出演者                                           |
| ---------- | -------- | ---------------------------------- | ------------------------------- | ------------------------------------------------------------ |
| 関西広域圏 | 毎日放送 | 2015年1月1日 26:20 - 28:05         | 第壱百七拾弐話 - 第壱百七拾四話 | 「涙のイタリア宿探しで奇跡が!SP」 2013年2月11日の再放送      |
| 関西広域圏 | 毎日放送 | 第一夜・2015年1月2日 24:40 - 28:50 | 第弐百参拾四話 - 第弐百四拾壱話 | 桜 稲垣早希（制服姿）、月亭八光、宇都宮まき                  |
| 関西広域圏 | 毎日放送 | 第二夜・2015年1月3日 25:58 - 27:52 | 第弐百四拾弐話 - 最終話         | 桜 稲垣早希（制服+ダウンジャケット姿）、月亭八光、宇都宮まき |

## 映画
2012年、『ロケみつ THE MOVIE このさきのむこうに（ロケみつ・ザ・ムービー このさきのむこうに）』が第4回沖縄国際映画祭で長編プログラム「Laugh部門」にノミネートされた。再編集した稲垣の旅ロケVTRに新撮映像を追加し、ストーリー仕立てにしている。監督はヒゲメガネこと有本ディレクターが務めた。

### あらすじ
とある田舎のバス停で、少女は初老の男性と出会う。転校する友達に一言「ごめんね」と言えずにいる少女に、その男性が昔、勇気を持って旅をした女の子がいたと語りかけ、稲垣の旅の回想が始まる。

### 出演（映画）
- 桜 稲垣早希
- 竜雷太
- 野田琴乃
- 亀井理沙

### スタッフ（映画）
- 監督：有本洋

## 関連商品

### 書籍
- 桜・稲垣早希のブログ旅 完全補完計画 〜関西縦断&四国一周編〜（2010年6月18日発売、ワニブックス、ISBN 978-4-847-01911-1）
- 桜・稲垣早希のブログ旅 完全補完計画・弐 〜西日本横断・中国地方編〜（2012年7月6日発売、ワニブックス、ISBN 978-4-847-09089-9）
- 桜・稲垣早希のブログ旅 完全補完計画・参 〜西日本横断・九州地方編〜（2012年7月6日発売、ワニブックス、ISBN 978-4-847-09090-5）
- るるぶロケみつ 西日本横断ブログ旅（2012年7月6日発売、JTBパブリッシング、ISBN 978-4-533-08712-7）

### DVD
ブログ旅1〜44巻のセル版には副音声（稲垣、同行ディレクター、および各巻異なるゲスト によるロケ裏話解説）が収録されている。レンタル版には収録されていない。
- ロケみつ〜ロケ×ロケ×ロケ〜 桜・稲垣早希の関西縦断ブログ旅 1 トラの巻（2010年6月2日発売、よしもとアール・アンド・シー）
- ロケみつ〜ロケ×ロケ×ロケ〜 桜・稲垣早希の関西縦断ブログ旅 2 パンダの巻（2010年6月2日発売、よしもとアール・アンド・シー）
- ロケみつ〜ロケ×ロケ×ロケ〜 桜・稲垣早希の四国一周ブログ旅 3 ウサギの巻（2010年12月1日発売、よしもとアール・アンド・シー）
- ロケみつ〜ロケ×ロケ×ロケ〜 桜・稲垣早希の四国一周ブログ旅 4 ネコの巻（2010年12月1日発売、よしもとアール・アンド・シー）
- ロケみつ〜ロケ×ロケ×ロケ〜 桜・稲垣早希の四国一周ブログ旅 5 ウシの巻（2010年12月22日発売、よしもとアール・アンド・シー）
- ロケみつ〜ロケ×ロケ×ロケ〜 桜・稲垣早希の四国一周ブログ旅 6 赤オニ青オニの巻（2010年12月22日発売、よしもとアール・アンド・シー）
- ロケみつ〜ロケ×ロケ×ロケ〜 目指せ!鹿児島 桜 稲垣早希の西日本横断ブログ旅 7 ヒツジの巻（2011年6月29日発売、よしもとアール・アンド・シー）
- ロケみつ〜ロケ×ロケ×ロケ〜 目指せ!鹿児島 桜 稲垣早希の西日本横断ブログ旅 8 カエルの巻（2011年6月29日発売、よしもとアール・アンド・シー）
- ロケみつ〜ロケ×ロケ×ロケ〜 目指せ!鹿児島 桜 稲垣早希の西日本横断ブログ旅 9 キリンの巻（2011年7月27日発売、よしもとアール・アンド・シー）
- ロケみつ〜ロケ×ロケ×ロケ〜 目指せ!鹿児島 桜 稲垣早希の西日本横断ブログ旅 10 サルの巻（2011年8月31日発売、よしもとアール・アンド・シー）
- ロケみつ〜ロケ×ロケ×ロケ〜 目指せ!鹿児島 桜 稲垣早希の西日本横断ブログ旅 11 カニの巻（2011年9月28日発売、よしもとアール・アンド・シー）
- ロケみつ〜ロケ×ロケ×ロケ〜 目指せ!鹿児島 桜 稲垣早希の西日本横断ブログ旅 12 ネズミの巻（2011年10月26日発売、よしもとアール・アンド・シー）
- ロケみつ〜ロケ×ロケ×ロケ〜 目指せ!鹿児島 桜 稲垣早希の西日本横断ブログ旅 13 ウマの巻（2011年11月23日発売、よしもとアール・アンド・シー）
- ロケみつ〜ロケ×ロケ×ロケ〜 目指せ!鹿児島 桜 稲垣早希の西日本横断ブログ旅 14 ブタの巻（2011年12月21日発売、よしもとアール・アンド・シー）
- ロケみつ〜ロケ×ロケ×ロケ〜 目指せ!鹿児島 桜 稲垣早希の西日本横断ブログ旅 15 ゾウの巻（2011年12月21日発売、よしもとアール・アンド・シー）
- ロケみつ〜ロケ×ロケ×ロケ〜 目指せ!鹿児島 桜 稲垣早希の西日本横断ブログ旅 16 イヌの巻（2012年1月25日発売、よしもとアール・アンド・シー）
- ロケみつ〜ロケ×ロケ×ロケ〜 目指せ!鹿児島 桜 稲垣早希の西日本横断ブログ旅 17 タヌキの巻（2012年2月29日発売、よしもとアール・アンド・シー）
- ロケみつ〜ロケ×ロケ×ロケ〜 目指せ!鹿児島 桜 稲垣早希の西日本横断ブログ旅 18 ニワトリの巻（2012年3月28日発売、よしもとアール・アンド・シー）
- ロケみつ〜ロケ×ロケ×ロケ〜 目指せ!鹿児島 桜 稲垣早希の西日本横断ブログ旅 19 ハトの巻（2012年4月25日発売、よしもとアール・アンド・シー）
- ロケみつ〜ロケ×ロケ×ロケ〜 目指せ!鹿児島 桜 稲垣早希の西日本横断ブログ旅 20 トナカイの巻（2012年5月30日発売、よしもとアール・アンド・シー）
- ロケみつ〜ロケ×ロケ×ロケ〜 目指せ!鹿児島 桜 稲垣早希の西日本横断ブログ旅 21 テントウムシの巻（2012年6月27日発売、よしもとアール・アンド・シー）
- ロケみつ〜ロケ×ロケ×ロケ〜 目指せ!鹿児島 桜 稲垣早希の西日本横断ブログ旅 22 ミツバチの巻（2012年7月25日発売、よしもとアール・アンド・シー）
- ロケみつ〜ロケ×ロケ×ロケ〜 目指せ!鹿児島 桜 稲垣早希の西日本横断ブログ旅 23 ドブネズミの巻（2012年8月29日発売、よしもとアール・アンド・シー）
- ロケみつ〜ロケ×ロケ×ロケ〜 目指せ!鹿児島 桜 稲垣早希の西日本横断ブログ旅 24 七面鳥の巻（2012年9月26日発売、よしもとアール・アンド・シー）
- ロケみつ〜ロケ×ロケ×ロケ〜 目指せ!鹿児島 桜 稲垣早希の西日本横断ブログ旅 25 黄オニの巻（2012年10月31日発売、よしもとアール・アンド・シー）
- ロケみつ〜ロケ×ロケ×ロケ〜 目指せ!鹿児島 桜 稲垣早希の西日本横断ブログ旅 26 大きいアスカ小さいアスカの巻（2012年11月28日発売、よしもとアール・アンド・シー）
- ロケみつ番外編 ロケみつ THE MOVIE このさきのむこうに+和歌山&高知 お礼参りの旅（2012年11月28日発売、よしもとアール・アンド・シー）
- ロケみつ ザ・ワールド 目指せ!ポルトガル 桜 稲垣早希のヨーロッパ横断ブログ旅 27 オーストリア編その(1)（2013年3月27日発売、よしもとアール・アンド・シー）
- ロケみつ ザ・ワールド 目指せ!ポルトガル 桜 稲垣早希のヨーロッパ横断ブログ旅 28 オーストリア編その(2)（2013年3月27日発売、よしもとアール・アンド・シー）
- ロケみつ ザ・ワールド 目指せ!ポルトガル 桜 稲垣早希のヨーロッパ横断ブログ旅 29 イタリア編その(1)（2013年5月29日発売、よしもとアール・アンド・シー）
- ロケみつ ザ・ワールド 目指せ!ポルトガル 桜 稲垣早希のヨーロッパ横断ブログ旅 30 イタリア編その(2)（2013年6月26日発売、よしもとアール・アンド・シー）
- ロケみつ ザ・ワールド 目指せ!ポルトガル 桜 稲垣早希のヨーロッパ横断ブログ旅 31 イタリア編その(3)（2013年7月31日発売、よしもとアール・アンド・シー）
- ロケみつ ザ・ワールド 目指せ!ポルトガル 桜 稲垣早希のヨーロッパ横断ブログ旅 32 スイス編その(1)（2013年8月28日発売、よしもとアール・アンド・シー）
- ロケみつ ザ・ワールド 目指せ!ポルトガル 桜 稲垣早希のヨーロッパ横断ブログ旅 33 スイス編その(2)（2013年9月25日発売、よしもとアール・アンド・シー）
- ロケみつ ザ・ワールド 目指せ!ポルトガル 桜 稲垣早希のヨーロッパ横断ブログ旅 34 ドイツ編その(1)（2013年10月30日発売、よしもとアール・アンド・シー）
- ロケみつ ザ・ワールド 目指せ!ポルトガル 桜 稲垣早希のヨーロッパ横断ブログ旅 35 ドイツ編その(2)（2013年11月27日発売、よしもとアール・アンド・シー）
- ロケみつ ザ・ワールド 目指せ!ポルトガル 桜 稲垣早希のヨーロッパ横断ブログ旅 36 ドイツ編その(3)&オランダ編その(1)（2013年12月25日発売、よしもとアール・アンド・シー）
- ロケみつ ザ・ワールド 目指せ!ポルトガル 桜 稲垣早希のヨーロッパ横断ブログ旅 37 オランダ編その(2)（2014年1月29日発売、よしもとアール・アンド・シー）
- ロケみつ ザ・ワールド 目指せ!ポルトガル 桜 稲垣早希のヨーロッパ横断ブログ旅 38 ベルギー&ルクセンブルク編（2014年1月29日発売、よしもとアール・アンド・シー）
- ロケみつ ザ・ワールド 目指せ!ポルトガル 桜 稲垣早希のヨーロッパ横断ブログ旅 39 フランス編その(1)（2014年2月26日発売、よしもとアール・アンド・シー）
- ロケみつ ザ・ワールド 目指せ!ポルトガル 桜 稲垣早希のヨーロッパ横断ブログ旅 40 フランス編その(2)&スイス編その(3)（2014年2月26日発売、よしもとアール・アンド・シー）
- ロケみつ ザ・ワールド 目指せ!ポルトガル 桜 稲垣早希のヨーロッパ横断ブログ旅 41 スイス編その(4)&フランス編その(3)（2014年3月26日発売、よしもとアール・アンド・シー）
- ロケみつ ザ・ワールド 目指せ!ポルトガル 桜 稲垣早希のヨーロッパ横断ブログ旅 42 スペイン編その(1)（2014年3月26日発売、よしもとアール・アンド・シー）
- ロケみつ ザ・ワールド 目指せ!ポルトガル 桜 稲垣早希のヨーロッパ横断ブログ旅 43 スペイン編その(2)&ポルトガル編その(1)（2014年5月28日発売、よしもとアール・アンド・シー）
- ロケみつ ザ・ワールド 目指せ!ポルトガル 桜 稲垣早希のヨーロッパ横断ブログ旅 44 ポルトガル編その(2)（2014年6月25日発売、よしもとアール・アンド・シー）
- ロケみつ ザ・ワールド 桜 稲垣早希と挑む！香港・マカオ3番勝負！（2014年6月25日発売、よしもとアール・アンド・シー）

### BD
- ロケみつ 〜ロケxロケxロケ〜 桜 稲垣早希のブログ旅 Blu-ray BOX 日本編完全版（2015年3月31日発売、よしもとアール・アンド・シー）
- ロケみつ ザ・ワールド 桜 稲垣早希のブログ旅 Blu-ray BOX ヨーロッパ編完全版（2015年6月24日発売、よしもとアール・アンド・シー）